# Football Club de Grenoble rugby
Pour la section féminine, voir Football Club de Grenoble rugby (féminines). Pour le club omnisports, voir Football Club de Grenoble (omnisports).
Pour les articles homonymes, voir Football Club de Grenoble et FCG.
Maillots
Actualités
Le Football Club de Grenoble rugby (FCG) est un club français de rugby à XV domicilié à Grenoble et fondé par fusion entre quatre clubs de la ville le 1er septembre 1911.
Le club est champion de France en 1954 et vice-champion en 1918 et en 1993 notamment lors d'une finale polémique en se voyant privé d'un titre de champion de France à la suite d'une erreur d'arbitrage. Il remporte également le challenge Yves du Manoir en 1987 et en est finaliste en 1969, 1986 et 1990. Il est également vice-champion d'Europe de la Coupe d'Europe des clubs champions FIRA en 1963.
Le FC Grenoble évolue en Pro D2 en 2025-2026 et joue ses rencontres à domicile au stade des Alpes.
Le FCG est actuellement présidé par Patrick Goffi. L'équipe première est encadrée par plusieurs spécialistes : Aubin Hueber directeur du rugby, Nicolas Nadau entraîneur des arrières, Patrick Pézery entraîneur des avants et Lionel Ringeval entraîneur de la défense.‌

## Historique
| FC Grenoble |

### 1892: les origines
Le rugby à XV apparaît à Grenoble au XIXe siècle. En 1892, année du premier championnat de France, des jeunes gens du lycée Champollion créent l'Association athlétique du Lycée de Grenoble.
Le club a pour but de favoriser les activités physiques.
D'autres associations voient ensuite le jour : le Cercle sportif grenoblois en 1896 qui porte les mêmes couleurs rouges et jaunes que la ville, puis le Stade grenoblois en 1897, fondé également par d’anciens lycéens qui porte lui les couleurs noires et grises. Ce dernier finit par dominer alors le rugby régional avant de participer à la fondation du Comité des Alpes.

#### Qualification pour quatre quarts de finale consécutifs en championnat
Le Stade grenoblois joue quatre quarts de finale du championnat de France consécutifs en 1900, 1901, 1902 et 1903 et un dernier en 1909.
En 1906 est fondée l'Union athlétique grenobloise. D’autres clubs existent, comme l'Amicale sportive grenobloise ou encore le Racing Club de Grenoble, lancé par les externes du lycée Vaucanson et de l’École normale d’instituteurs.

### Naissance du FC Grenoble
Mais en 1911, certains commencent à penser que cette dispersion nuit à la compétitivité du rugby grenoblois. L’émergence d’un club regroupant toutes les forces de la ville s’impose et le 24 août 1911, les dirigeants de l'Union athlétique grenobloise, de l'Union sportive du 4e régiment du génie, du Racing Club de Grenoble et du Cercle sportif grenoblois  se regroupent pour élire le bureau d'un nouveau club, le FC Grenoble.
La majorité des clubs étaient à cette époque omnisports et le FC Grenoble, formé le 1er septembre 1911, ne déroge pas à cette règle puisque ce nouveau club fait pratiquer notamment sur le nouveau stade Lesdiguières, le rugby à XV, le football, le rink hockey, le tennis et la course à pied.
Le rugby à XV est alors souvent connu comme une simple variante du football, précurseur de ce dernier devenu plus populaire, d’où son nom, qui n'a rien à voir avec le ballon rond. À l'origine les couleurs du club sont le noir et le gris comme l'étaient celle de l'Union athlétique grenobloise.

#### Vice-champion de France 1918
Après un titre de champion des Alpes et un quart de finale du Championnat dès 1912, le FCG atteint encore les quarts de finale du Championnat en 1914.
En 1918, le FCG atteint la finale de la coupe de l'Espérance qui remplace le Championnat pendant la Première Guerre mondiale. Après avoir écarté les deux derniers vainqueurs de la compétition, le Stade nantais en quart 24-0 puis le Stade toulousain en demi-finale 3-0, le FCG s'incline en finale face au Racing CF 22-9.
Équipe vice-championne de France en 1918 : 
 

1. Charpin 2. Rousset 3. Pinet 

4. Court 5. Simonne 

6. Hoelchi 8. Bayle 7. Besset 

9. Eyraud 10. Berruyer 

11. Neyroud 12. A. Jouffray 13. Couturier 14. Maillot 

15. É. Lacombe 

Un nouveau titre de champion des Alpes confirme ensuite sa suprématie régionale en 1919.

#### Les premiers internationaux grenoblois

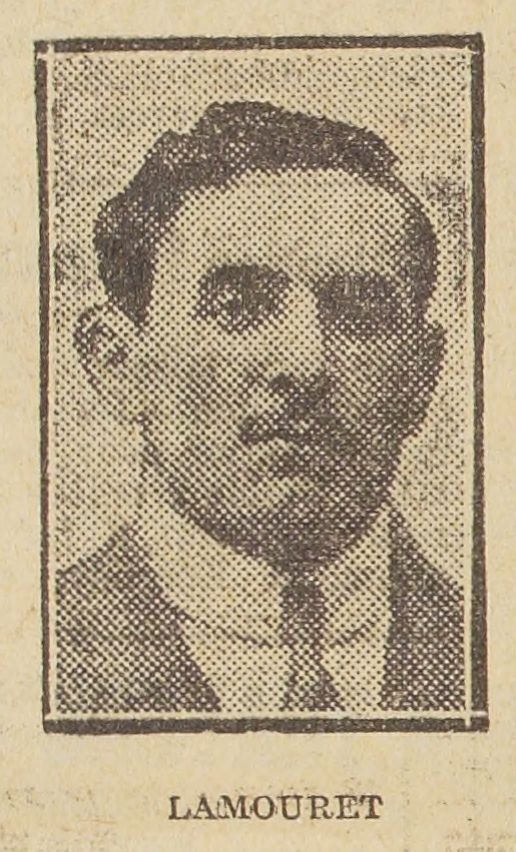
Paul Lamouret

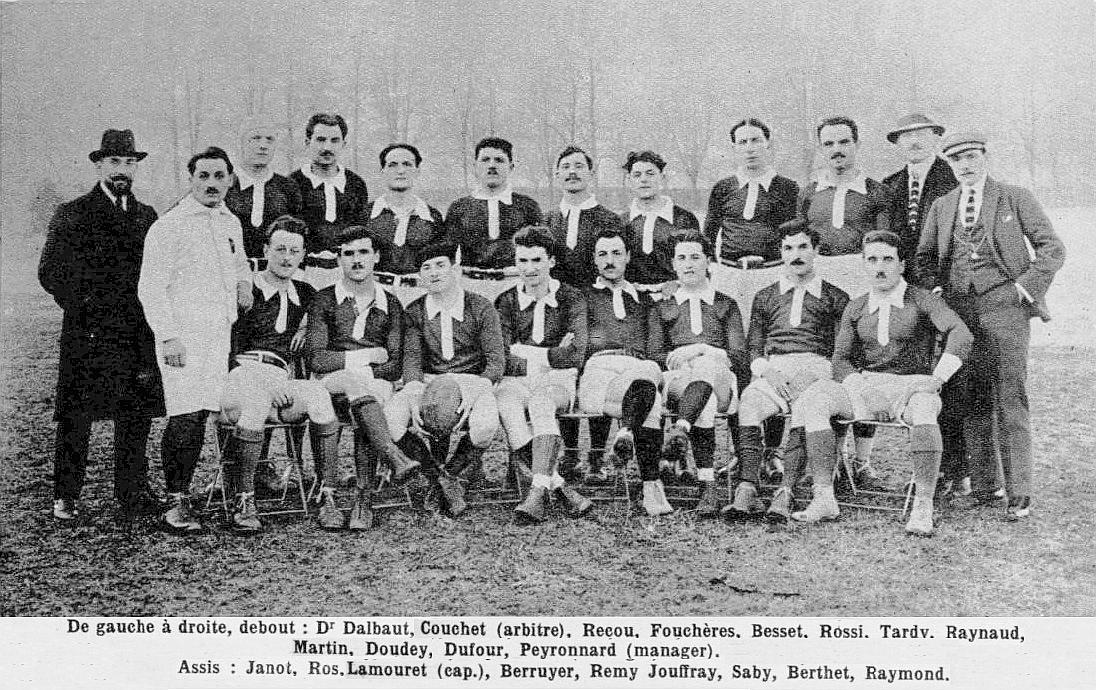
Le FC Grenoble en mars 1921.

En 1920, le demi de mêlée Paul Lamouret, arrive au club.
Ce joueur biarrot, formé par Tom Potter à la Section paloise va révolutionner le rugby grenoblois.
Ardent défenseur du deux contre un et de l'attaque à outrance, il permet au club de se voir décerner par la FFR le challenge Pierre de Coubertin puis de se qualifier dans les 10 meilleurs clubs français en 1922.
Il quitte finalement le club en fin de saison.
En 1923, le FCG termine deuxième de sa poule derrière le Stade toulousain, champion de France en titre qui gagne le match décisif à Toulouse devant 20000 spectateurs grâce notamment à deux essais de son ailier international Adolphe Jauréguy. Absent ainsi de la deuxième phase disputée en 2 poules de 3, Grenoble se classe toutefois 7e club français cette saison-là.
En 1924, le club échoue à se qualifier pour la seconde phase du Championnat, 3e seulement de sa poule derrière les deux qualifiés, Bayonne et Narbonne.
Les premiers internationaux sont appelés en équipe de France, le premier étant l’arrière Edmond Besset, sélectionné en 1924 contre l'équipe d'Écosse, accompagné pour ce match par Félix Lasserre, son nouveau coéquipier en club mais déjà préalablement sélectionné avec l'Aviron bayonnais et l'US Cognac.
En 1925 et en 1926, Grenoble se qualifie pour la seconde phase du Championnat, réservée aux 12 meilleurs clubs français mais n'atteint pas les demi-finales.
En 1927, le FCG se qualifie pour la troisième saison consécutive pour la seconde phase ouverte cette année aux 16 premiers.
Dernier de son groupe, il échoue toutefois à se qualifier pour les demi-finales.
L’ailier Edmond Vellat connaît cinq sélections en 1927 et 1928. C’est lui qui marque l’essai de la première victoire française contre l’Angleterre (3-0).
Le centre Édouard Coulon est sélectionné en 1928 pour le match contre l’Écosse à Colombes.
Malgré ses deux nouveaux internationaux, Grenoble termine dernier de sa poule en 1928 et ne doit son maintien en première division qu'à une victoire en match de barrage contre Agen.
En 1929 et en 1930, le FCG se qualifie pour la deuxième phase du Championnat réservée aux 24 meilleurs mais échoue à atteindre les quarts de finale.
Julien Saby quitte alors le club après 13 saisons en équipe première.
En 1931, le FC Grenoble fait partie des douze puis des quatorze clubs dissidents qui quittent la Fédération française de rugby à XV (FFR) pour créer leur propre organisation, l’Union française de rugby amateur (UFRA), en raison des maux dont souffre le rugby français à cette époque, maux taxés de « championnite ».
Il retourne dans le giron fédéral avec les autres en 1932.

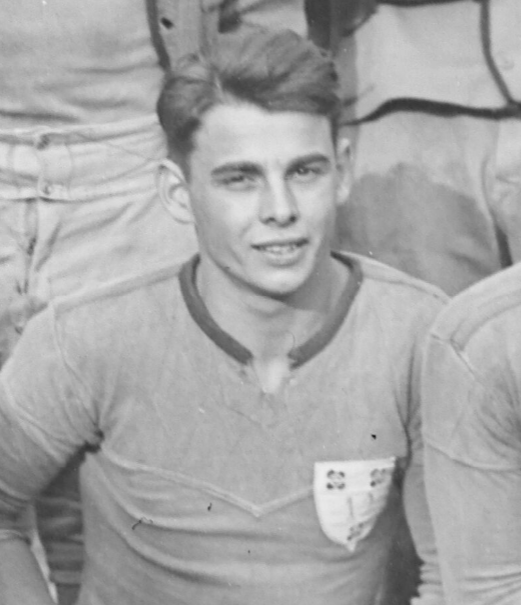
Joseph Desclaux

Grenoble se remet difficilement de cet épisode.
Devant faire face à des départs importants comme ceux du troisième ligne Paul Finet (qui deviendra le capitaine du Stade toulousain), de l’ouvreur Anderson ou encore du futur international Joseph Desclaux qui retourne à Perpignan, Grenoble doit puiser dans ses réserves et échoue 2 années consécutives à se qualifier.
En 1933, Grenoble avec 5 victoires, 1 nul et 2 défaites manque pour 1 point la qualification pour la seconde phase du Championnat réservée aux 6 meilleurs clubs, battu à Toulon 3-0 lors du match décisif devant une affluence record.
En 1934, le FCG termine troisième de son groupe en Championnat et manque ainsi pour une place la qualification pour la seconde phase réservée aux 12 meilleurs clubs.
Pour sa première participation au Challenge Yves du Manoir, Grenoble termine 6e sur les 22 clubs engagés.
René Barnoud quitte alors le club pour Lyon XIII et deviendra international.
Cet épisode douloureux permettra cependant l’éclosion de bons joueurs régionaux comme l’arrière Henri Masse, déjà présent au club ou l’ailier Pierre Milliand qui arrive d'Albertville. Ils seront les 5e et 6e internationaux du club.
Grenoble se qualifie ensuite lors de toutes les éditions suivantes.
En 1935, le FCG malgré un début de saison difficile se qualifie pour les barrages d'accès aux huitièmes de finale du Championnat où il est éliminé par le futur champion de France, Biarritz 6-3 après prolongations après avoir longtemps mené au score.
En 1936, il réalise une saison beaucoup plus aboutie, victorieux notamment sur le terrain du Racing CF 26-3.
Mais l'ouvreur Nicolau se fracture la clavicule et le FCG est défait à Tyrosse, perdant ainsi la première place de la poule.
Le club doit disputer un barrage d'accès aux huitièmes de finale du Championnat et est battu par le Racing CF 12-5, pourtant largement dominé sur son terrain en début de saison.
En Challenge, Grenoble termine 7e sur les 22 clubs engagés.
En 1937, le FCG dispute les quarts de finale du Championnat où il est éliminé par Perpignan 3-0 après un premier match nul 0-0.
L'année suivante, il dispute un match de barrage qualificatif pour les huitièmes de finale du Championnat contre le Stade bordelais. Les pronostics sont favorables aux Grenoblois mieux classés à l'issue des phases de poules mais la machine rouge et bleu se dérègle et le FCG est logiquement éliminé 5-3.
En Challenge, le FCG termine avec un bilan honorable de 5 victoires, 1 nul et 3 défaites mais ne peut pas disputer ses deux derniers matchs à cause d'un calendrier surchargé.
En 1939, Grenoble termine en tête de sa poule en Championnat mais est battu dès les huitièmes de finale par le Boucau 4-3.
Le deuxième ligne Marcel Chatain met alors fin à sa carrière de joueur après 15 saisons au service de l'équipe première.
À la reprise en 1943, le FCG dispute un nouveau quart de finale de Championnat contre Perpignan.
Cette année-là, après le score nul 0-0 dans un match qu'ils ont pourtant dominé, Grenoble, premier de la saison régulière doit jouer une deuxième rencontre et est battu 6-3.
La même année, Grenoble est battu en quart de finale de la coupe de France par la Section paloise 11-9.

### Crise d'effectifs à la libération
L'année suivante en 1944, Sarrazin, Gschlaeder et Garcia menacés par le S.T.O, mutaient à Montélimar.
Plusieurs autres joueurs prenaient le maquis.
L'équipe première était ainsi privé de ses meilleurs éléments et échouait deux années de suite à se qualifier pour les phases finales du Championnat.
Le Docteur Gaston Valois, président du club et résistant de la première heure mourait héroïquement sous les coups de la gestapo le 29 novembre 1943.

#### Demi-finaliste du championnat 1946
Le club dispute ensuite une demi-finale du Championnat contre Pau en 1946.
Les 4 saisons suivantes seront plus difficiles.
En 1947, l'ailier Varo Cardesi commence un long bail de 12 saisons en équipe première et commence déjà à enchaîner les essais mais Grenoble manque la qualification.
L'année suivante, le club recrute les Toulousains Pierre Gaussens et Henri Jolivet pendant que le deuxième ligne Henri Mallen et le centre Marcel Finet disputent leur dernière saison au club après respectivement 12 et 20 années passées avec l'équipe première. Le FCG assure malgré tout difficilement son maintien en Championnat pour la deuxième année consécutive.
La saison 1949 est encore difficile, malgré l'arrivée d'un troisième toulousain, l'ouvreur Roger Baqué. Grenoble termine dernier de sa poule en Championnat et doit disputer un barrage à quatre contre le CASG, Albi et Romans Péage.
Malgré deux victoires en trois matchs, le FCG termine troisième au goal-average derrière Romans et Albi et descend pour la première fois de son histoire en deuxième division.

#### Champion de France Excellence 1951
La situation est délicate.
Après avoir manqué la remontée immédiate en 1950, le club recrute notamment pour la saison 1951 l'ancien talonneur international Marcel Jol qui avait mis un terme à sa carrière et le deuxième ligne international italien Sergio Lanfranchi qui portera durant 15 ans les couleurs rouges et bleus.
Le FCG remonte dans l'élite et obtient le titre de champion de France Excellence en battant en finale La Voulte sur le score de 9 à 0. Après une victoire contre le Racing CF, vice-champion de France, Grenoble atteint cette même année les quarts de finale de la coupe de France, battu de peu par la Section paloise 11-8.
Pierre Claret débute alors un bail de 12 saisons en équipe première.
Pour son retour en élite, Grenoble effectue une saison encourageante.
Les Isérois, après avoir débuté le Championnat par cinq victoires consécutives terminent 3e club français à l’issue des matchs de poules derrière Mont de Marsan et Lourdes avant d’être éliminé prématurément en play-offs par Perpignan.
En 1953, Grenoble manque de justesse la qualification pour les huitièmes de finale du Championnat, battu dans les dernières minutes lors du match décisif à Béziers.
En avril, Roger Baqué, classé meilleur ouvreur de la saison par le Midi Olympique est sélectionné en équipe de France pour jouer contre l’Italie mais il refuse la sélection à cause de son mariage.
L’équipe réserve est également à l’honneur durant cette période puisque sacré 3 fois championne de France en 1950, 1952 et 1953.

### Membre régulier de l'élite (1954-1968)
Le FCG se qualifie 15 fois consécutivement pour les phases finales du Championnat entre 1954 et 1968.

#### Champion de France 1954

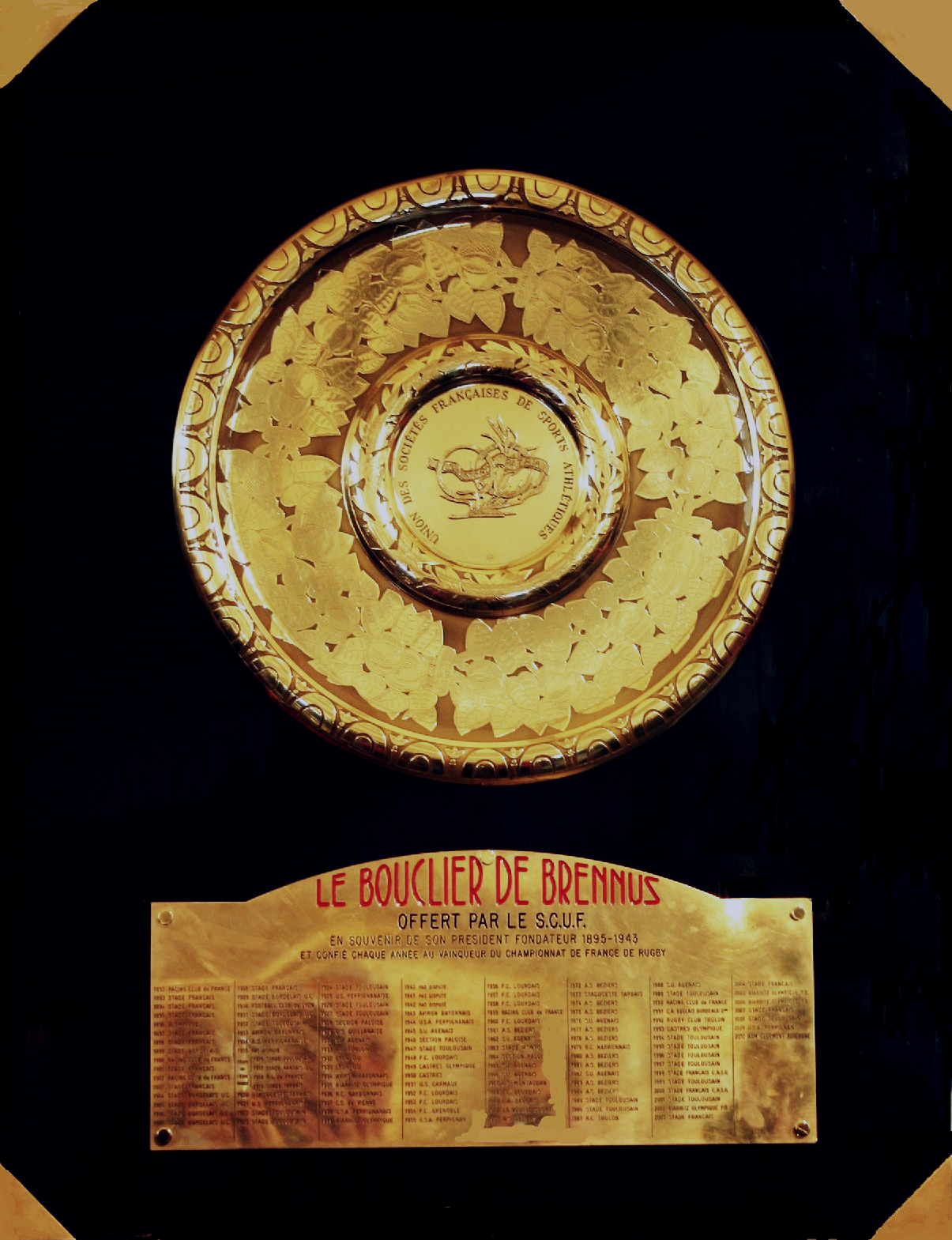
Grenoble, champion de France, soulève le Bouclier de Brennus.

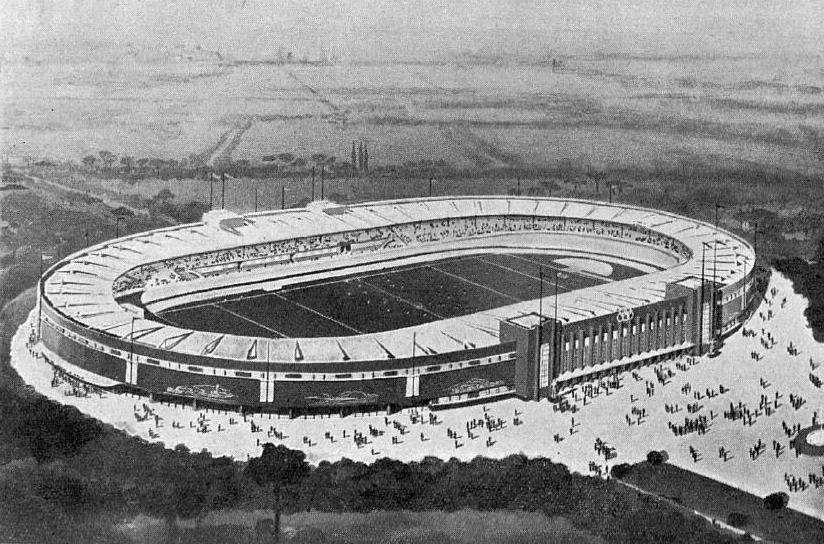
Le stade municipal de Toulouse où le FCG s'impose en finale contre l'US Cognac en 1954.

En 1954, l’équipe première alors entraînée par Raymond Bouvarel écrit la plus belle page de l’histoire du club. Le FC Grenoble remporte son premier Bouclier de Brennus en écartant successivement le SC Mazamet en 16e de finale, le SU Agen en 8e, le CS Vienne, lors d'un âpre derby (3-0) en quart, puis l'US Romans Péage lors d'un autre duel serré des Alpes en demi (8-5). Puis Grenoble devient champion de France après une courte victoire 5 à 3 sur l'US Cognac lors de la finale du 23 mai au stadium de Toulouse. Grenoble compte dans son effectif les quatre Italiens Innocent Bionda, Duilio Parolai, Sergio Lanfranchi et Varo Cardesi, l'Estonien Paul Rein, le Polonais Eugène Mogore et le Russe Michel Pliassoff.
Cette équipe est surnommée par les médias « la légion étrangère ».
Cependant, son joueur emblématique est son demi de mêlée Jean Liénard, ancien treiziste revenu au bercail.
En fin de saison, André Morel est sélectionné en équipe de France contre l’Argentine et inscrit un essai pour sa première et unique sélection.

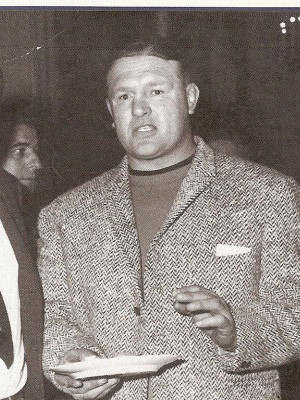
Le troisième-ligne aile international italien, Sergio Lanfranchi.

Équipe championne de France en 1954 : 
 

1. René Martin 2. Innocent Bionda 3. René Duhau 

4. Paul Rein 5. Duilio Parolai 

6. Sergio Lanfranchi 8. Eugène Smogor 7. Henri Coquet 

9. Jean Liénard 10. Roger Baqué 

11. Michel Pliassoff 12. Guy Belletante  13. Georges Echevet 14. André Morel 

15. Pierre Claret 

#### La rentrée dans le rang
Le groupe est ensuite largement renouvelé avec notamment les départs de Henri Coquet, Roger Baqué, Michel Pliassof et Guy Belletante.
Le secrétaire général Louis Péraldi démissionne de son poste et prévient que le titre de champion de France sera lourd à porter.
Georges Alberto fait ses premières apparitions en équipe première où il jouera 20 ans.
Les Grenoblois sont éliminés deux années de suite en seizième de finale du Championnat en 1955 contre Lourdes puis en 1956 contre le Racing CF.

#### Arrivée de Jean de Grégorio
En 1957 arrive Jean de Grégorio, un international junior venu de Romans Péage qui sera pendant 13 saisons le talonneur du FCG ainsi qu'André Laroche, un des meilleurs demi de mêlée français venu d'Agen.
Avec 6 victoires en 6 matchs dont une sur le terrain du Stade toulousain, le FCG termine en tête de sa poule et se qualifie pour les demi-finales du challenge Yves du Manoir mais est ensuite éliminé sur tapis vert à cause de la non-qualification de Jean de Grégorio. En Championnat, le club est battu en huitième de finale par le Stade toulousain.
Pourtant éliminés sur leur terrain par les Grenoblois en Challenge, les Toulousains se montrent bien plus mobiles devant et s'imposent 9-5 avec un certain Albert Ferrasse au sifflet qui dirige parfaitement les débats.
Grenoble atteint ensuite les quarts de finale du Championnat les deux années suivantes.
En 1958, le FCG perd la première place de la poule en Championnat lors de la dernière journée battu à la dernière minute sur le terrain du Racing CF 6-5.
Il atteint ensuite les quarts de finale où il est battu par Mazamet.
En Challenge, le club termine deuxième de sa poule derrière le FC Lourdes, champion de France en titre mais seul le premier est qualifié pour les demi-finales.
En 1959, le club termine en tête de sa poule en Championnat puis atteint à nouveau les quarts de finale, battu par le Racing CF futur champion dans une rencontre où réduit à 13, il laissera les Parisiens revenir au score puis arracher la qualification en deuxième mi-temps.
Michel Greffe après avoir fait ses classes en juniors fait ses premières apparitions en équipe première et portera durant 11 saisons les couleurs rouges et bleus.
En 1960, le club endeuillé par le décès de l’ailier Charly But en cours de saison termine à la deuxième place de sa poule mais perd dès les seizièmes de finale du Championnat contre Brive. L’équipe réserve remporte quant à elle son quatrième titre de champion de France en disposant largement d’Agen 14-3 en finale.
En 1961, il est éliminé en huitième de finale du Championnat par le Stade montois 10-6 malgré une écrasante domination. En Challenge, après avoir terminé en tête de son groupe, il est éliminé en quart de finale par Béziers, le futur champion de France 9-3 alors qu’il a nettement dominé devant grâce à ses internationaux Gérard Bouguyon et Jean de Grégorio.
L'ouvreur Christian Boujet dispute ses premiers matchs en équipe première où il passera 15 années.
Jean de Grégorio est également classé meilleur talonneur par le Midi Olympique pour la deuxième saison consécutive.
En 1962, Le FCG perd la première place de la poule à l'avant-dernière journée au profit de Graulhet et Brive éliminera Grenoble en seizième de finale du Championnat comme deux ans plus tôt.
En Challenge, Grenoble retrouvera Lourdes en quart de finale.
Encore en tête à l’entame des arrêts de jeu, Grenoble se voit rejoindre par les Pyrénéens par un essai transformé qui ramena Lourdes à 14-14 et ces derniers seront logiquement qualifiés pour avoir marqué 4 essais contre seulement 2 aux Alpins.

#### Demi-finaliste du championnat 1963
Sous la houlette de Jean Liénard, devenu entraîneur d’une équipe rajeunie qui compte 3 futurs internationaux Michel Greffe, Christian Boujet et aussi Claude Chenevay qui portera 17 ans les couleurs du FCG, Grenoble joue en 1963 une nouvelle demi-finale de Championnat qu’il perd contre l'US Dax, après avoir terminé en tête de sa poule et battu notamment Béziers au tour précédent 9-3 avec 3 essais à 0.

#### Vice-champion d’Europe 1963
Il atteint également la finale de la coupe d'Europe des clubs champions FIRA après avoir battu Hanovre en demi-finale la même année,.
L’année suivante, si le club est éliminé dès les seizièmes de finale du Championnat par Narbonne 11-3, il dispute en Challenge son troisième quart de finale en 4 ans.
Après les blessures du centre Gilbert Thomas à la 38e et celle de Christian Boujet à la 70e minute, Grenoble doit terminer le match à 13 et est battu 6-5 à la 84e minute par Dax sur un essai de Raymond Albaladejo.
Jean Liénard quitte le club en 1965 alors que Grenoble, vainqueur d’Auch 12-3 en seizième de finale du Championnat se voit disqualifié par la FFR pour avoir utilisé Jean-Claude Duffau, un joueur issu du rugby à 13.
Le Challenge est marqué par un match très violent à Toulon en octobre 1964 où le match est arrêté à 10 minutes du terme. Pire, le jeune pilier toulonnais Charles Finale blessé après une mêlée écrasée décédera une semaine plus tard sans avoir repris connaissance.
Grenoble et Toulon sont exclus de la compétition.

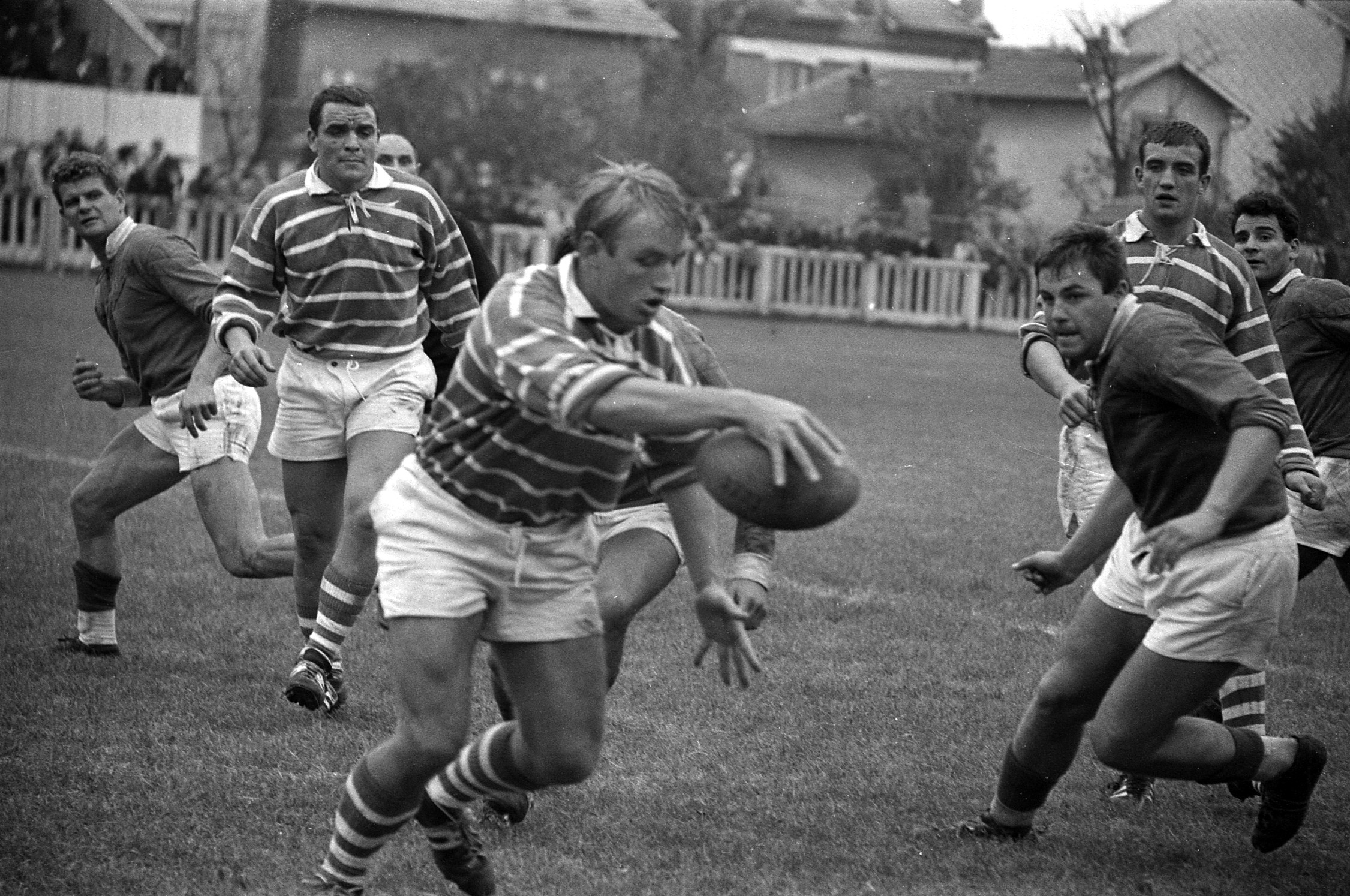
Défaite du FC Grenoble sur le terrain du TOEC 3-0 pour le compte de la saison 1965-66.

Grenoble connaît ensuite 2 saisons difficiles, battu en seizièmes de finale du Championnat par Mont de Marsan 26-16 en 1966 pour la dernière saison du centre Guy Moussempès qui quitte le club après 12 saisons au service de l'équipe première et par Narbonne 21-10 en 1967.
Les cadets des futurs équipiers premiers Jullian et Giacometti sont champion de France en 1966.
En 1968, le FCG dispute un autre quart de finale du Championnat contre Toulon, perdu 18-3.
Grenoble avait auparavant éliminé Vichy 11-6 en seizième et Graulhet 14-3 en huitième de finale avec à chaque fois un essai de plus de cinquante mètres de son ouvreur Christian Boujet qui sera ainsi sélectionné pour un test match le 27 juillet 1968 contre l'équipe de Nouvelle-Zélande avec son partenaire de club Michel Greffe.
Grenoble dispute la même année un nouveau quart de finale de Challenge contre Lourdes.
Malgré l'écrasante domination grenobloise en touche et en mêlée, Lourdes après une première mi-temps difficile prit nettement l'ascendant après la blessure de l'ailier grenoblois Gilbert Laurent et remporta la partie 11-6.

### Départ de joueurs et résultats irréguliers (1968-1973)

#### Finaliste du challenge Yves du Manoir 1969
Épuisés par une tournée marathon disputée avec l'équipe de France, Christian Boujet, Michel Greffe et Claude Chenevay mirent plusieurs semaines à retrouver leur niveau et Grenoble manqua la qualification en Championnat pour la première fois depuis 1953.
Ils furent toutefois sélectionnés tous les trois lors du test contre l'Afrique du Sud à Bordeaux, faisant de Grenoble le club le mieux représenté.
Mais le FCG avait eu la bonne idée de ne pas lâcher le Challenge, se qualifiant lors du dernier match de poule à Lesdiguières 6-3 au détriment de Toulon grâce à un essai de l’ailier Paul Cazenove à 3 minutes de la fin.
Sur leur lancée, les partenaires de Rinaldi sortirent Tarbes 22-8 en quart de finale au terme d’une belle prestation avec 4 essais de trois-quarts.
Puis, après une victoire contre Brive 6-3 en demi-finale, le club dispute la finale du challenge Yves du Manoir qu’il perd à nouveau contre l’US Dax 24-12.
Il n’y eut pas le moindre suspense à Colombes.
Logiquement favori, Dax domina aisément une rencontre à sens unique marquant 6 essais, dont 4 par des trois-quarts.
Équipe finaliste du challenge Yves du Manoir en 1969 : 

1. M. Alberto 2. Salomon 3. Lambert 

4. Rinaldi 5. Uhlen 

6. G. Alberto  8. Greffe  7. Chenevay 

9. Cl. Delage 10. Boujet 

11. Laurent 12. Liprandi 13. Rimet 14. Cazenove 

15. Jacquier 

#### Demi-finaliste du championnat 1970
Malgré le départ de Michel Greffe pour Bourg en Bresse et l’arrêt de Jean de Grégorio, le FCG dispute une nouvelle demi-finale de Championnat qu’il perd contre l'AS Montferrand 11-3 après avoir éliminé le Stade toulousain de Pierre Villepreux en quart de finale.
Victorieux sur les terrains du FC Lourdes 22-3 et de la Section paloise 19-3, le FCG se qualifie également en Challenge. Après avoir éliminé le futur champion de France La Voulte en quart, le club est éliminé par Toulon 9-3 en demi-finale après un match équilibré où les Grenoblois ont loupé beaucoup de coups de pied au but.
Les trois saisons suivantes sont plus difficiles, le FCG devant faire face à la concurrence du Grenoble olympique XIII, le club de rugby à XIII de la ville, promu dans l’élite.
C'est l'époque où le rugby à XIII attire du monde à Grenoble avec notamment plusieurs matchs disputés par l'équipe de France en 1958, 1959, 1972 et 1974 dans la capitale des Alpes,,.
Devant faire face à des baisses de subventions, le club perd progressivement ses meilleurs éléments.
En 1971, le FCG après avoir commencé le Championnat par cinq victoires en cinq matches dont trois à l'extérieur termine finalement deuxième de sa poule derrière Tarbes puis est éliminé à la surprise générale dès les seizièmes de finale par l'US Montauban 14-3.
En 1972, le club débute bien sa saison s'imposant notamment à Bègles 38-7 en Challenge. Retenu avec ses coéquipiers grenoblois Claude Chenevay et Rico Rinaldi pour jouer avec la sélection française contre l'Australie, Robert Crébier se blesse et termine sa saison dès novembre.
Il quitte le club en fin de saison comme le deuxième ligne et futur international Alain Guilbert.
Le FCG est éliminé en seizième de finale du Championnat par Agen 10-9.
En 1973, le FCG termine deuxième de sa poule en Championnat mais est éliminé pour la troisième saison consécutive dès les seizièmes de finale, par Graulhet 13-6 cette fois-ci.
En Challenge, le FCG n'est pas invité cette saison là pour avoir fait signer le demi de mêlée de Tarbes Christian Martinez sans l'accord du Président bigourdan. En fin de saison, l'arrière de France B Georges Genevois, un des quatre candidats à la succession de Pierre Villepreux en équipe de France quitte le club pour le RC Toulon.

### Déclin et reconstruction (1973-1979)
Après une saison compliquée où il se sauve de justesse via une poule de maintien en 1974, l’arrêt de joueurs emblématiques tels que Georges Alberto ou encore l’ancien ouvreur international Christian Boujet ainsi que le départ de Rico Rinaldi pour l'US Romans Péage après 10 saisons en équipe première précipitent le déclin du club au point de voir Grenoble plonger en groupe B entre 1976 et 1979 alors que l’élite a été ramenée de 64 à 40 clubs. Le « sorcier » Jean Liénard monte alors peu à peu une équipe faite d'hommes aimant le club.
Pendant ce temps, une bonne génération conduite par Willy Pepelnjak va accumuler les honneurs dans les catégories de jeunes avec 3 titres de champion de France Minimes et 2 titres de champion de France Cadet en 4 ans.

### Retour gagnant (1979-1999)
Pour son retour dans l’élite en 1979, Grenoble élimine Perpignan en seizième de finale du Championnat avant de céder face aux Tarnais de Graulhet en huitième de finale 16-10, les mégissiers du futur ouvreur international Guy Laporte récitant à la perfection leur rugby malgré l'expulsion du troisième ligne international Jacques Gasc en deuxième mi-temps‌.
L’année suivante en 1980, l’équipe termine le Championnat invaincu à domicile mais est éliminée logiquement dès les seizièmes de finale par Montferrand 10-3 dans une rencontre où le FCG a passé son temps à défendre.
L’équipe réserve remporte un cinquième titre de champion de France devant Biarritz 6-3.
La reconstruction porte ses fruits, et à partir de 1981 s'annonce une belle période sous l’impulsion de ses internationaux Alain Lorieux et Patrick Mesny mais aussi de Jean-Marc Romand qui jouera 12 saisons comme pilier en équipe première du FCG.
Cette année-là, les Isérois terminent premier club français à l’issue des matchs de poules en Championnat mais perdent dès les seizièmes de finale contre Aurillac.
Alors que les Grenoblois mènent 6-3, l'arrière Jacques Brunel, sur une chandelle des Aurillacois est trompé par le rebond et les joueurs du Cantal remportent finalement le match.
La même année, les juniors reichel, vainqueur de Béziers 41-13 en finale sont champion de France avec des joueurs tels que Willy Pepelnjak, Éric Ferruit, Philippe Meunier ou encore Alain Gély qui feront toute leur carrière au club et constitueront la base de l’équipe qui remportera le challenge Yves du Manoir en 1987.

#### Demi-finaliste du championnat 1982
La saison 1982 est prolifique pour le rugby grenoblois. Le 4 novembre 1981, une sélection alpine avec 6 joueurs du FC Grenoble affronte l'équipe de Nouvelle-Zélande lors de leur tournée en Europe. Au stade Charles-Berty de Grenoble, les All blacks essuieront la seule défaite (16-18) de toute leur tournée européenne avec tous les points de la sélection des Alpes marqués par l'ouvreur du FC Grenoble, Pierre Pommier.
En Championnat, Grenoble termine encore en tête de sa poule et dispute une nouvelle demi-finale.
Après avoir éliminé La Voulte des frères Cambérabéro et Lourdes, des internationaux Pierre Berbizier, Manuel Carpentier, Alain Caussade et Michel Crémaschi, vainqueur du champion de France biterrois au tour précédent, il cède devant Bayonne en demi-finale.
Le superbe jeu d’attaque des Bayonnais aura raison de la vaillance d’un pack alpin fatigué : 14-3 à la mi-temps, 20-3 score final.
Toutefois, l’absence préjudiciable de Freddy Pepelnjak, grand pourvoyeur de ballons fut un écueil insurmontable pour un collectif qui dut reconsidérer tout son système de jeu.
Loin d’un hiver rayonnant, c’est sur une jambe que le FCG boucla sa saison.
L'ailier Thierry Perrin termine toutefois meilleur marqueur du championnat avec 11 essais.
En Challenge, Grenoble est l'équipe qui marque le plus d'essais parmi les 28 participants avec 32 réalisations.
Le club termine en tête de sa poule devant Toulon mais, privé de Patrick Mesny retenu pour jouer contre l’Irlande dans le cadre du Tournoi ainsi que de Jean-Marc Romand, sélectionné en France A et de Alain Gély sélectionné chez les juniors ainsi que des blessés Alain Lorieux et Freddy Pepelnjak, Grenoble est éliminé prématurément dès les huitièmes de finale par Pau 17-9.
En 1983, les Alpins, renforcés par le troisième ligne de Villeurbanne Christophe Monteil qui jouera 12 ans en équipe première terminent en tête de leur poule pour la troisième année consécutive en Championnat mais sont éliminés prématurément par le FC Lourdes dès les huitièmes de finale aller-retour.
En 1984, le club est renforcé par le demi de mêlée de Bourg en Bresse Dominique Mazille qui jouera pendant 10 ans derrière la mêlée du FCG puis par Robbie Deans qui rejoint le groupe à la suite d'une tournée de l'équipe de Nouvelle-Zélande en Grande-Bretagne. Le club échoue en quart de finale du Championnat
contre Montferrand après avoir terminé 2e de sa poule derrière Graulhet et éliminé Toulon en huitièmes de finale aller-retour.
La saison 1985 commence tragiquement pour le club.
Alors qu’il avait disputé la veille un match avec les espoirs français réunis à Soustons, l’ailier de France B Pascal Belin décède dans la voiture qui le ramène à Grenoble, endormi à côté du conducteur. L’aventure se termine en huitièmes de finale du Championnat, où le club est éliminé par Agen en matchs aller-retour et en demi-finale de la coupe de France où le club est battu par Narbonne.
Le jeune Frédéric Vélo arrive au club et jouera 14 ans en équipe première.

#### Finaliste du challenge Yves du Manoir 1986
En 1986, le club est de nouveaux éliminé en huitièmes de finale aller-retour du Championnat, défait pour un point par le Biarritz olympique de Serge Blanco (victoire 9-0 au stade Lesdiguières et défaite 19-9 au Parc des sports d'Aguiléra).
Il atteint comme la saison précédente les demi-finales de la coupe de France, abandonnant à Béziers 20-15 un succès qui lui tendait les bras, à l’image de la bévue conjuguée de Regis Tabarini et de Gilles Claret qui se mélangent les souliers au moment de dégager le ballon dans l’en-but.
Le club dispute aussi la même année la finale du Challenge contre l'AS montferrandaise après avoir terminé en tête de son groupe et éliminé notamment le Stade toulousain, champion de France en demi-finale 31-17.
Équipe finaliste du challenge Yves du Manoir en 1986 : 

1. Yves Ménétrier 2. Éric Ferruit 3. Jean-Marc Romand 

4. Martin Brooke 5. Willy Pepelnjak 

6. Christophe Monteil 8. Freddy Pepelnjak  7. Jean-Jacques Grand 

9. Dominique Mazille 10. Pierre Mathias 

11. Philippe Meunier 12. Patrick Mesny 13. Alain Gély 14. Thierry Perrin 

15. Gilles Claret 

L'ailier Thierry Perrin, vainqueur de la Nouvelle-Zélande 4 ans plus tôt avec la sélection des Alpes met un terme à sa carrière de joueur après 11 saisons passées en équipe première.

#### Vainqueur du challenge Yves du Manoir 1987

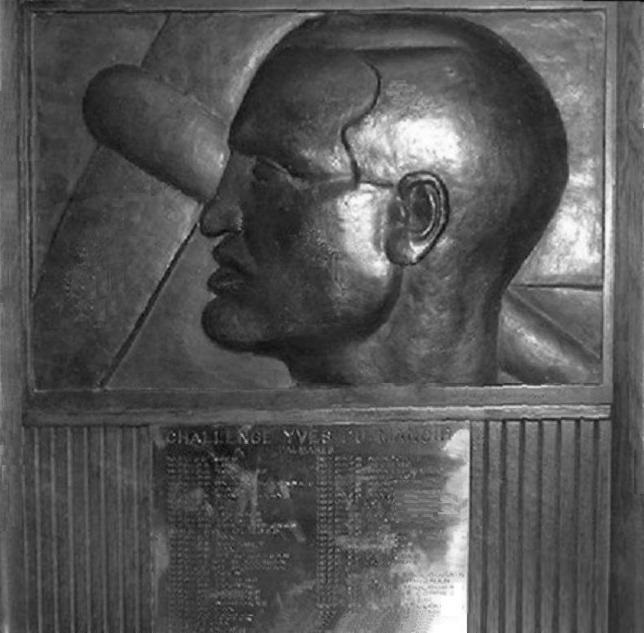
Grenoble, vainqueur du challenge Yves du Manoir.

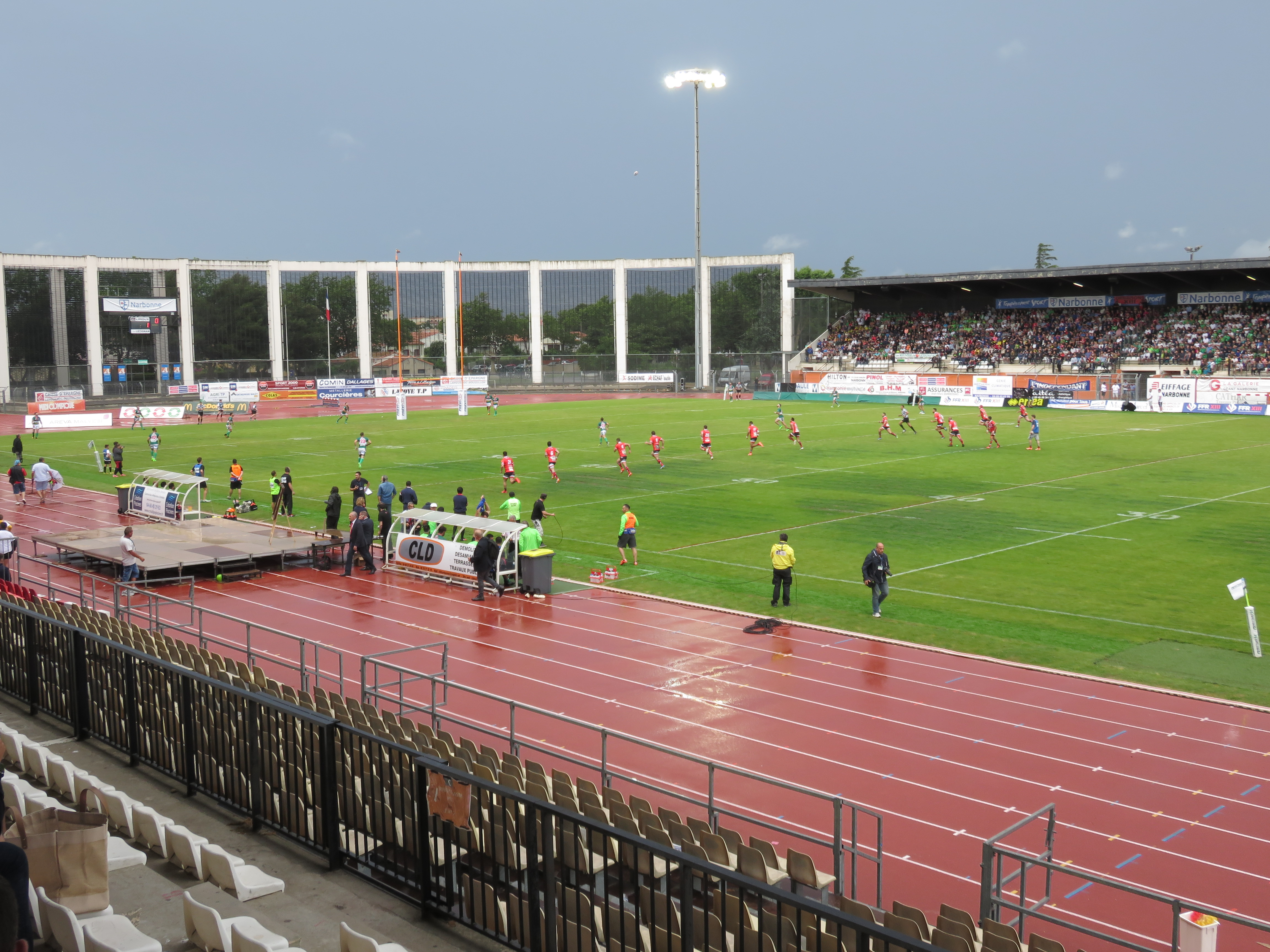
Le parc des sports et de l'amitié à Narbonne où le FCG s'impose en finale contre le SU Agen en 1987.

L’année suivante, le FCG renforcé par le deuxième ligne de Chambéry Hervé Chaffardon qui jouera 9 ans dans le pack du club et par le troisième ligne Gilbert Brunat remporte enfin la compétition contre le SU Agen sur le score de 26 à 7 grâce à 4 essais de trois-quarts. C’est le deuxième trophée majeur pour le club, les entraîneurs Jean Liénard et Jean de la Vaissière ainsi que le capitaine Willy Pepelnjak rapportent enfin ce trophée aux Grenoblois,.
Équipe victorieuse du challenge Yves du Manoir en 1987 : 

1. Bernard Vacchino 2. Éric Ferruit 3. Jean-Marc Romand 

4. Willy Pepelnjak  5. Hervé Chaffardon 

6. Gilbert Brunat 8. Stéphane Géraci 7. Christophe Monteil 

9. Dominique Mazille 10. Pierre Mathias 

11. Philippe Meunier puis Thierry Picard 12. Alain Gély 13. Patrick Mesny 14. Richard Zago 

15. Gilles Claret 

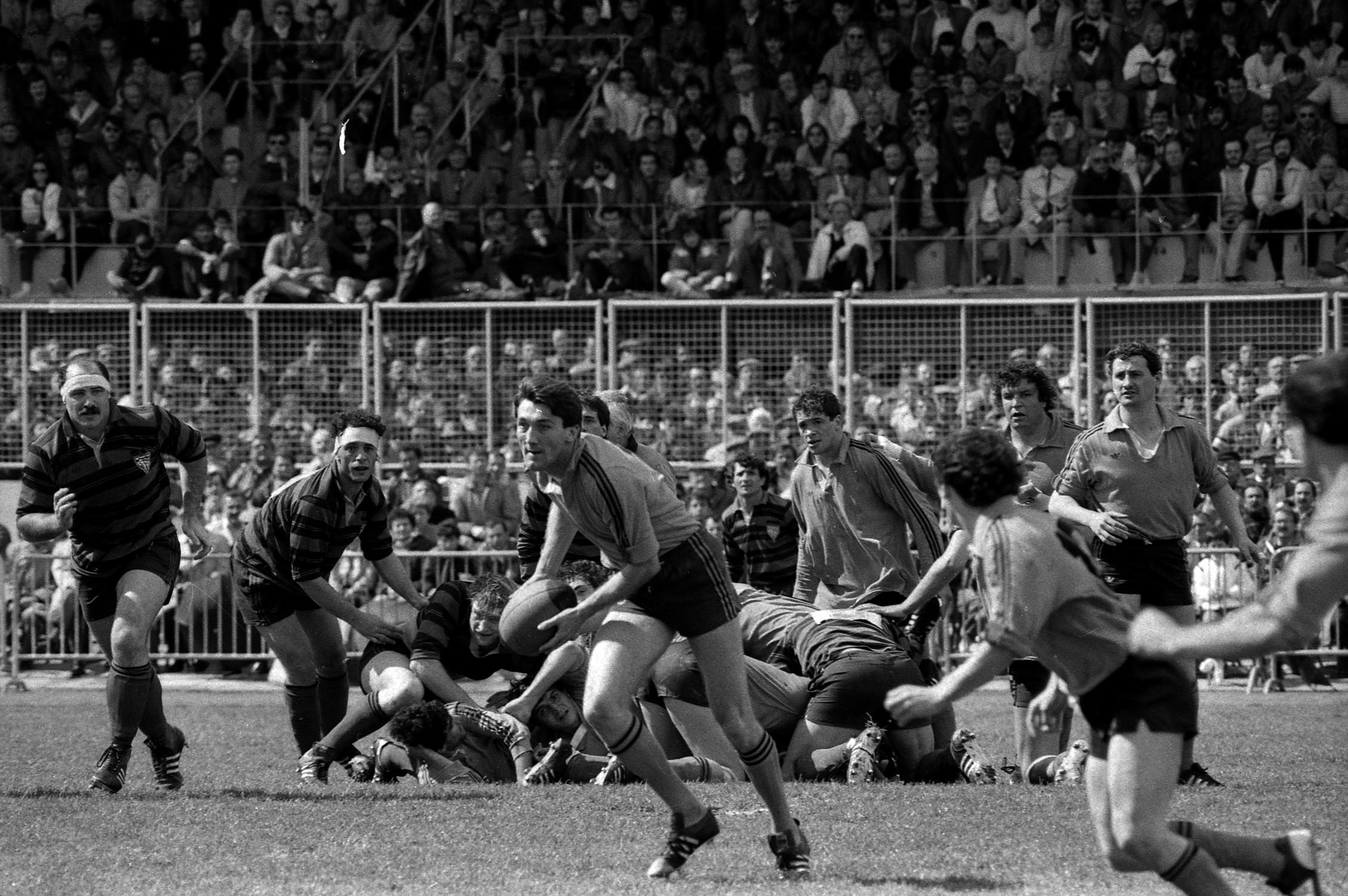
Pierre Mathias redoutable buteur est le grand artisan de la victoire en challenge Yves du Manoir.

En 1988, le club, après avoir terminé en tête de sa poule échoue en demi-finale du Challenge contre Dax 13-9 dans un match où privé de la moitié de son pack, il est nettement dominé par les Landais devant.
En Championnat, il ne dépasse pas les huitièmes de finale aller-retour éliminé par le SU Agen, futur champion de France pour un point sur l’ensemble des 2 matchs (victoire 6-3 au stade Lesdiguières et défaite 14-10 au stade Armandie).
Freddy Pepelnjak et Gilles Feutrier mettent un terme à leur carrière de joueur après 12 saisons passées en équipe première.
Au début de l'été 1988, le FCG se dote d'un centre de formation, une première alors en France.

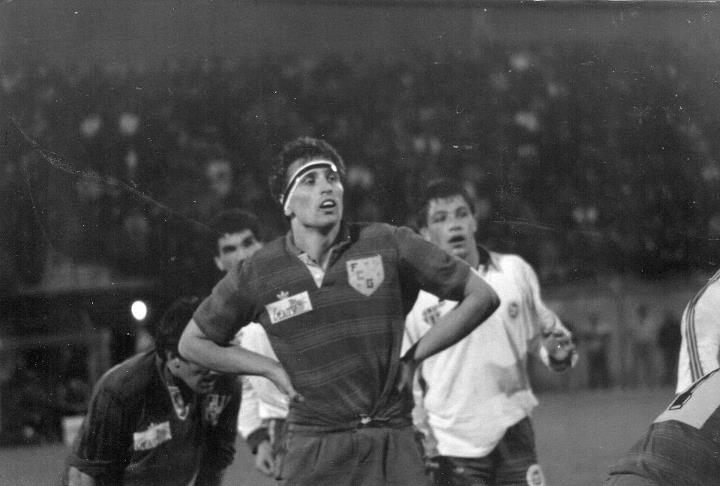
Stéphane Géraci devant les Agenais Philippe Benetton et Dominique Erbani.

Les bons résultats s’enchaînent ensuite en Championnat.
Malgré le décès de Pierre Mathias, victime d’un accident de la route en début de saison, Grenoble termine à nouveau premier club français à l’issue des matchs de poules en 1989 avec 20 victoires en 22 rencontres de Championnat dont une 42-12 et 6 essais à 0 sur le terrain du Racing CF.
Grenoble poursuit son festival offensif en s'imposant ensuite 36-3 sur le terrain de Graulhet en huitième de finale aller avant de confirmer sa victoire au match retour 15-9.
Mais le FCG échouera dès les quarts de finale contre Narbonne 24-13 pour le dernier match de l'international Patrick Mesny qui aura disputé 14 saisons en équipe première sous les couleurs du FCG.
À aucun moment, le jeu collectif qui avait jusque là fait la force des Alpins ne se sera mis en place.
Cette saison là, Frédéric Vélo termine meilleur réalisateur du Championnat et Dominique Mazille est appelé en équipe de France en tant que remplaçant pour les deux test de l'automne contre l'Argentine‌.

#### Finaliste du challenge Yves du Manoir 1990
Fin octobre 1989, une sélection alpine avec 8 joueurs du FC Grenoble dans le XV de départ réussi l’exploit de battre l’Australie, futur championne du monde à Grenoble.
Deux pénalités et un drop du Grenoblois Frédéric Vélo suffiront à mettre en échec les joueurs de Nick Farr-Jones et Michael Lynagh 9-7.
Frédéric Vélo est alors appelé en équipe de France pour le deuxième test contre l'Australie puis régulièrement convoqué pour le Tournoi des Cinq Nations mais n'entre pas en jeu ni en Écosse ni contre l'équipe d'Irlande. Il connaît par la suite une autre sélection deux ans plus tard pour un match en Écosse mais n'entre toujours pas en jeu.
La saison 1989-1990 voit Grenoble disputer une autre finale de Challenge alors que Michel Ringeval, l'ancien entraîneur du « monstre à seize pattes » montferrandais arrive aux commandes de l’équipe en provenance de l'US Bressane en remplacement de Jean Liénard.
Après avoir éliminé Toulon 24-9 en quart et Agen 16-10 en demi-finale, Grenoble est battu 24-19 en finale par le RC Narbonne, son éternel rival, l'ouvreur audois Jean-Marc Lescure inscrivant 20 points au pied.
Équipe finaliste du challenge Yves du Manoir en 1990 : 

1. Jean-Marc Romand  2. Jean-Philippe Cantin 3. Jean-Claude Alexandre 

4. Willy Pepelnjak  5. Hervé Chaffardon 

6. Gilbert Brunat 8. Stéphane Géraci 7. Christophe Monteil 

9. Dominique Mazille 10. Patrick Barthélémy 

11. Philippe Meunier 12. Alain Gély 13. Thierry Picard 14. Stéphane Weller 

15. Frédéric Vélo 

Le club, après avoir débuté le Championnat par quatorze victoires consécutives (huit en phase de brassage puis six en phase de qualification) dispute un quart de finale au goût amère perdu contre le futur champion le Racing CF sur un essai refusé à tort à l’ailier international Stéphane Weller,.
En 1991, Grenoble, meilleur 4e croit tenir in extremis sa qualification pour les huitièmes de finale du Championnat mais la fédération dans un règlement ambigu fait jouer la règle des punis et le club est éliminé au profit de Perpignan malgré un meilleur goal-average à cause de la double expulsion de Gilbert Brunat contre Toulon.
En Challenge, avec un bilan de 3 victoires pour 3 défaites, le club ne voit pas les phases finales après 7 qualifications consécutives.

#### Demi-finaliste du championnat 1992

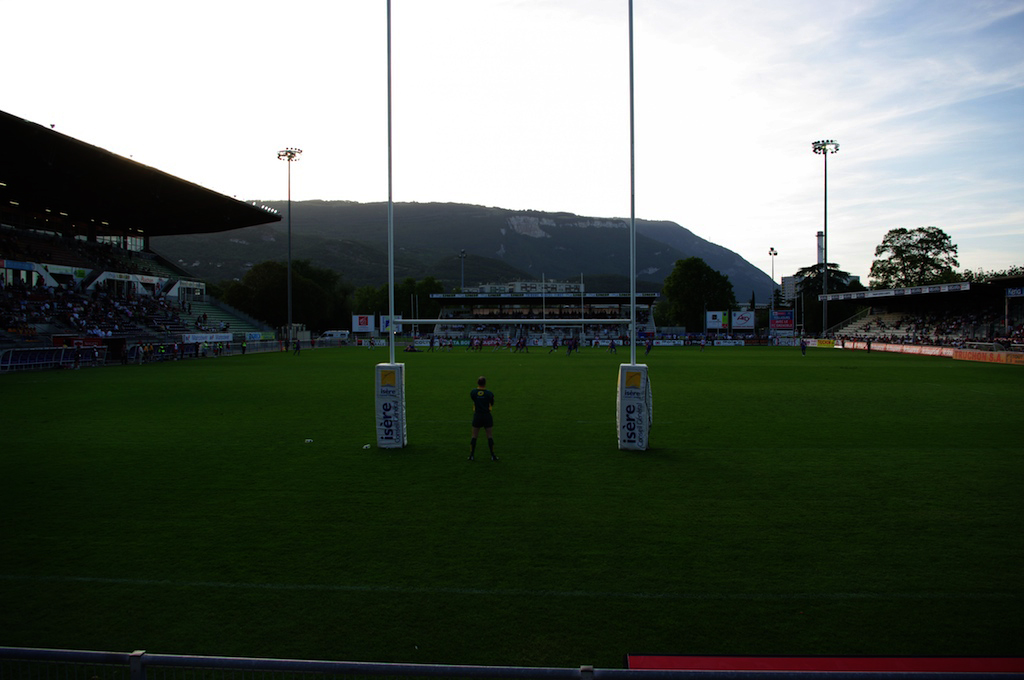
Rénové en 1991, le stade Lesdiguières accueille un match de la Coupe du monde entre l'équipe de France et l'équipe des Fidji devant 18548 spectateurs.

En 1992, Le FCG échoue dans la course au Brennus en demi-finale 13 à 9 face au Biarritz olympique de Serge Blanco à Bordeaux après avoir éliminé le Racing CF en huitième de finale 27-12 et l’US Dax en quart de finale 22-21 grâce à 2 essais de Willy Pepelnjak et de Dominique Mazille.
Frédéric Vélo termine meilleur réalisateur du championnat avec 255 points.
En Challenge, Grenoble termine en tête de sa poule s'imposant notamment 20-6 sur le terrain de Toulon, le futur champion de France invaincu à domicile depuis plus de 6 ans mais est éliminé dès les quarts de finale par Agen 15-12.
Les juniors Reichel sont eux champion de France.

#### Privé du titre de champion de France 1993

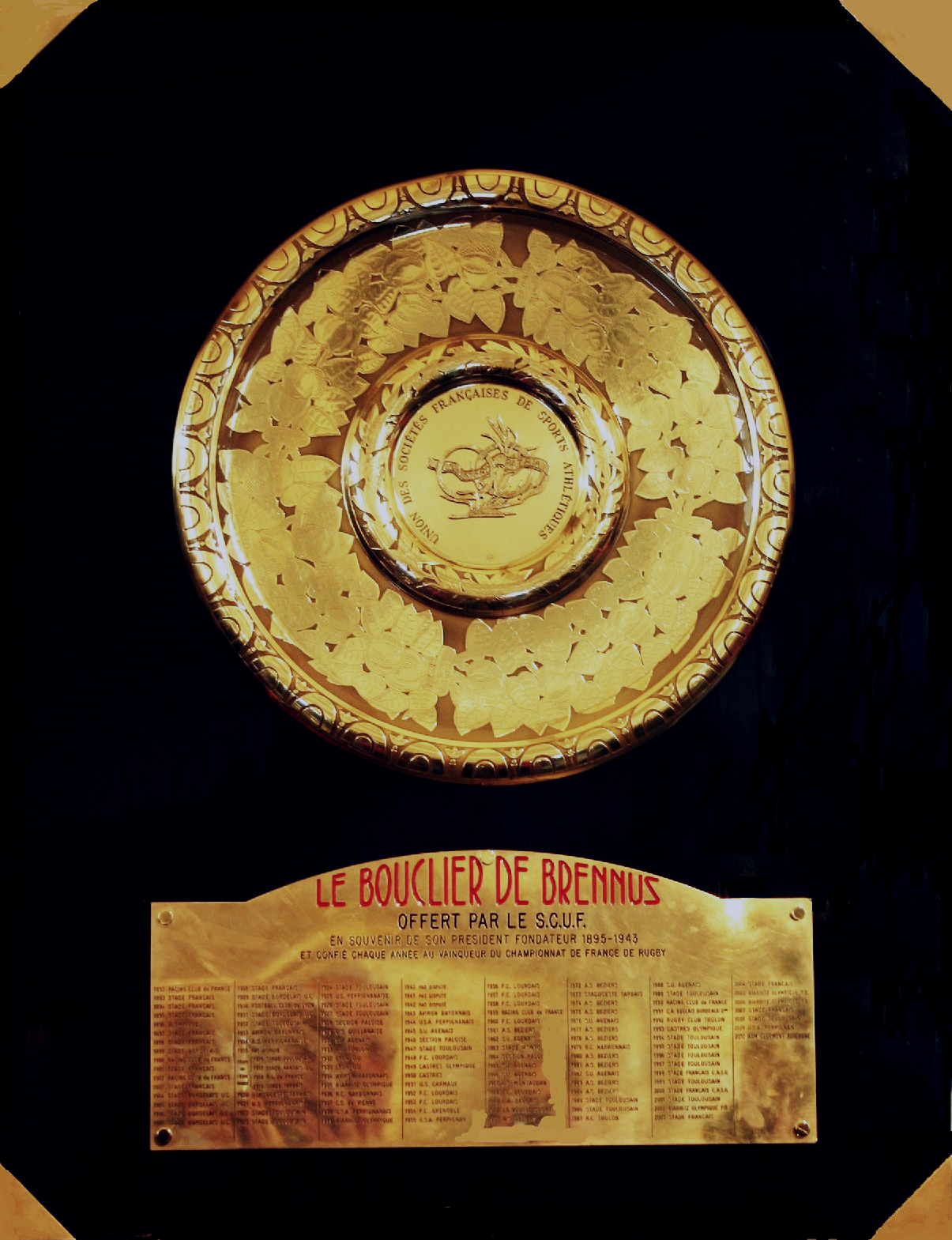
Grenoble, privé du titre de champion de France sur une erreur d’arbitrage

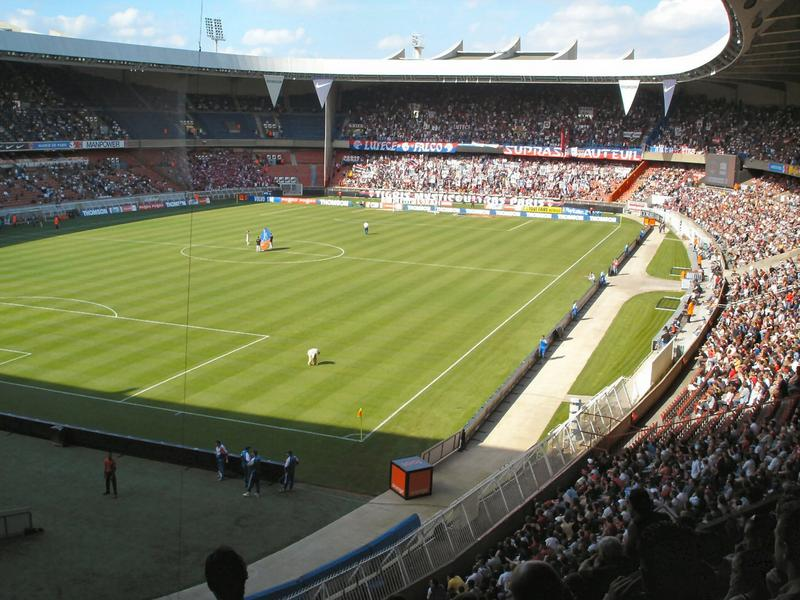
Le parc des Princes à Paris où le FCG se voit privé du titre de champion en 1993.

L'arrivée de Jacques Fouroux aux commandes de l'équipe pour la saison 1992-1993 associé à Michel Ringeval marque la fin d'une ère et le début de celle dite des « Mammouths de Grenoble ». Ce surnom est né après le quart de finale 1992 gagné par Grenoble contre l'US Dax 22 à 21. l'entraîneur dacquois René Bénésis avait alors eu cette expression pour qualifier le pack de Grenoble : « de véritables Mammouths ». Avec un pack puissant qui dépasse les 900 kg (d'où l'origine du surnom Les Mammouths), Fouroux applique ses méthodes qu'il utilisait en équipe de France auparavant. Il s'appuie sur des joueurs physiques déjà présents au club : Philippe Tapié, Éric Ferruit, Franck Capdeville, le futur international Olivier Brouzet, Hervé Chaffardon et Džoni Mandić, puis recrute Gregory Kacala ainsi que les futurs internationaux Fabrice Landreau et Olivier Merle qui sont parfaitement inconnus du grand public à l'époque.
Cette année là, Cyril Savy est le premier joueur à utiliser un tee en France.
Il avait remarqué sur les autoroutes les plots qui balisaient les travaux.
Il pensa qu'avec un peu de découpage, leur forme conique pouvait parfaitement convenir pour allonger son coup de pied.
L’arrière grenoblois possédait un des plus longs coups de pied du Championnat.
Il confectionna alors une ébauche de tee et s'entraîna avec pendant les phases finales.

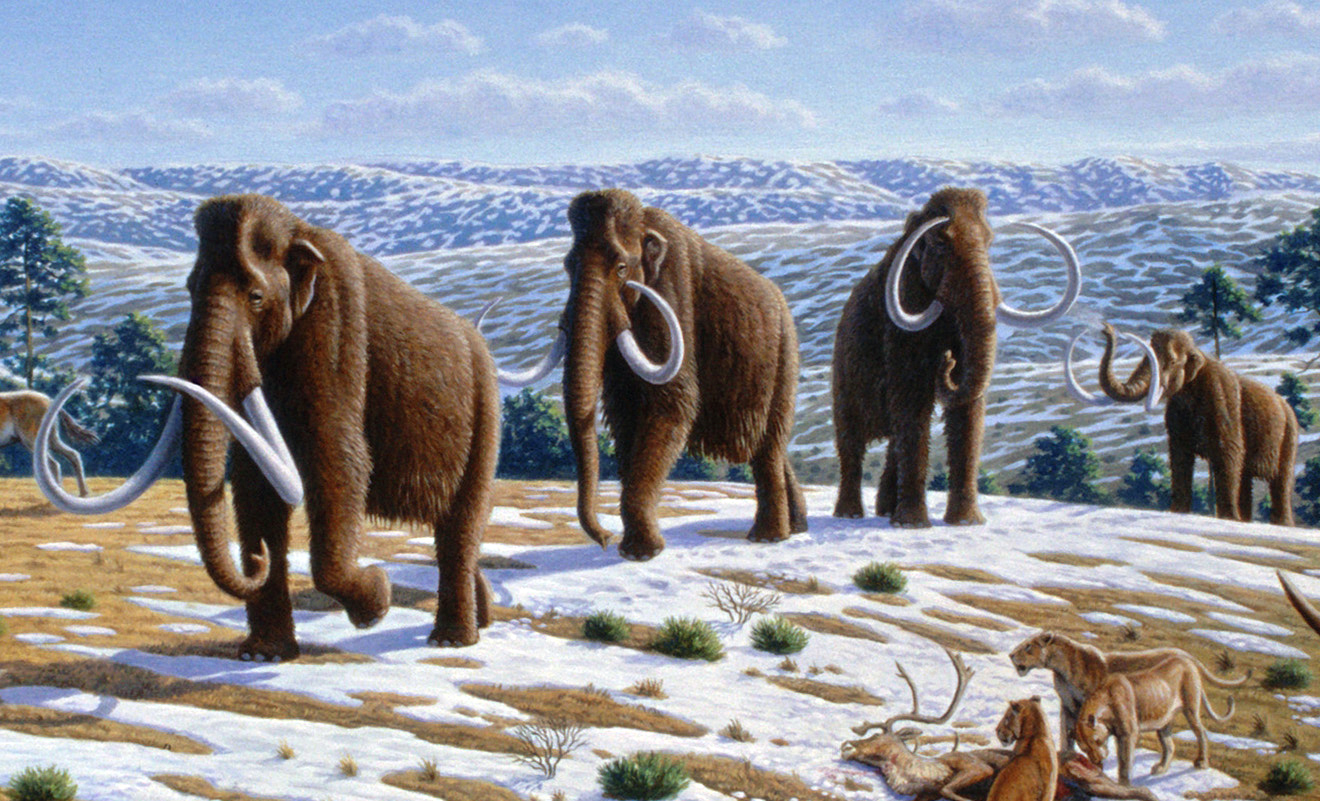
Les Mammouths de Grenoble
étaient d’après Olivier Merle l’un des plus gros paquets d’avants du monde.

Le FC Grenoble tutoie les sommets et après avoir écarté le Stade toulousain en quart-de-finale (19-17),, Grenoble élimine le SU Agen en demi-finale (21-15) grâce à Savy qui arrache une prolongation après avoir réussi un but de 60 mètres et gagne sa place en finale du Championnat face au Castres olympique au parc des Princes à Paris.
En finale, Grenoble s'incline dans des conditions rocambolesques (14-11).
En effet, un essai d'Olivier Brouzet est refusé aux Grenoblois en début de match, et après avoir inscrit un essai par Frédéric Vélo, qui terminera meilleur marqueur du Championnat, les Grenoblois dominateurs ne comptent seulement que deux points d'avance à la 62e minute quand le capitaine gersois du CO Francis Rui tape une chandelle, le Grenoblois Franck Hueber attrape le ballon de volée et aplatit dans son en-but, puis dans son mouvement relâche le ballon. Ce n'est qu'alors que le deuxième ligne néo-zélandais champion du monde 1987 du CO Gary Whetton aplatit à son tour mais l’arbitre, Daniel Salles, accorde l'essai sans consulter son arbitre de touche.
Une photo qui fera la une du quotidien sportif L'Équipe intitulé « Il n'y avait pas essai ! » prouvera que Franck Hueber avait bien aplati et que l'essai n'était donc pas valable.
Cette erreur d'arbitrage permet au Castres olympique de gagner la finale.
La finale est également marquée par un taux d'échec au pied particulièrement élevé de la part des trois buteurs grenoblois (Cyril Savy, Frédéric Vélo et Franck Hueber) et castrais (Laurent Labit) qui finira meilleur buteur et meilleur réalisateur du Championnat cette saison.
Jacques Fouroux en conflit avec la Fédération et qui se méfiait de l’arbitrage déjà avant le match crie donc au complot. Les Grenoblois sont alors très virulents à l'égard de l'arbitre Daniel Salles et surtout de la Fédération française de rugby de Bernard Lapasset qui ne prônait pas alors le jeu pratiqué par les grenoblois.
Après la rencontre, à la question : « Comment avez-vous trouvé cette finale ? », Jacques Fouroux répond alors : « Salles. Très Salles ». « Mais c'est difficile pour Monsieur Salles, qui est d'Agen ne l'oublions pas et choisi par Ferrasse et Lapasset qui sont d'Agen et ne sont pas mes amis comme on le sait ».
Par la suite, le FC Grenoble ne dépose pas réclamation au sujet de l'arbitrage auprès de la Fédération française de rugby.
Jacques Fouroux déclare alors : « Nous sommes champions de France du fair-play ».
L'arbitre reconnaît treize ans plus tard qu'il a commis une erreur d'arbitrage ce jour-là, privant ainsi les Grenoblois du titre, et avoir été influencé par les Agenais qui se plaignaient du jeu des Isérois.

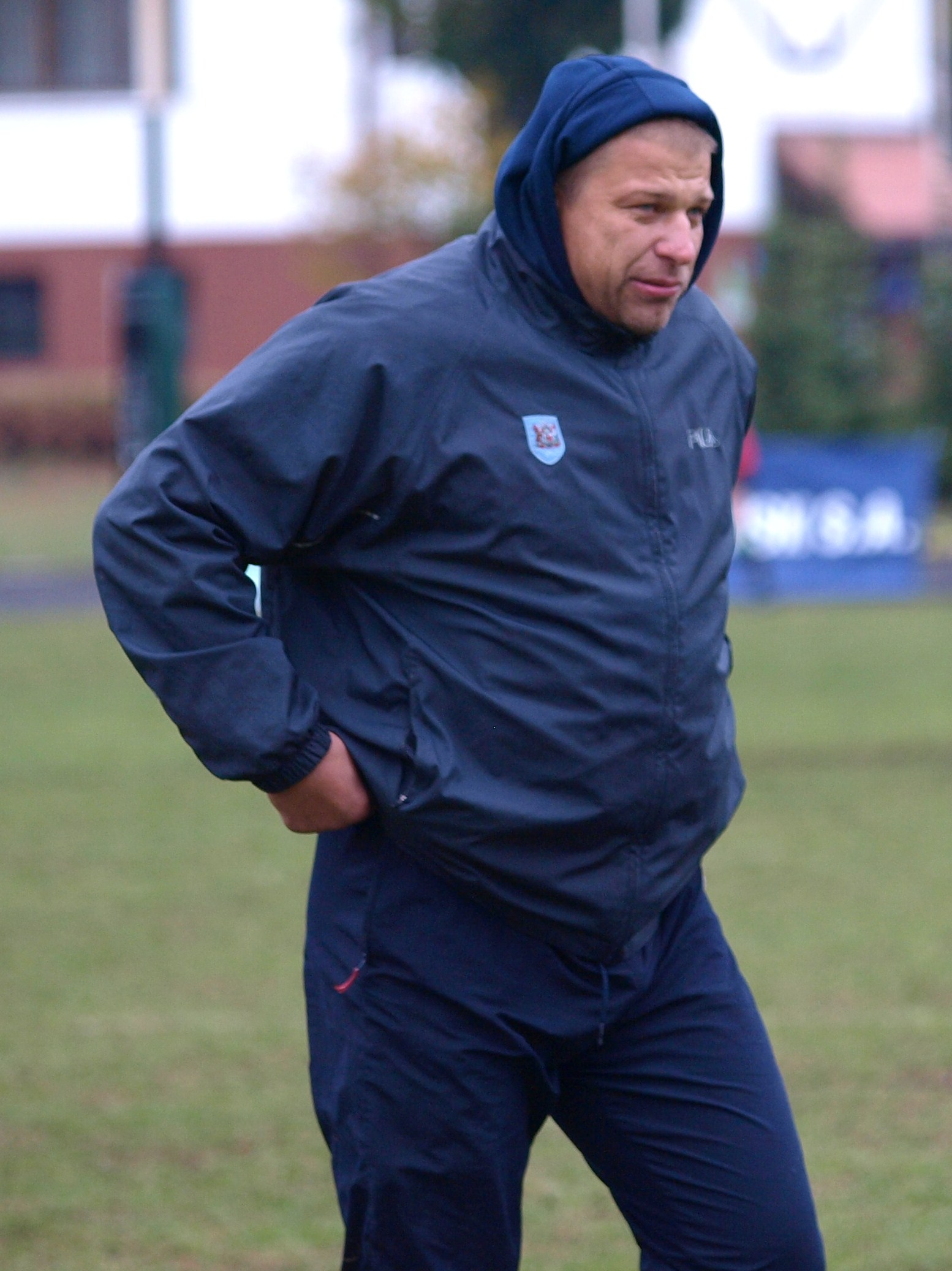
Gregory Kacala l'une des révélations des Mammouths de Grenoble.

- Article détaillé : Finale : Grenoble-Castres

Équipe finaliste du championnat de France en 1993 : 
 

1. Philippe Tapié 2. Éric Ferruit 3. Franck Capdeville 

4. Olivier Merle 5. Olivier Brouzet 

6. Gregory Kacala 8. Džoni Mandić 7. Hervé Chaffardon  

9. Dominique Mazille puis Franck Hueber 10. Patrick Goirand 

11. Philippe Meunier 12. Frédéric Vélo 13. Willy Taofifénua 14. Brice Bardou 

15. Cyril Savy 

Le Challenge n'est pas la priorité du FCG qui n'utilise pas sa meilleure équipe mais le club termine toutefois en tête de sa poule s'imposant notamment comme la saison passée à Toulon, le champion de France en titre.
Grenoble s'incline ensuite en quart de finale devant le Castres olympique.
Le 19 juin 1993 a lieu un match de gala entre les Barbarians français et le XV du Président pour le Centenaire du rugby à Grenoble.

#### Demi-finaliste du championnat 1994
Pour la saison suivante, François Nell et Thierry Devergie viennent renforcer le pack où Fouroux n’hésite pas à aligner quatre deuxièmes lignes avec Olivier Brouzet en numéro 8.
Franck Corrihons, l'arrière de Biarritz arrive également au FCG où il jouera pendant 9 saisons avant de s'occuper de la formation grenobloise.
Cette année-là, l'équipe de France s'impose en Écosse avec trois grenoblois sur la feuille de match, Olivier Brouzet et Olivier Merle sont associés en deuxième ligne et Fabrice Landreau, remplaçant.
Grenoble va à nouveau éliminer le SU Agen de la course au Brennus sur le score de 15 à 11 en quart de finale.
Grenoble va jouer en demi-finale contre l'AS Montferrand, l’équipe surprise de ces phases finales, qui a battu Toulon, en quart de finale (15-8).
Pourtant favoris les mammouths grenoblois sont battus 22 à 15 à Nîmes, laissant échapper le match en seconde mi-temps.
Le club se qualifie pour la première coupe d’Europe de rugby mais cette édition sera finalement annulée,.
Olivier Merle est classé meilleur deuxième ligne de la saison par le Midi Olympique.
Enfin l’année suivante, en 1995 pour la dernière saison de l'ère des Mammouths, c'est Francis Laruaz et Stéphane Geraci qui arrivent au club en remplacement de Nell et de Merle, Brouzet retrouvant ainsi son poste en deuxième ligne. Le futur international Sylvain Marconnet fait ses premières apparitions sous le maillot grenoblois. Derrière, le club voit arriver le futur ailier international Laurent Leflamand mais il ne peut exercer ses talents cette saison car maintenu comme les autres internationaux en licence rouge par le président de la FFR Bernard Lapasset alors qu'il n'a pourtant jamais porté le maillot frappé du coq. Le club, après avoir terminé en tête de sa poule en Championnat échoue en Top 16 à la suite du départ de Jacques Fouroux vers le rugby à XIII en septembre 1994.
Les juniors Crabos sont champion de France.

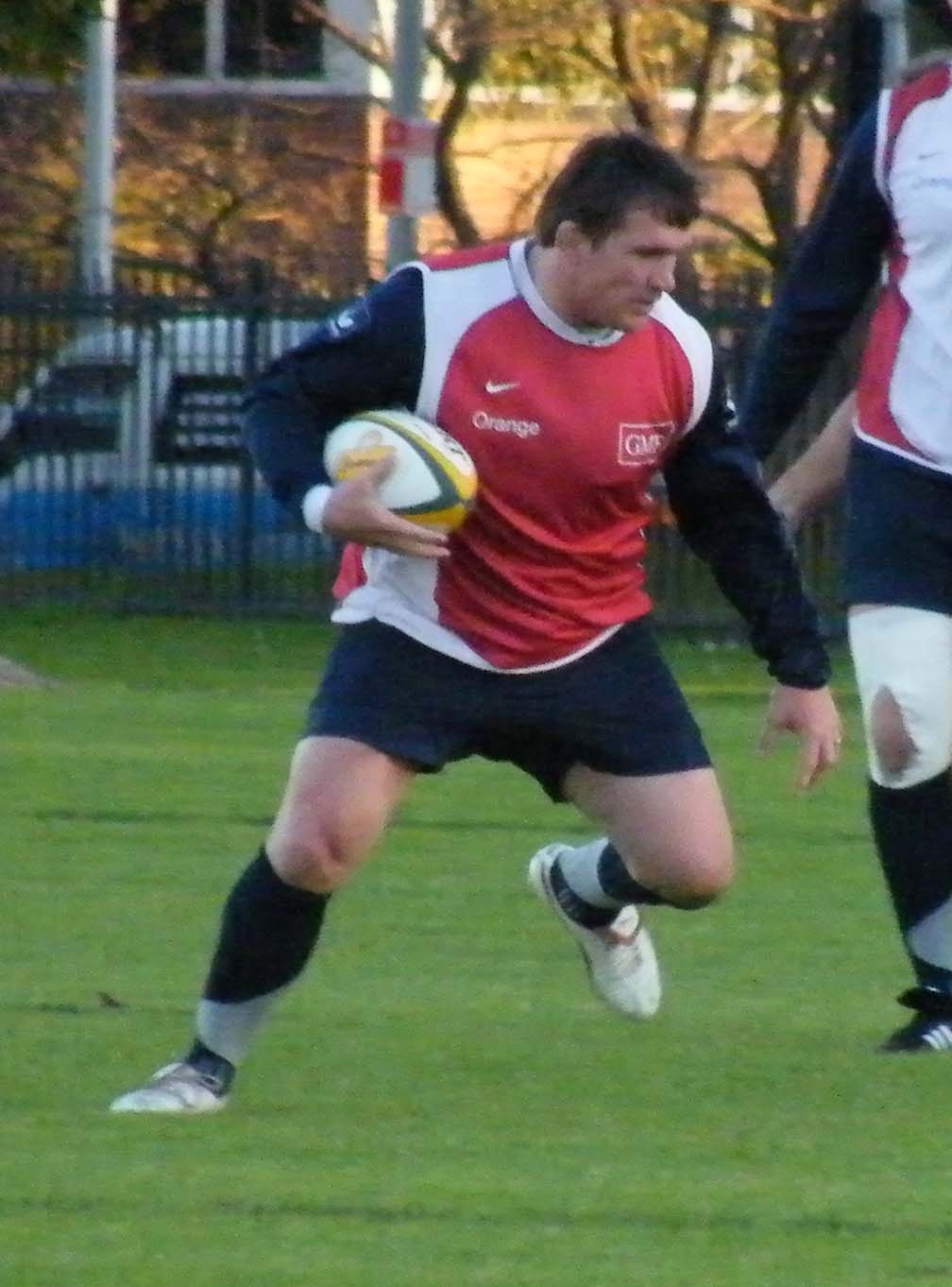
Sylvain Marconnet

En 1996, l'ancien international Didier Camberabero rejoint le club et forme alors la charnière avec son frère Gilles. Le FCG respectivement entraîné par le duo Jean Capdouze et Éric Ferruit est éliminé en huitième de finale du Championnat par Dax sur le score de 28 à 14 alors qu'il avait terminé deuxième de sa poule derrière le Stade toulousain.
Malgré son élimination, Grenoble, 4e club français à l'issue des matchs de poules et meilleur battu des huitièmes de finale se qualifie pour la deuxième coupe d'Europe, nommé conférence européenne.
Mais finalement, Bernard Lapasset fera jouer des matchs de barrages entre les clubs battus en huitièmes de finale et le club en pleine crise interne sera éliminé par Périgueux.
Cet échec entraînera le départ de la plupart des vedettes de l'équipe comme le capitaine Olivier Brouzet mais aussi de presque toute la ligne de trois-quarts Laurent Burg, Olivier Toulouze ainsi que les deux futurs internationaux David Dantiacq et Laurent Leflamand.
L'entraîneur Éric Ferruit est remercié et son compère Jean Capdouze renonce à continuer l'aventure.
En Challenge, Grenoble atteint les quarts de finale où il est éliminé par Montferrand sur le score de 27 à 15.
Jean de la Vaissière est le nouvel entraîneur pour la saison 1997 qui voit Grenoble être éliminé en huitième de finale du Championnat pour la deuxième année consécutive par Agen après un match nul 27-27, en terminant le match à quatorze, tous les points de Grenoble étant inscrit par Claude Mignaçabal.
En fin de saison, Lionel Mallier rejoint Brive le champion d'Europe en titre tandis que Sylvain Marconnet choisi le Stade français. Les deux joueurs, issus du centre de formation du FCG connaîtront rapidement leurs premières sélections en équipe nationale.
Après Olivier Brouzet, c'est le début d'un long exode pour la plupart des meilleurs éléments issus du club dont les futurs internationaux Vincent Clerc, Brian Liebenberg, Raphaël Lakafia, Paul Willemse, Xavier Mignot, Killian Geraci, Thomas Jolmès, Louis Bielle-Biarrey, Marko Gazzotti et Régis Montagne.
En 1998, Grenoble 9e seulement de sa poule de 10 n'est pas qualifié pour les phases finales du Championnat.
Stéphane Geraci arrête sa carrière après 11 saisons en équipe première.

#### Demi-finaliste du championnat 1999
En 1999 le capitaine Willy Taofifénua et son frère Jean-Jacques sont rejoints par leurs cousins Abraham Tolofua et Lyonel Vaïtanaki en provenance du RRC Nice. L'équipe est alors surnommée la Pacific Connection. Sous la houlette de l'entraîneur Michel Ringeval revenu au club, Grenoble déjoue alors les pronostics en battant l'US Colomiers en quart de finale du Championnat par 28 à 26 et dispute sa dixième demi-finale de championnat de France, en s'appuyant sur un pack de « bulldozers ». Le FCG s'incline alors à quatre minutes de la fin du match contre l'AS Montferrand sur le score de 26 à 17.
Après cette demi-finale au goût amère, le huit de devant du FCG est élu meilleure mêlée de France, une belle reconnaissance pour le club.

### Les années 2000 et 2010: descente en Fédérale 1 puis remontée au plus haut niveau
Le recul s’amorce une première fois lors de la saison 1999-2000. Grenoble, renforcé notamment par les internationaux Diego Albanese qui vient de disputer la coupe du monde et Tony Stanger doit se contenter d'une 17e place en Championnat, tout en étant paradoxalement la seule équipe à battre en coupe d'Europe les Anglais des Northampton Saints, futurs vainqueurs de l’épreuve. Grenoble reste invaincu à domicile en Heineken Cup.

#### Descente en Pro D2
L'année suivante en 2000-2001, le passage de l'élite de 21 à 16 clubs lui est fatal, le club avec pourtant neuf victoires en vingt matches fait partie des six clubs relégués en deuxième division, conséquence d'une défaite en barrages contre la Section paloise 21 à 33 après prolongation à Béziers.
En coupe de la ligue, le FCG, vainqueur sur le terrain du Stade français se qualifie pour les quarts de finale où il est éliminé par la Section paloise.
C'est sur cette relégation que Willy Taofifénua met un terme à sa carrière de joueur.

#### Remontée en Top 16

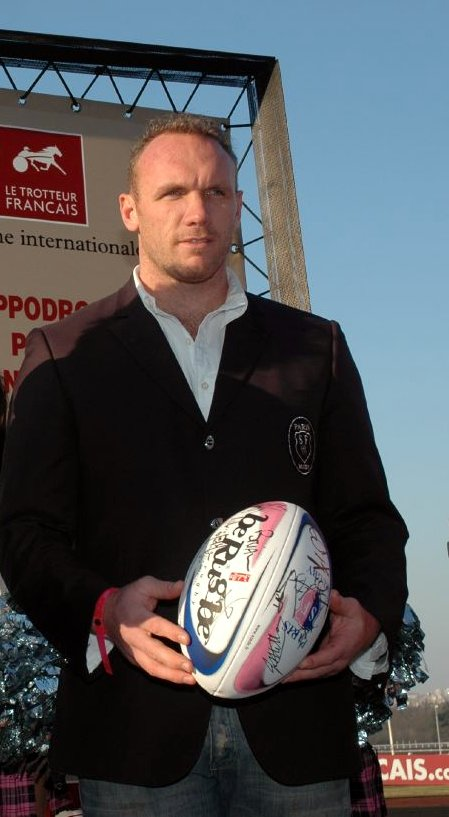
Brian Liebenberg

C'est un nouvel entraîneur venant du CA Périgueux, Jacques Delmas, qui vient relever le défi : ramener le FCG en première division. Le contrat est rempli au bout d'une seule saison, grâce à une deuxième place en championnat en 2002.
Brian Liebenberg et Vincent Clerc seront les grandes révélations de cette saison et connaîtront l'équipe de France l'année suivante mais sous le maillot du Stade français pour le premier et du Stade toulousain pour le second.
Le club réintègre l'élite et constitue même l'une des surprises du top 16 en 2003 en se qualifiant pour les phases de play-offs après une victoire 14 à 17 au stade Marcel-Michelin face à Montferrand demi-finaliste du championnat de France la saison précédente.
L'année suivante le FC Grenoble se maintient difficilement parmi l'élite mais Jean-Victor Bertrand termine meilleur marqueur d'essais du championnat et le futur international Julien Puricelli fait ses premières apparitions sous le maillot grenoblois.
Bien que renforcé par le demi de mêlée international Sam Cordingley, le FCG est à nouveau relégué à l'issue de la saison 2004-2005 mais atteint la même année les quarts de finale du challenge européen.

#### Rétrogradation administrative en Fédérale 1
De plus, en raison de graves ennuis financiers avec un déficit de 3,64 millions d'euros, la Ligue nationale de rugby, sur avis du Conseil supérieur de la Direction nationale d'aide et de contrôle de gestion (DNACG), refuse son engagement en Pro D2 et le 5 juillet 2005, rétrograde Grenoble en Fédérale 1 pour la saison 2005-2006. Le 22 juillet, la SASP, chargée du secteur professionnel du club, se déclare en cessation de paiement auprès du président du Tribunal de commerce de Grenoble.
Jacques Fouroux couronné de succès avec le club avait accepté de revenir en tant que directeur sportif et d'entraîner avec Gilles Cassagne pour replacer Grenoble au plus vite en élite avec un recrutement ambitieux mais avec la double rétrogradation du club se rétracte, tout comme Bernard Fakaté, Alani Maka, Mohamed Gouasmia, George Kutarashvili, Jérôme Filitoga-Taofifénua, Savelio Pome'e, Ahofa Maka, Sacha Marot et Iulian Dumitraș. De plus Sébastian Rondinelli, Sam Cordingley et Pierre-Alain Nègre-Gauthier déjà présents partiront également.
Finalement le club grenoblois qui repartira avec le duo d’entraîneurs Franck Corrihons et Jean-François Martin-Culet et la plupart de ses espoirs ne demeure qu'un an chez les amateurs, battant le RC Nîmes sur le score de 32 à 25 lors de la petite finale du Trophée Jean-Prat au stade Georges-Pompidou de Valence, un match décisif octroyant la troisième et dernière promotion en Pro D2.

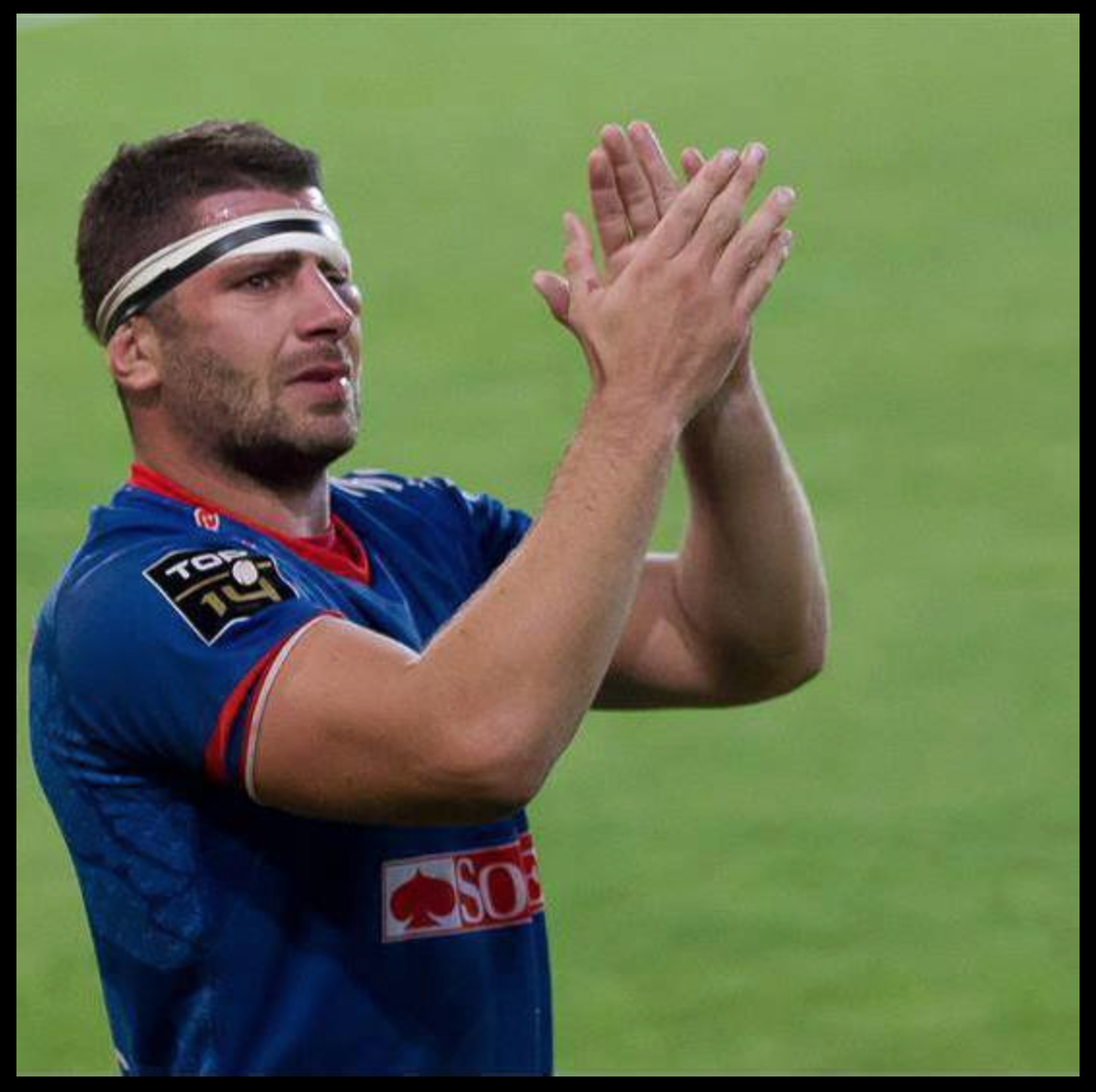
Jonathan Best

L'emblématique Jonathan Best fait ses premières apparitions en équipe première où il jouera 13 saisons, disputant 240 matchs.

#### Remontée en Pro D2

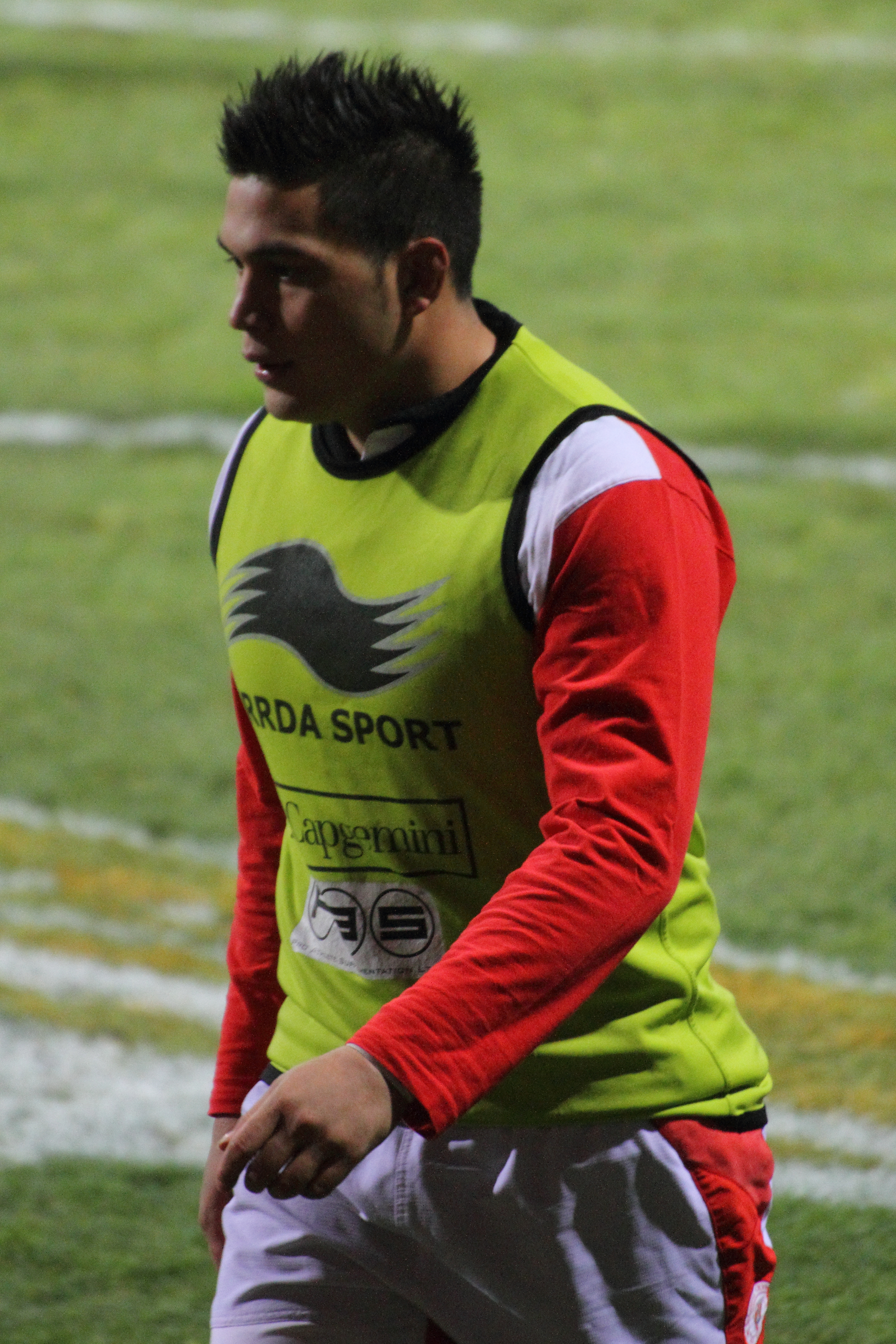
Raphaël Lakafia

Le futur international Raphaël Lakafia fait ses premières apparitions sous le maillot grenoblois et le club suit alors une progression logique au cours des deux années suivantes en terminant respectivement aux 14e et 8e place en fin d'exercice 2007 et 2008.
La saison 2008-2009 est quant à elle décevante si l'on compare les objectifs légitimés par le budget du club et le potentiel réservoir de joueurs affichés (avec notamment le retour du demi de mêlée international Sam Cordingley) en début d'exercice par les dirigeants (atteindre les demi-finales de Pro D2) avec les résultats obtenus sur le terrain. Le FCG ne décroche en effet qu'une modeste 10e place à 25 points du dernier qualifié Oyonnax sans jamais parvenir à se maintenir dans le haut du tableau.
L'intersaison 2009 voit donc s'effectuer de nombreux changements au sein du club. On dénombre par exemple pas moins de onze arrivées dans l'effectif contre quinze départs. En outre, l'arrivée de Fabrice Landreau en provenance du Stade français dans le staff à l'intersaison s'inscrit dans un cycle de trois ans à l'issue duquel le club doit réintégrer l'élite.
Pour la première saison de Landreau en tant que manager, le XV alpin termine à la 6e place, à égalité de points avec la Section paloise qui se qualifie pour les play-offs à la faveur des points terrains acquis lors des confrontations entre les deux clubs.
L'ancien capitaine Gwendal Ollivier n'est alors pas conservé après 10 saisons et 102 matchs au service de l'équipe première.
En 2010-2011, Grenoble échoue à deux points du titre et s'incline à domicile en demi-finale des barrages d'accession en Top 14 face à l'Union Bordeaux Bègles sur le score de 12 à 19.

#### Champion de France de Pro D2 2012

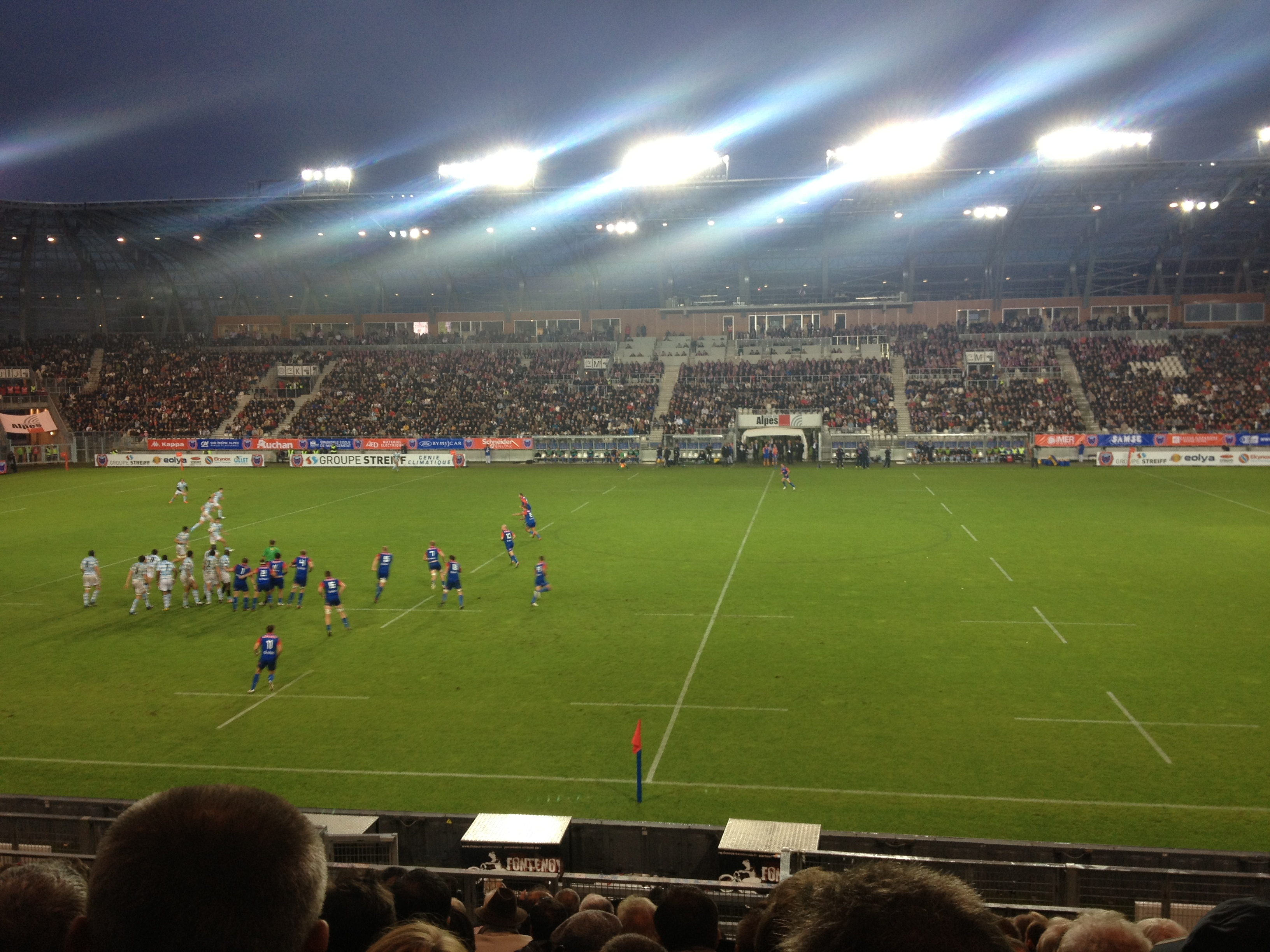
Stade des Alpes où évolue le FC Grenoble depuis 2012.

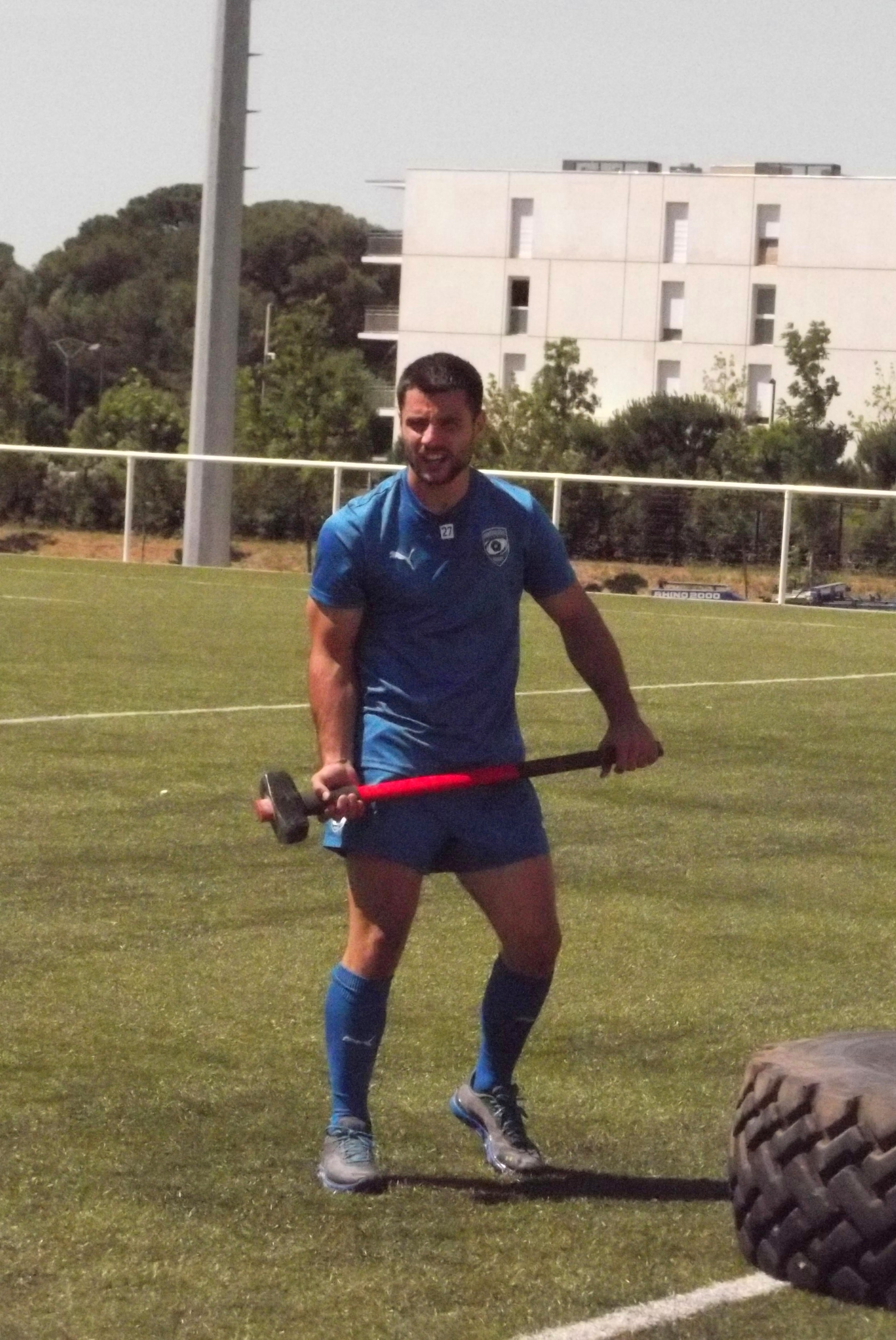
Jonathan Pélissié.

En 2011-2012, le FC Grenoble remporte le championnat de Pro D2 à trois journées de la fin, s'assurant ainsi sa place dans le Top 14 pour la saison 2012-2013. Le futur international Jonathan Pélissié est l'une des révélations de la saison.
C'est aussi la saison où l'équipe joue pour la première fois au stade des Alpes lors de deux affiches importantes, celle du derby contre Bourgoin-Jallieu le 27 novembre 2011 et celle contre La Rochelle au mois d'avril suivant.

#### Le retour en élite (2012-2017)
Grenoble réalise le meilleur début de saison pour un promu depuis l'instauration d'une poule unique dans l’élite. Les Grenoblois restent classés à la sixième place jusqu'à la 18e journée avant de laisser échapper la qualification une fois le maintien acquis. Le club réussit à battre notamment les deux finalistes de la saison précédente, le Stade toulousain et le RC Toulon. Le public répond présent toute la saison et un nouveau record d'affluence tombe pour la réception du RC Toulon au stade des Alpes le 20 avril 2013 avec 19 887 spectateurs.
En challenge européen, le FCG ne voit pas les phases finales malgré 5 victoires en 6 matches. L'équipe Reichel du FC Grenoble bat le Lyon OU en finale de la coupe Frantz-Reichel par 9 à 0 et devient championne de France 2013,.
Le FCG confirme la saison suivante avec une septième place à la fin de la phase aller à seulement trois points du deuxième en restant invaincu à domicile et en signant deux succès à Biarritz et au Racing Métro 92. Chris Farrell joue ses premiers matchs avec le club. La fin de cette phase aller est aussi marquée par l'annonce de l'entraîneur des arrières Franck Corrihons au club depuis vingt ans de quitter ses fonctions à la fin de la saison. Le FCG termine l’année 2013 par une victoire à domicile contre le champion de France Castres, et commence l’année 2014 par une victoire à l’extérieur chez le champion d’Europe Toulon. Mais la victoire acquise sur l'ASM Clermont, lors de la 19e journée, sera la dernière de la saison et avec un nul face à l'Aviron bayonnais, lors de la 25e journée, Grenoble terminera alors comme la saison précédente à la 11e place du classement. L'équipe Reichel de Grenoble remporte un quatrième titre de champion de France, le deuxième consécutif après celui de 2013 en s'imposant en finale contre le SC Albi sur le score de 18 à 16.

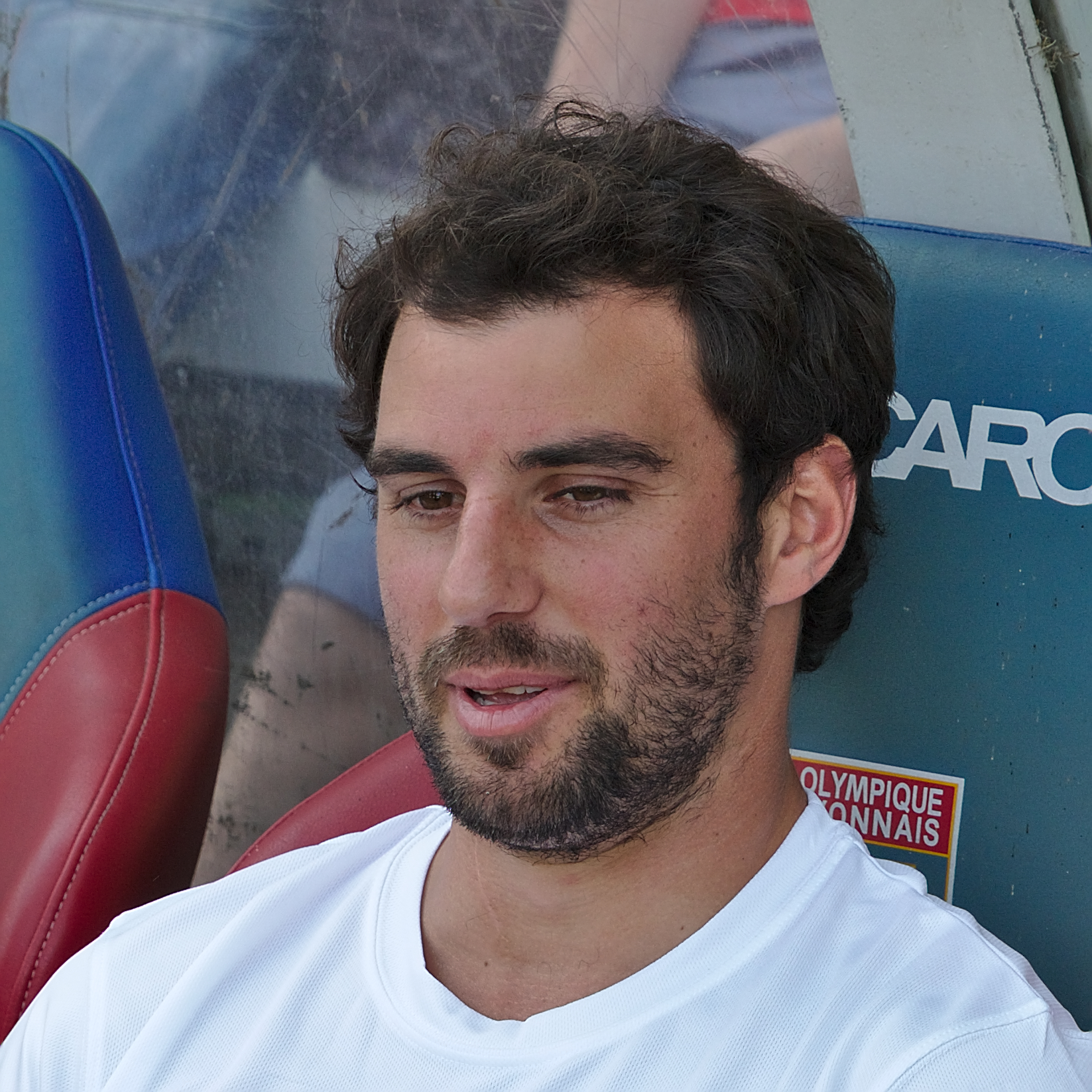
Jonathan Wisniewski

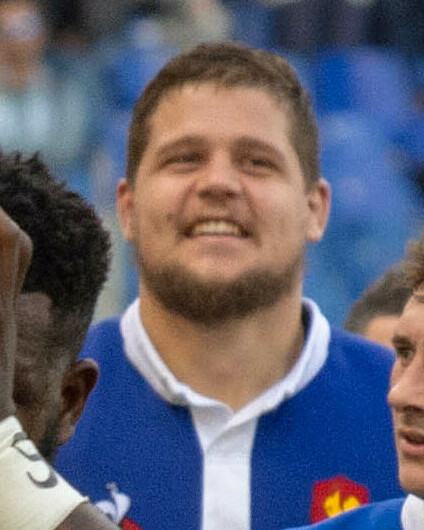
Paul Willemse

Pour la saison 2014-2015, Fabrice Landreau devient directeur général et sportif, Bernard Jackman est responsable du jeu général, Sylvain Bégon continue son travail avec les avants, Mike Prendergast prend la direction des trois-quarts et Philippe Doussy est chargé de s'occuper des skills. Comme les deux saisons précédentes le FCG, renforcé notamment par l'arrière international Gio Aplon fait une très bonne phase aller, se classant après la 13e journée, cinquième du championnat. Dans cette première partie de Top 14, il s'impose notamment à Toulouse pour la première fois depuis 1957. Le futur international Paul Willemse commence à se faire un nom en Top 14. Hélas, la phase retour sera à l'image des deux dernières saisons, le FCG chute au classement, évitant de justesse la relégation lors de la dernière journée et terminant pour la troisième fois en trois ans à la 11e place du Top 14. Lors de cette saison, l'affluence moyenne au stade des Alpes fut de 15 043 spectateurs soit la cinquième meilleure affluence du Top 14 et la onzième affluence européenne.
Jonathan Wisniewski termine la saison meilleur réalisateur du championnat de France 2015.

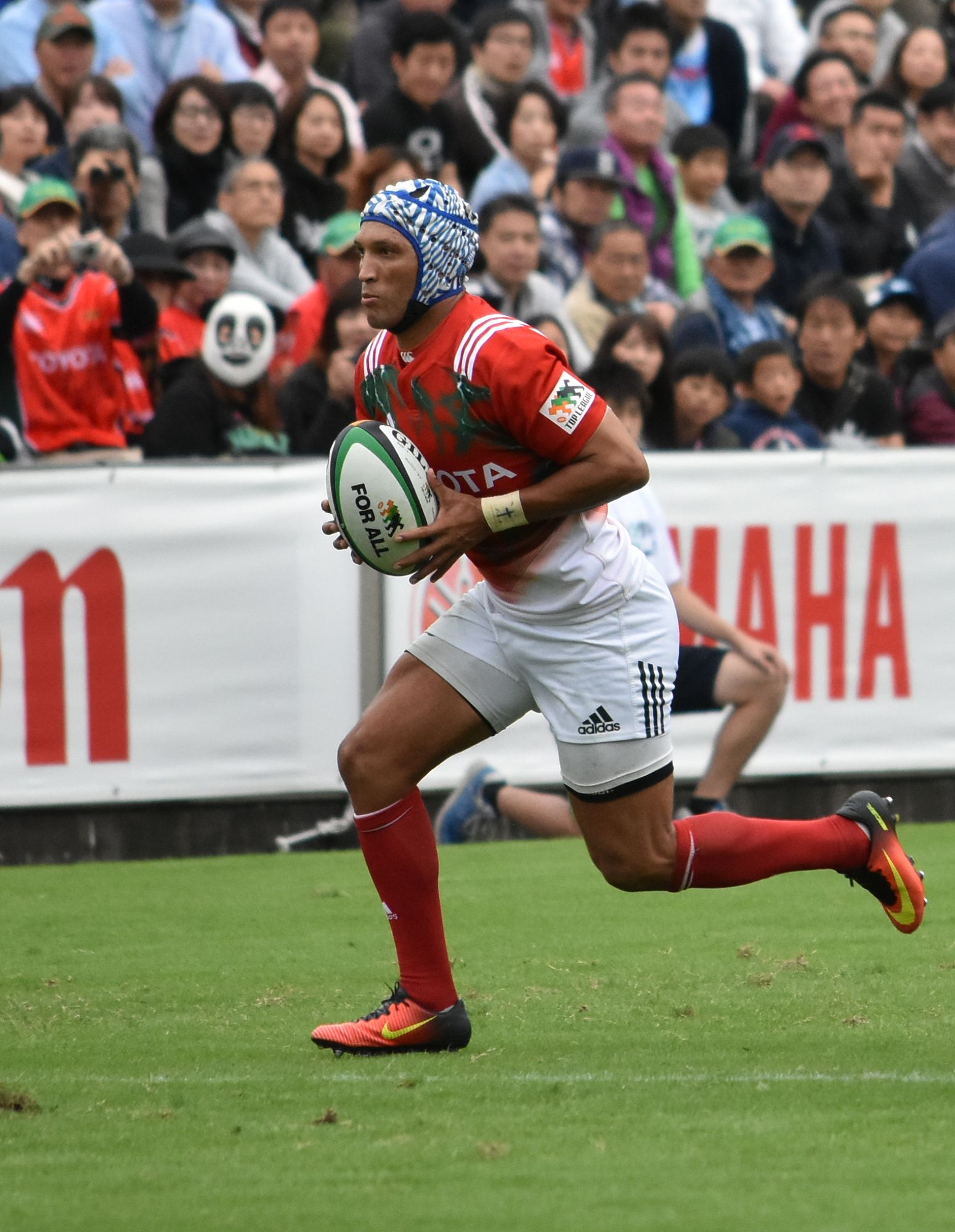
Gio Aplon

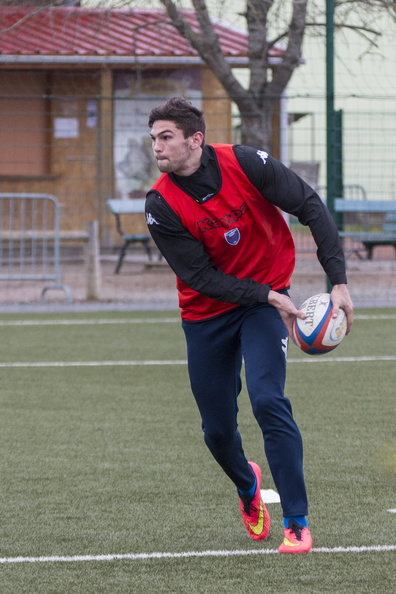
Xavier Mignot

La saison 2015-2016 se distingue des précédentes par le fait que le FCG joue à fond le championnat et le challenge européen. Au cours de l'aventure européenne, il se hissera jusqu'en demi-finale grâce à une victoire sur le Connacht Rugby, futur vainqueur du Pro12 au stade des Alpes, lors d'un match incroyablement riche en suspense et en spectacle. Le FCG perdra sa demi-finale à Londres, face aux Harlequins.

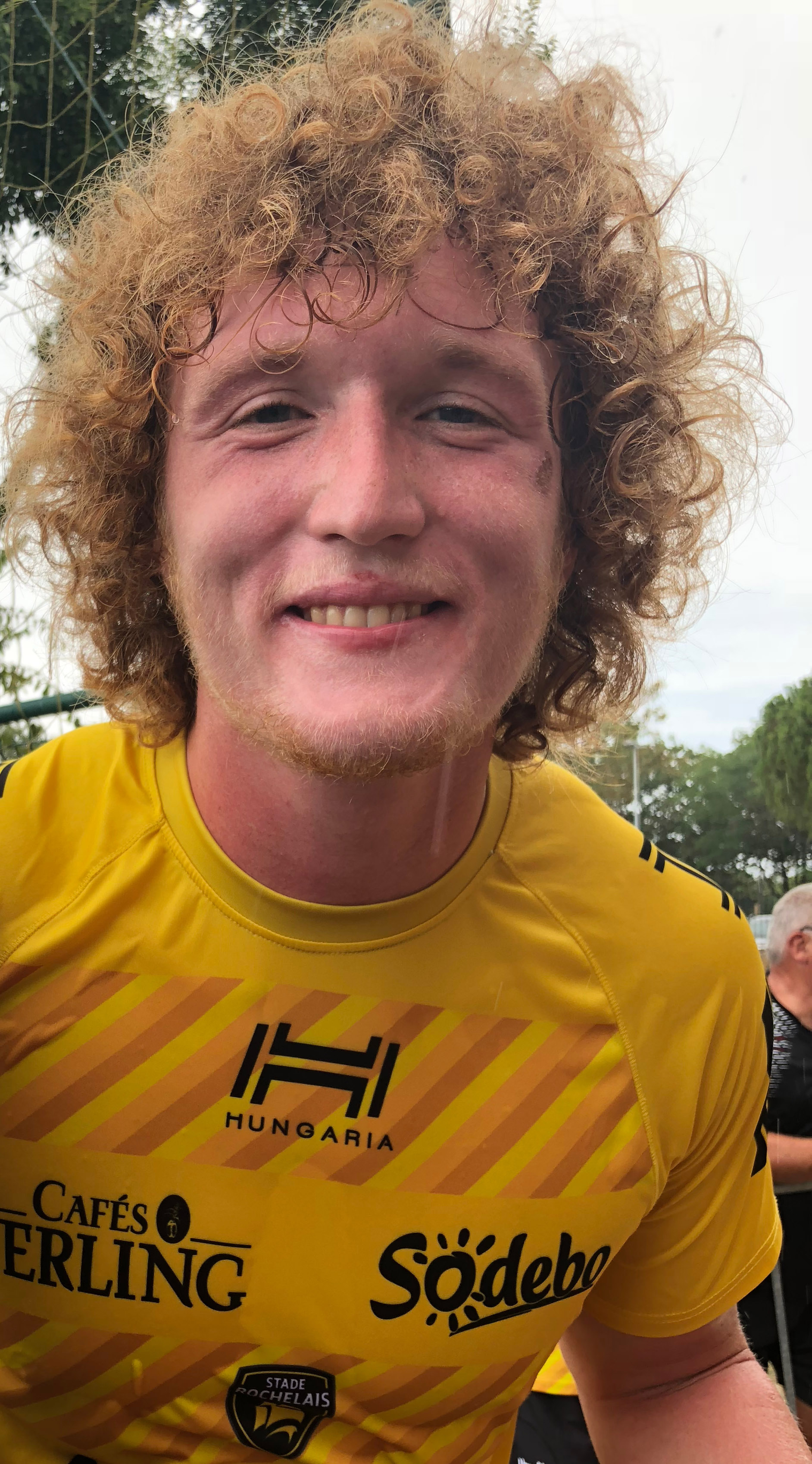
Thomas Jolmès

En championnat, le FCG subit beaucoup moins de pression pour le maintien que les années précédentes car ce dernier est acquis tôt dans la saison. Le club terminera 10e, soit sa meilleure place depuis son retour dans l'élite. Paradoxalement, il n'a jamais connu autant de défaites à domicile : sept.
Thomas Jolmès qui n'a que 20 ans fait ses premières apparitions sous le maillot grenoblois en professionnel.
Cette saison a vu le départ précipité de Sylvain Bégon, à la suite d'une série de mauvaises performances de l'équipe, notamment en mêlée.
Le pilier droit Ali Oz issu de la formation Grenobloise joue ses premiers matchs professionnels avec le FCG.
Xavier Mignot connaît sa première sélection le 19 juin 2016 face à l'Argentine au Stade Monumental José Fierro à San Miguel de Tucumán.

#### Affaire du viol collectif (2017)
Trois anciens rugbymen du Football Club de Grenoble rugby accusés de viol collectif en 2017 sur une étudiante de vingt ans, puis licenciés par l'ancien président du FCG Éric Pilaud sont jugés en décembre 2024.
L’Irlandais Denis Coulson (reconverti dans le BTP) et le Français Loïck Jammes (Provence Rugby) sont condamnés à quatorze ans de prison et le Néo-Zélandais Rory Grice (Oyonnax Rugby) à douze ans de prison.
Par ailleurs l’Irlandais Chris Farrell (Oyonnax Rugby) est condamné à quatre ans de prison, dont deux avec sursis, et le Néo-Zélandais Dylan Hayes (en) (retraite sportive) à deux ans avec sursis pour avoir assisté au viol sans être intervenus,.

#### Relégation en Pro D2 en 2017
Début septembre 2016, des rumeurs de problèmes financiers se répandent dans la presse concernant le FC Grenoble. Plusieurs médias rapportent que le club aurait demandé à ses joueurs de baisser leur salaire, et que ces derniers auraient refusé. Il n'en fallait pas plus pour mettre le feu aux poudres, alors que le club vit un début de saison cauchemardesque (dernier du Top 14, trois défaites en quatre matches, dont une à domicile contre le Stade rochelais et une chez le promu, le Lyon OU). Le club ne tarde pas à réagir à ces rumeurs et publie le lendemain, 15 septembre 2016, un communiqué de presse. On apprend alors que le FC Grenoble a « un retard sur le prévisionnel budgétaire » de l'ordre d'un million d'euros.
Le vendredi 16 septembre 2016, une conférence de presse est donnée au stade Lesdiguières, par Eric Pilaud, l'un des vice-présidents du club. Ce dernier annonce que le « trou » d'un million d'euros est notamment dû aux mauvais chiffres de la billetterie, au non-renouvellement de l'abonnement pour plus de neuf cents personnes et à un retard sur le partenariat. Il est dû en partie aussi au prix élevé de location du stade des Alpes (le FC Grenoble est le club du Top 14 qui paie le plus cher son stade). Mais d'après Eric Pilaud, le FC Grenoble n'est pas en dépôt de bilan ou en défaut de paiement. On apprend aussi que les joueurs ont accepté de baisser leur rémunération (ce qui infirme les rumeurs d'alors), de même que les membres du personnel sportif, administratif et commercial. Enfin, à la suite de cette conférence de presse, Eric Pilaud devient président du club à la place de Marc Chérèque, qui devient vice-président. Enfin, Michel Martinez, le deuxième vice-président du club, devient directeur général délégué.
À la suite de l'affaire du viol accusant plusieurs joueurs du FCG, le président du club Eric Pilaud organise une conférence de presse le 14 mars 2017. Dans celle-ci, il annonce la mise à pied de l’entraîneur Bernard Jackman, pour créer un électrochoc auprès des joueurs et sauver la saison du club isérois. La fin de saison sera assurée par l’entraîneur des avants Aaron Dundon et Mike Prendergast, entraîneur des trois-quarts.
Après la 21e journée le FCG est 13e au classement du top 14, à onze points du Stade français qui a un match de retard sur les Isérois. Malgré une première partie de saison plus que compliquée, Grenoble reste invaincu depuis le 22 décembre au stade des Alpes (quatre victoires et un nul). Il faut attendre le 15 avril 2017 pour annoncer officiellement la descente du club isérois à la suite de sa défaite à domicile face à l'ASM (18 à 58). Le club grenoblois annonce le remaniement de son encadrement pour la saison suivante, cinq jours après la lourde défaite contre les Auvergnats.
En fin de saison, Fabien Gengenbacher, l'arrière du FCG depuis 11 saisons annonce la fin de sa carrière.
Durant ces dernières saisons, le FCG est élu meilleur centre de formation du Top 14 sur les trois saisons 2014-2015, 2015-2016 et 2016-2017.

#### Vainqueur du barrage d'accession et retour en Top 14 en 2018
Stéphane Glas et Dewald Senekal sont les principaux entraîneurs pour la saison 2017-2018 en Pro D2. Dans son communiqué, le club affirme la construction d'un « projet solide » qui mènera au retour de Grenoble dans « l'élite haute du rugby français dans les meilleurs délais ».

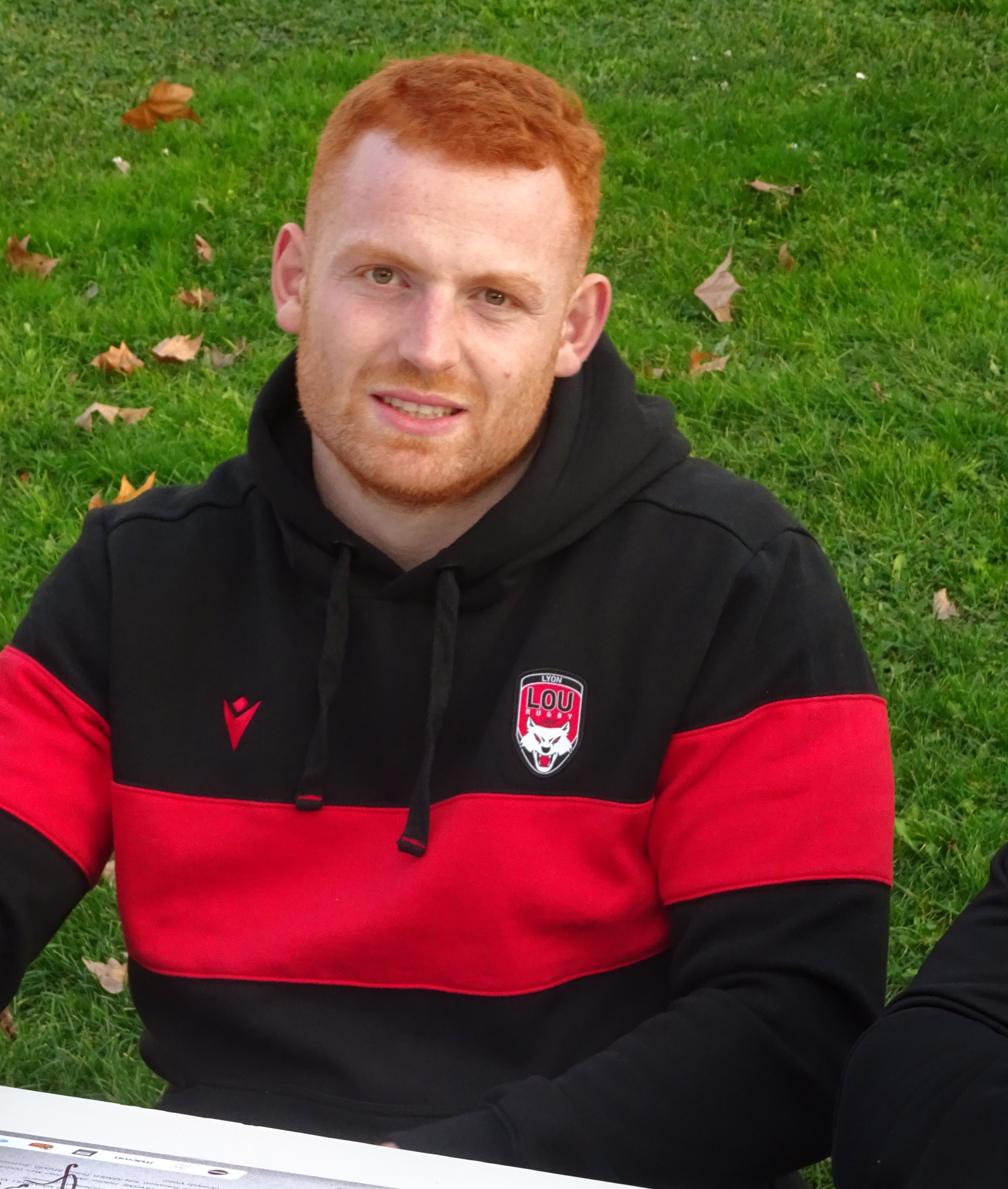
Killian Geraci

Étienne Fourcade, Ali Oz, Gervais Cordin et le futur international Killian Geraci vont se révéler cette saison. Le FCG termine à la troisième place de la saison régulière, le club touche du doigt l'objectif de remontée en se qualifiant en finale de Pro D2, mais ne parvient pas à le réaliser contre l'équipe de Perpignan. Grenoble atteint finalement son objectif le 12 mai 2018 grâce à sa victoire dans le barrage d'accession contre l'équipe de Top 14 d'Oyonnax, battue par sept essais alpins.
En octobre 2018, Éric Pilaud devient président d’un nouveau conseil de surveillance, composé de 15 membres dont l'ancien président Patrick Goffi, tandis que Michel Martinez et Jean-Yves Fabre deviennent respectivement président et vice-président du FCG.
Les juniors Crabos sont champion de France pour la deuxième fois de leur histoire en battant le Castres olympique par 20 à 13 avec notamment les futurs internationaux des moins de 20 ans : Éli Églaine, Mathis Saragallet, Régis Montagne, Romain Fusier et Nathanaël Hulleu.

### Relégation en Pro D2 en 2019
Lors de la saison 2018-2019, le FCG n'obtient que 5 victoires en 26 matchs et le club redescend immédiatement en Pro D2 après un match de barrage perdu sur le terrain du CA Brive.

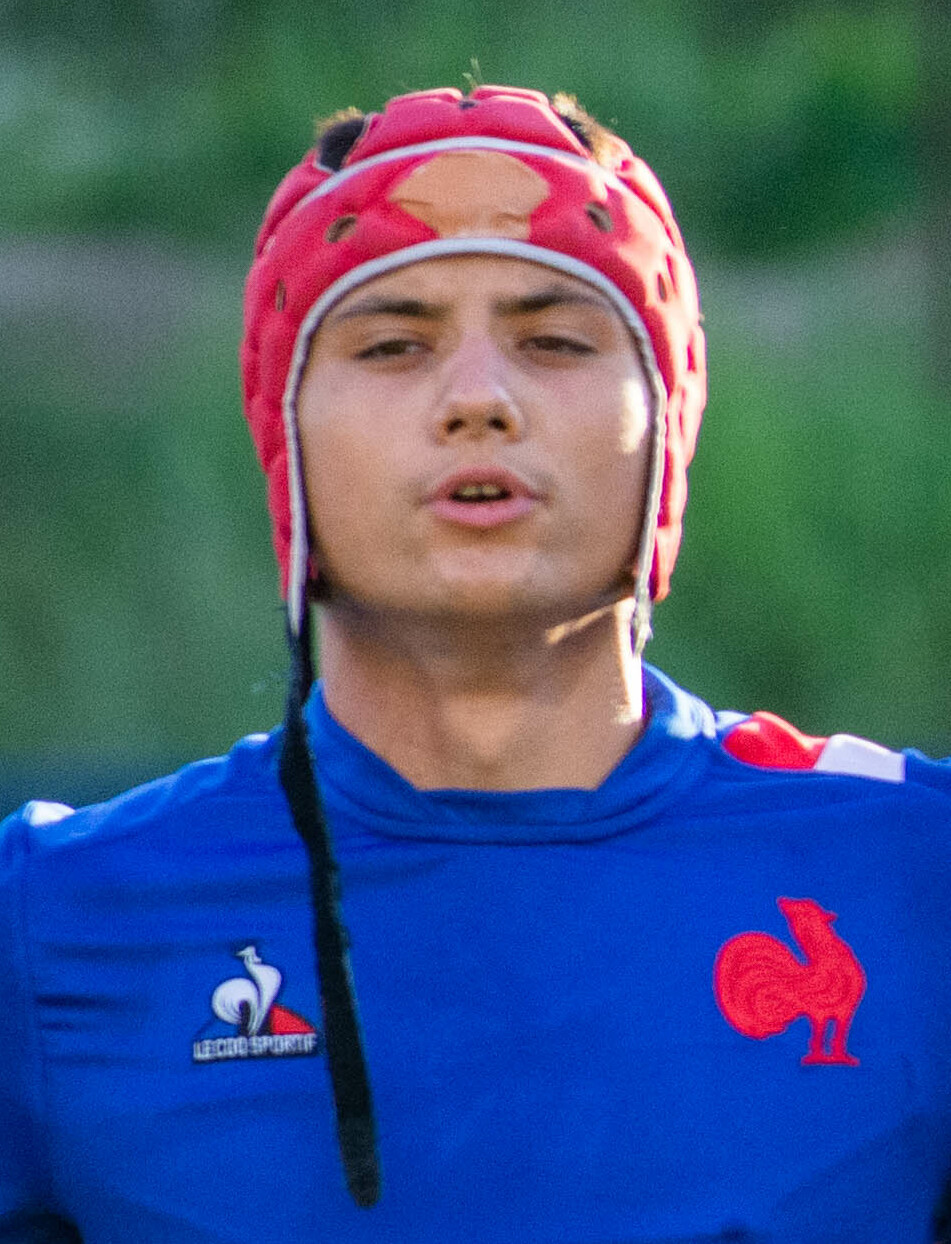
Louis Bielle-Biarrey fait ses débuts en équipe de France des moins de 20 ans en 2021.

La saison suivante, le FCG est troisième avant l’arrêt du championnat en raison de la pandémie de coronavirus COVID-19.
Après 10 saisons au service de l'équipe première, Fabien Alexandre n'est pas conservé.

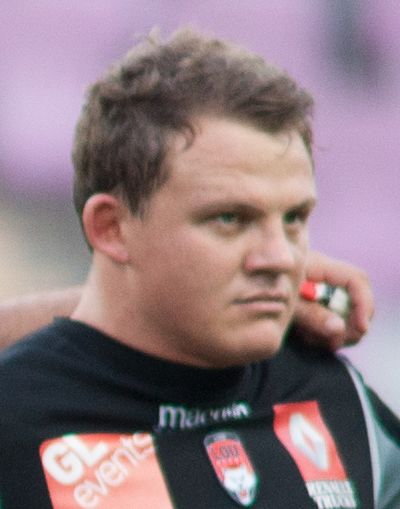
Deon Fourie devient champion du monde deux ans après avoir quitté le FCG.

Pour la saison 2020-2021, le FCG se classe à la sixième place de la saison régulière et s’incline en barrage contre le Biarritz olympique au parc des sports d'Aguiléra. Ange Capuozzo, Adrien Seguret et Jérôme Rey vont se révéler cette saison.
Deon Fourie le futur champion du monde 2023 est recruté par les Stormers.

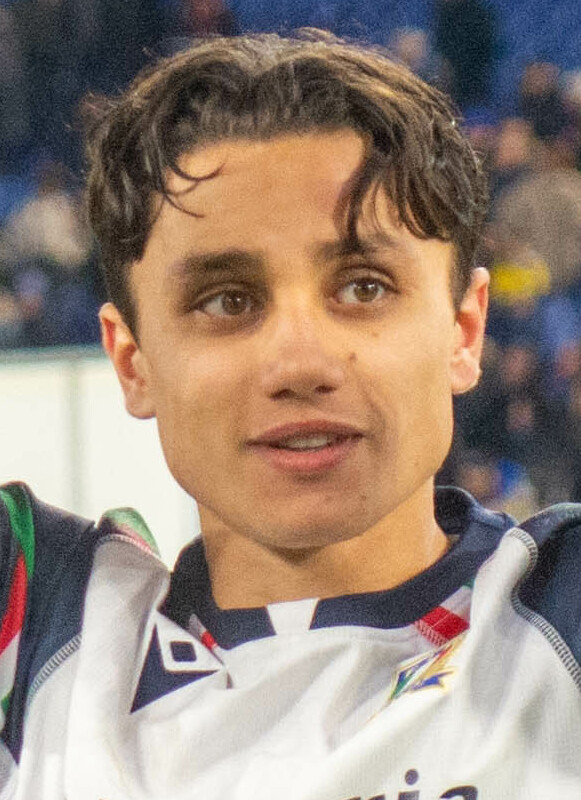
Ange Capuozzo élu révélation mondiale de l'année 2022.

La saison suivante, Ange Capuozzo obtient sa première sélection avec l'Italie le 12 mars 2022 contre l'Écosse au Stade olympique de Rome où il se distingue notamment en marquant un doublé. Une semaine plus tard, lors de sa deuxième sélection, il permet à son équipe de s'imposer au pays de Galles grâce à une relance de plus de 60 mètres et l'Italie obtient ainsi sa première victoire depuis 2015 dans le Tournoi des Six Nations.
La saison est toutefois manquée puisque le FCG qui a changé d'entraîneurs échoue à se qualifier en dépit d'une victoire sur le terrain de l'Aviron bayonnais, futur champion de France.
Malgré de meilleures performances en fin de saison, le club termine en effet à la douzième place, sa plus mauvaise performance depuis la saison 2007.
Karim Qadiri est le meilleur marqueur du club cette saison avec douze essais.
En fin de saison, le FCG compte notamment les départs de Ange Capuozzo, recruté par le Stade toulousain, et Adrien Séguret, qui part pour le Castres olympique. Ce premier sera quelques mois plus tard élu révélation internationale de l’année lors de la soirée des prix World Rugby de 2022.
Si l'équipe première est en difficulté, la formation continue de performer. En effet, avec cinq joueurs sélectionnés, Grenoble est le club qui fournit le plus d’internationaux à l'équipe de France des moins de 18 ans, avec Marko Gazzotti, Barnabé Massa, Zaccharie Affane, Gabin Rocher et Karsen Talalua.

#### Vice-champion de France de Pro D2 2023
|                                                                         |  |  |
| Marko Gazzotti et Barnabé Massa sont champions du monde junior en 2023. |  |  |

En 2022-2023 le club termine à la seconde place de la saison régulière malgré un retrait administratif de trois points.
Qualifié directement pour les demi-finales, il écarte Mont de Marsan en demi-finale au Stade des Alpes 36-27 avant d'échouer en finale contre Oyonnax 14-3 au stade Ernest-Wallon à Toulouse.
Grenoble s'incline ensuite dans le barrage d'accession le 3 juin 2023 contre l'équipe de Top 14 de Perpignan 19-33 pour le dernier match de l'ailier Lucas Dupont qui arrête sa carrière après 12 saisons en équipe première.
Les cadets Alamercery, vainqueurs du Stade toulousain (30-28) en lever de rideau de la finale du Top 14 remportent un quatrième titre de champion de France au Stade de France à Saint-Denis.
Marko Gazzotti et Barnabé Massa sont sacrés champion du monde junior 2023 avec l'équipe de France des moins de 20 ans. Marko Gazzotti est également nommé meilleur joueur de la compétition.
En fin de saison, le FCG compte notamment les départs du manager Fabien Gengenbacher pour le Lyon OU, de Tanginoa Halaifonua recruté par le Stade français et du champion du monde U20 Marko Gazzotti transféré à l'Union Bordeaux Bègles.

#### Vice-champion de France de Pro D2 2024

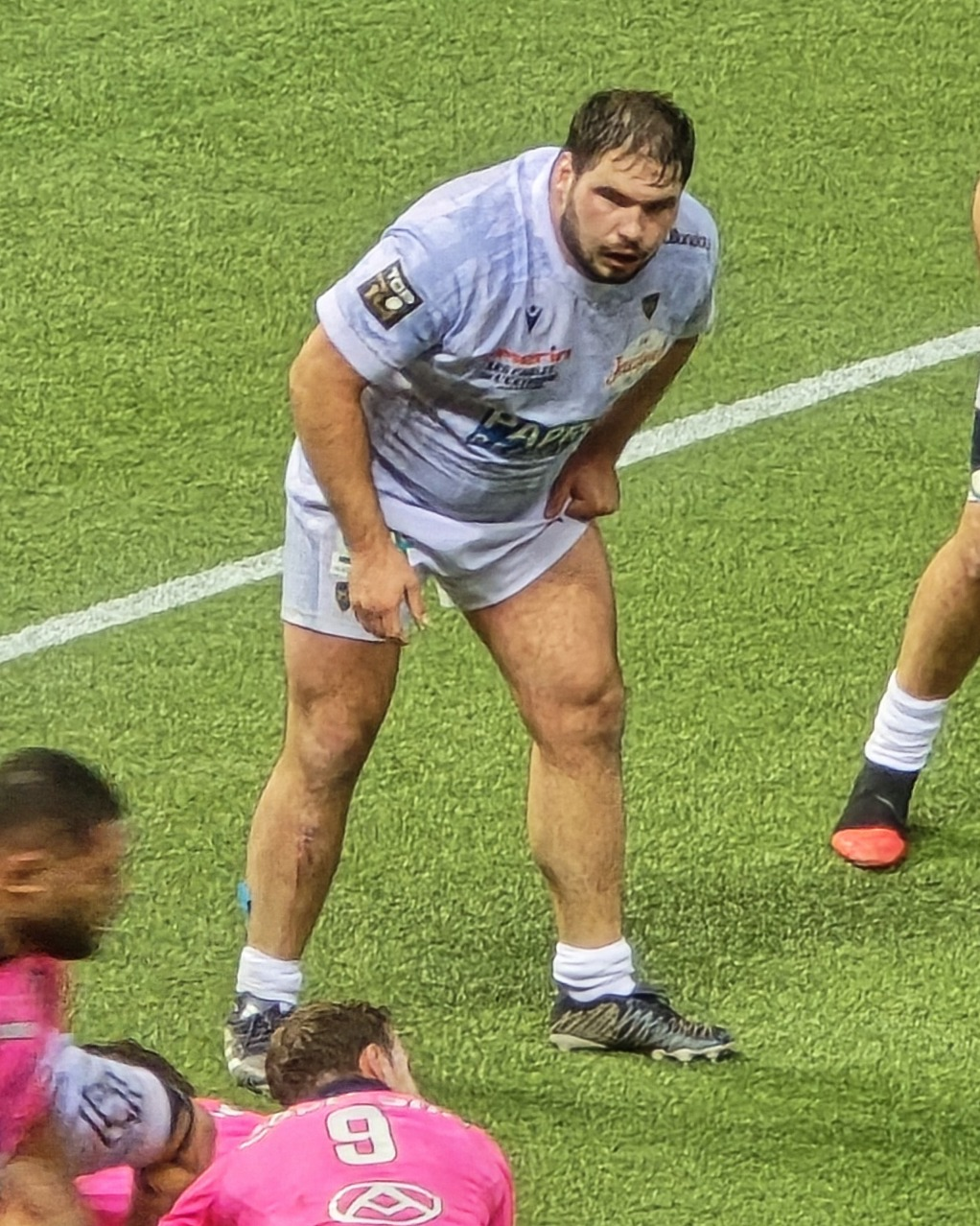
Régis Montagne

En 2023-2024, Aubin Hueber est le nouveau manager du club qui se renforce avec l'arrivée notamment de l'international gallois Sam Davies. Patrick Goffi est de retour au poste de président.
Dès l'ouverture de la saison, le FCG est sanctionné d'un retrait de six points en raison de problèmes financiers survenus la saison précédente.
Le 11 septembre, cette sanction est temporairement suspendue le temps de la procédure d'appel auprès du Comité national olympique et sportif français, qui se conclura sur un avis négatif et un maintien du retrait des points le 19 octobre.
Un nouveau retrait de six points est acté le 14 décembre, pour un nouveau motif financier.
En janvier 2024, Hassen Rachedi président de HRS entre au capital du club et devient vice-président.
Le 31 janvier 2024, la sanction totale de douze points est réduite de quatre points en appel.
Le FCG termine finalement 4e au classement à la suite de sa pénalité de huit points, et s'impose en match de barrage 58 à 10 face à l'US Dax.
En demi-finale, le FCG s'impose sur le terrain du leader Provence Rugby sur le score de 22 à 23.
En finale, le FCG s'incline au Stade Ernest-Wallon de Toulouse face au RC Vannes sur le score de 9 à 16.
Grenoble s'incline ensuite de justesse 18-20 à trois minutes de la fin, dans le barrage d'accession le 16 juin 2024 contre Montpellier l'équipe de Top 14 championne de France deux ans plus tôt.
En fin de saison, le FCG compte notamment les départs des Barnabé Massa et Régis Montagne transférés à l'ASM Clermont et d'Irakli Aptsiauri ainsi que du capitaine Steeve Blanc-Mappaz recrutés par le Lyon OU.

#### Vainqueur de la saison régulière et vice-champion de France de Pro D2 2025

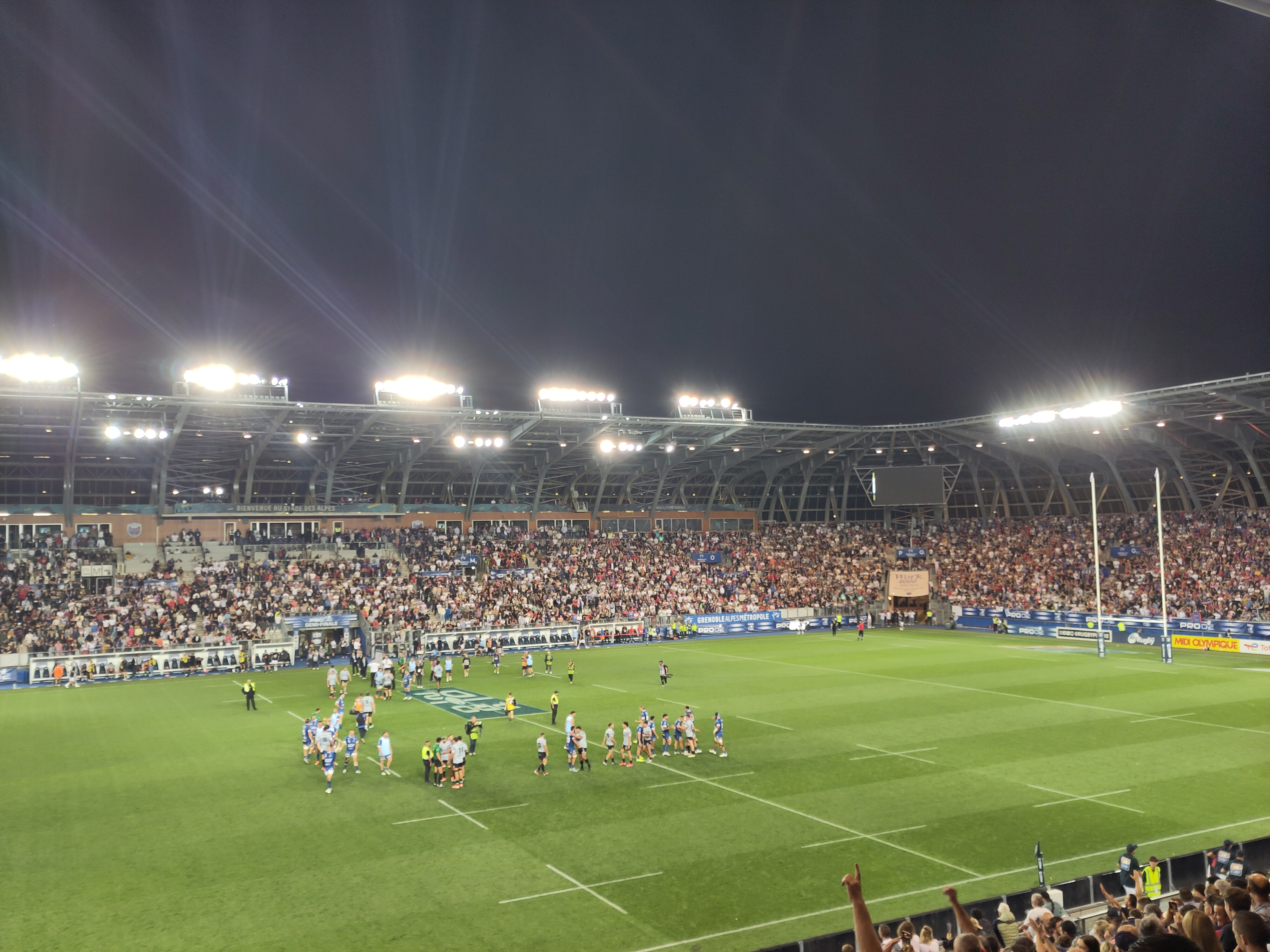
Le stade des Alpes après la victoire (38-17) en demi-finale contre Provence Rugby.

En 2024-2025, le FCG se renforce avec notamment les arrivées de l'international français Julien Hériteau, et des trois mondialistes Richard Hardwick, Gerswin Mouton et Giorgi Kveseladze
.
Leader de la saison régulière, le FCG s'impose en demi-finale à domicile contre Provence Rugby (38-17), puis s'incline en finale face à l'US Montauban (19-24).
Grenoble s'incline ensuite encore une fois de justesse (11-13) à trois minutes de la fin, dans le barrage d'accession le 14 juin 2025 contre Perpignan.
On retrouve sept grenoblois dans le XV de la saison de Pro D2 avec Tommy Raynaud, Thomas Lainault, Giorgi Javakhia, Barnabé Couilloud, Wilfried Hulleu, Romain Trouilloud et Romain Fusier.
Grenoble compte notamment les départs de Wilfried Hulleu et de Thomas Lainault transférés au Racing 92, ainsi que de Mathis Sarragallet recruté par le Lyon OU.
En 2025-2026, le FCG se renforce notamment avec les arrivées de l'international portugais Raffaele Costa Storti, le meilleur marqueur de l’histoire de la Pro D2 sur une saison avec 21 essais en 19 rencontres et de Josh Thompson en provenance de la Western Force.

### Couleurs et maillots

Maillot historique du club aux couleurs rouge et bleu.

## Identité visuelle

### Logo
Les trois roses rouges représentées sur le blason du club sont présentes sur les armoiries de Grenoble.

Évolution du logo
Ancien logo du FC Grenoble.
Ancien logo du FC Grenoble Alpes.
Ancien logo du FC Grenoble.
Logo du FC Grenoble depuis 2009.

### Mascotte
En 2011, le club s'est adjoint une mascotte dénommée Buky, un bouquetin stylisé.
Buky est utilisé comme support de produits dérivés (peluches...), et également de communication avec des comptes de réseaux sociaux à son image. Il entre également dans la stratégie de sponsoring du club.

## Palmarès

### Détail du palmarès
Le tableau suivant récapitule les performances du club :
- titres de champion et finales ainsi que les meilleures performances dans les compétitions.

| Compétitions nationales | Compétitions internationales | Équipes de jeunes |
| --- | --- | --- |
| Championnat de France de première division - Champion (1) : 1954 - Vice-champion (2) : 1918 et 1993 Barrage d'accession au Top 14 - Vainqueur (1) : 2018 - Finaliste (4) : 2019, 2023, 2024 et 2025 Championnat de France de deuxième division - Champion (2) : 1951 et 2012 - Vice-champion (5) : 2002, 2018, 2023, 2024 et 2025 Challenge Yves du Manoir - Vainqueur (1) : 1987 - Finaliste (3) : 1969, 1986 et 1990 Coupe de France - Meilleure performance : demi-finaliste en 1985 et 1986 Challenge Jean-Bouin - Finaliste (2) : 1992 et 1994 Challenge Pierre de Coubertin - Vainqueur (1) : 1921 | Coupe d'Europe - Meilleure performance : 2e de groupe en 2000 Coupe d'Europe des clubs champions FIRA - Vice-champion (1) : 1963 Challenge européen - Meilleure performance : demi-finaliste en 2016 | Coupe Frantz-Reichel - Vainqueur (4) : 1981, 1992, 2013 et 2014 - Finaliste (3) : 1989, 1990 et 1993 Challenge Provinces Frantz-Reichel - Vainqueur (5) : 1987, 1992, 1994, 1997 et 1998 Coupe René Crabos - Vainqueur (2) : 1995 et 2018 - Finaliste (2) : 1990 et 1996 Challenge Provinces Crabos - Vainqueur (1) : 1995 Championnat de France Cadets - Champion (4) : 1966 (UFOLEP), 1978, 1979 et 2023 - Vice-champion (2) : 1993 et 1997 Challenge Gauderman - Vainqueur (3) : 1978, 1986 et 1991 Championnat de France Minimes - Champion (3) : 1977, 1979 (UFOLEP) et 1981 (UFOLEP) - Vice-champion (3) : 1976 (UFOLEP), 1980 et 1983 Challenge Marcel-Michelin - Vainqueur (2) : 1979 et 2014 Challenge Guy Belletante - Vainqueur (4) : 2012, 2013, 2014 et 2015 Challenge Pierre Lacans Béziers - Vainqueur (1) : 2015 |
| Autres Compétitions | Autres Compétitions internationales | Compétitions réserves et espoirs |
| Challenge du club complet - Vainqueur (1) : 1993 | Legion Rugby Challenge - Vainqueur (1) : 2014 | Championnat de France des réserves - Champion (5) : 1950, 1952, 1953, 1960 et 1980 (Nationale B) - Vice-champion (2) : 1969 et 1972 Championnat de France Espoirs - Champion (1) : 2010 (Poule 2) Challenge Provinces Seniors - Finaliste (1) : 1998 |

### Chronologie des niveaux
La frise suivante montre l'évolution des niveaux auxquels le FC Grenoble a évolué depuis 1911.
‌

### Finales disputées

#### En championnat de France de première division
| Date de la finale | Vainqueur             | Score   | Finaliste   | Lieu de la finale           | Spectateurs |
| ----------------- | --------------------- | ------- | ----------- | --------------------------- | ----------- |
| 28 avril 1918     | Racing club de France | 22 – 9  | FC Grenoble | Stade du Matin, Colombes    | env. 3 000  |
| 23 mai 1954       | FC Grenoble           | 5 – 3   | US Cognac   | Stadium municipal, Toulouse | 34 230      |
| 5 juin 1993       | Castres olympique     | 14 – 11 | FC Grenoble | Parc des Princes, Paris     | 49 061      |

#### En challenge Yves du Manoir
| Date de la finale | Vainqueur      | Score   | Finaliste   | Lieu de la finale                        | Spectateurs |
| ----------------- | -------------- | ------- | ----------- | ---------------------------------------- | ----------- |
| 24 mai 1969       | US Dax         | 24 – 12 | FC Grenoble | Stade olympique Yves-du-Manoir, Colombes | 2 902       |
| 1er mai 1986      | AS Montferrand | 22 – 15 | FC Grenoble | Stadium, Brive-la-Gaillarde              | env. 10 400 |
| 10 mai 1987       | FC Grenoble    | 26 – 7  | SU Agen     | Parc des sports et de l'amitié, Narbonne | env. 3 200  |
| 19 mai 1990       | RC Narbonne    | 24 – 19 | FC Grenoble | Stade du Hameau, Pau                     | env. 5 500  |

#### En challenge Jean-Bouin
| Date de la finale | Vainqueur         | Score | Finaliste   | Lieu de la finale       | Spectateurs |
| ----------------- | ----------------- | ----- | ----------- | ----------------------- | ----------- |
| 6 juin 1992       | Castres olympique | 18-18 | FC Grenoble | Stade Jean-Bouin, Paris | 12 000      |
| 28 mai 1994       | US Dax            | 43-41 | FC Grenoble | Stade Jean-Bouin, Paris | 12 000      |

#### En barrage de maintien en première division
| Date de la finale | Vainqueur       | Score       | Finaliste   | Lieu de la finale                 | Spectateurs |
| ----------------- | --------------- | ----------- | ----------- | --------------------------------- | ----------- |
| 21 mai 2001       | Section paloise | 33 – 21 (P) | FC Grenoble | Stade de la Méditerranée, Béziers | 12 000      |

La Section paloise 8e de la poule de dix affronte Grenoble 8e de la poule de onze.

#### En barrage d'accession au championnat de France
| Date de la finale | Vainqueur      | Score   | Finaliste   | Lieu de la finale            | Spectateurs |
| ----------------- | -------------- | ------- | ----------- | ---------------------------- | ----------- |
| 12 mai 2018       | FC Grenoble    | 47 - 22 | US Oyonnax  | Stade des Alpes, Grenoble    | 18 500      |
| 2 juin 2019       | CA Brive       | 28- 22  | FC Grenoble | Stade Amédée-Domenech, Brive | 12 200      |
| 3 juin 2023       | USA Perpignan  | 33 - 19 | FC Grenoble | Stade des Alpes, Grenoble    | 19 662      |
| 16 juin 2024      | Montpellier HR | 20 - 18 | FC Grenoble | Stade des Alpes, Grenoble    | 19 714      |
| 14 juin 2025      | USA Perpignan  | 13 - 11 | FC Grenoble | Stade des Alpes, Grenoble    | 19 695      |

#### En championnat de France de deuxième division
| Date de la finale | Vainqueur     | Score   | Finaliste         | Lieu de la finale             | Spectateurs |
| ----------------- | ------------- | ------- | ----------------- | ----------------------------- | ----------- |
| 6 mai 1951        | FC Grenoble   | 9 - 0   | La Voulte sportif | Stade des Iris, Villeurbanne  |             |
| 6 mai 2018        | USA Perpignan | 38 - 13 | FC Grenoble       | Stade Ernest-Wallon, Toulouse | 18 700      |
| 27 mai 2023       | Oyonnax rugby | 14 - 3  | FC Grenoble       | Stade Ernest-Wallon, Toulouse | 12 000      |
| 8 juin 2024       | RC Vannes     | 16 - 9  | FC Grenoble       | Stade Ernest-Wallon, Toulouse | 19 000      |
| 7 juin 2025       | US Montauban  | 24 - 19 | FC Grenoble       | Stade Ernest-Wallon, Toulouse | 18 618      |

#### En Legion Rugby Challenge
| Date de la finale | Vainqueur   | Score   | Finaliste  | Lieu de la finale         | Spectateurs |
| ----------------- | ----------- | ------- | ---------- | ------------------------- | ----------- |
| 9 août 2014       | FC Grenoble | 31 - 10 | Harlequins | Stade des Alpes, Grenoble | 8 000       |

#### En championnat de France de Nationale B
| Date de la finale | Vainqueur    | Score  | Finaliste          | Lieu de la finale                        | Spectateurs |
| ----------------- | ------------ | ------ | ------------------ | ---------------------------------------- | ----------- |
| 30 avril 1950     | FC Grenoble  | 6 - 3  | Castres olympique  | Sorgues                                  |             |
| 6 mai 1952        | FC Grenoble  | 6-3    | US Cognac          | Guéret                                   |             |
| 17 mai 1953       | FC Grenoble  | 9-3    | RC Vichy           | Stade Laurent Gerin, Vénissieux          |             |
| 8 mai 1960        | FC Grenoble  | 14-3   | SU Agen            | Stade du Diénat, Montluçon               |             |
| 11 mai 1969       | CA Périgueux | 12 - 3 | FC Grenoble        | Stade Lafayette, Le Puy-en-Velay         |             |
| 14 mai 1972       | SU Agen      | 54 - 6 | FC Grenoble        | Stade de Saint-Ruf, Avignon              |             |
| 1er juin 1980     | FC Grenoble  | 6 - 3  | Biarritz olympique | Parc des sports et de l'amitié, Narbonne |             |

#### En coupe Frantz-Reichel
| Date de la finale | Vainqueur        | Score   | Finaliste     | Lieu de la finale                         | Spectateurs |
| ----------------- | ---------------- | ------- | ------------- | ----------------------------------------- | ----------- |
| 31 mai 1981       | FC Grenoble      | 41 - 13 | AS Béziers    | Stade des Verdeaux, Bédarrides            |             |
| 4 juin 1989       | Stade toulousain | 26-3    | FC Grenoble   | Stade Maurice-Chevalier, Sorgues          |             |
| 3 juin 1990       | Stade toulousain | 31 - 3  | FC Grenoble   | Stade Albert-Domec, Carcassonne           | 497         |
| 1992              | FC Grenoble      | 13-13   | USA Perpignan |                                           |             |
| 6 juin 1993       | US Dax           | 17 - 7  | FC Grenoble   | Stade Pierre Corbarieu, Toulouse          |             |
| 2 juin 2013       | FC Grenoble      | 9 - 0   | Lyon OU       | Stade Marcel-Guillermoz, Romans-sur-Isère |             |
| 25 mai 2014       | FC Grenoble      | 18 - 16 | SC Albi       | Lunel                                     |             |

#### En coupe René Crabos
| Date de la finale | Vainqueur           | Score | Finaliste         | Lieu de la finale                      | Spectateurs |
| ----------------- | ------------------- | ----- | ----------------- | -------------------------------------- | ----------- |
| 20 mai 1990       | Lombez Samatan club | 18-0  | FC Grenoble       | Parc des Sports de Sauclières, Béziers |             |
| 1995              | FC Grenoble         | 29-12 | AS Béziers        | Cavaillon                              |             |
| 26 mai 1996       | CA Brive            | 10-3  | FC Grenoble       | Stade Albert-Buisson, Issoire          |             |
| 3 juin 2018       | FC Grenoble         | 20-13 | Castres olympique | Stade de France, Saint-Denis           | 25 000      |

#### En coupe Alamercery
| Date de la finale | Vainqueur          | Score | Finaliste          | Lieu de la finale                       | Spectateurs |
| ----------------- | ------------------ | ----- | ------------------ | --------------------------------------- | ----------- |
| 1966              | FC Grenoble        | 3-3,  | US Orthez          | Stade municipal du Chalet, Saint-Junien |             |
| 20 mai 1978       | FC Grenoble        | 16-7  | Stadoceste tarbais | Parc des Princes, Paris                 |             |
| 26 mai 1979       | FC Grenoble        | 8-3   | US Romans Péage    | Parc des Princes, Paris                 |             |
| 5 juin 1993       | RC Narbonne        | 22-3  | FC Grenoble        | Parc des Princes, Paris                 |             |
| 31 mai 1997       | Peyrehorade sports | 15-13 | FC Grenoble        | Parc des Princes, Paris                 |             |
| 17 juin 2023      | FC Grenoble        | 30-28 | Stade toulousain   | Stade de France, Saint-Denis            |             |

## Rivalités
Grenoble partage une rivalité avec le RC Toulon dans un classique du championnat et avec le Castres olympique depuis la finale polémique de 1993.

## Personnalités

### Capitaines

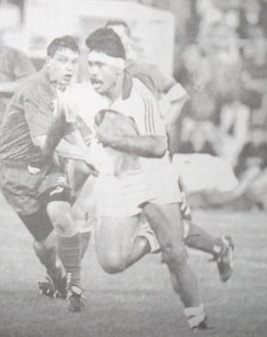
Willy Taofifénua

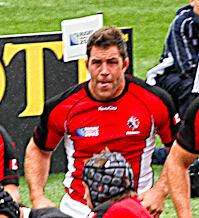
Jamie Cudmore est le premier capitaine étranger de l'histoire du FCG.

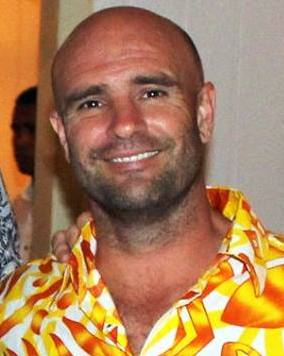
Sam Cordingley

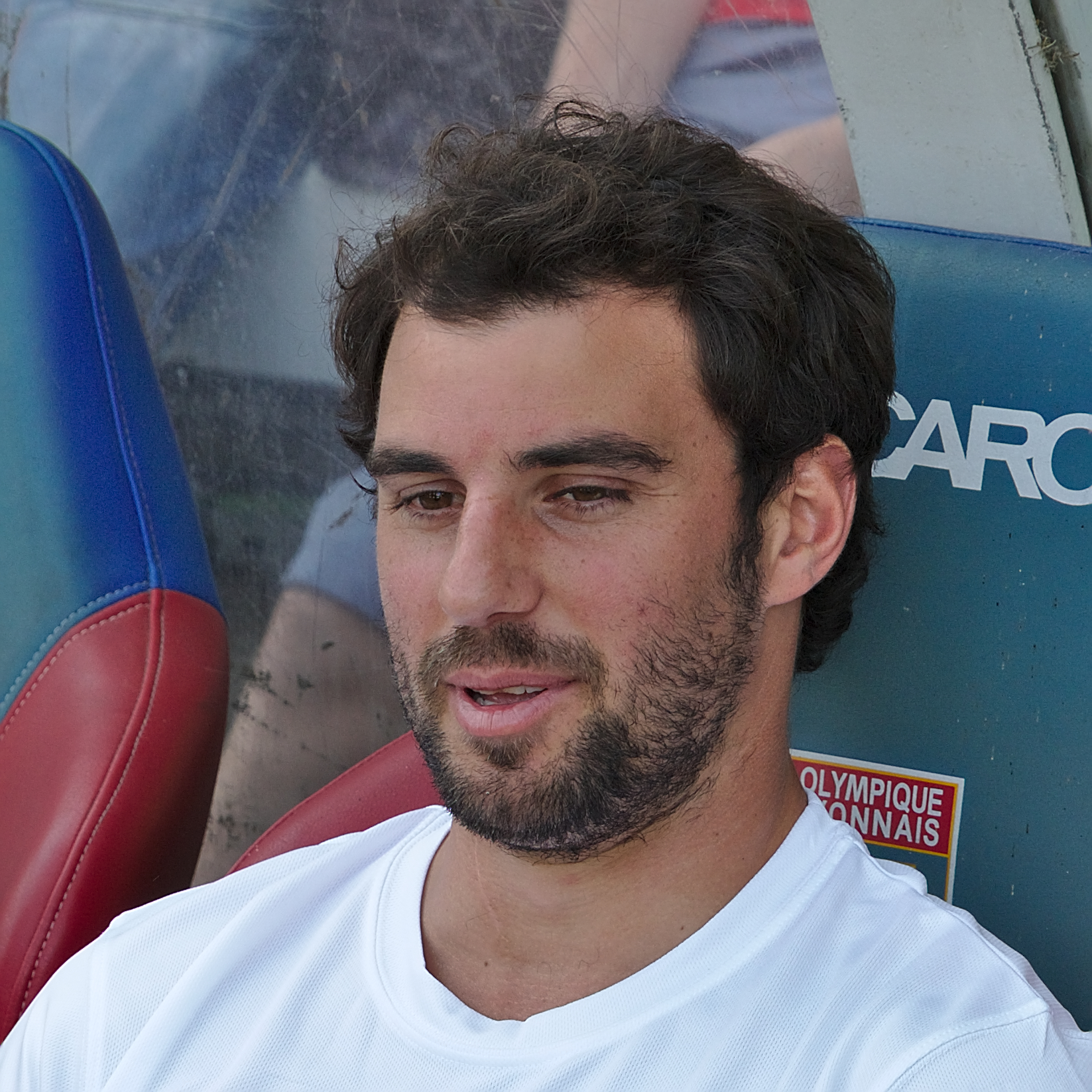
Jonathan Wisniewski

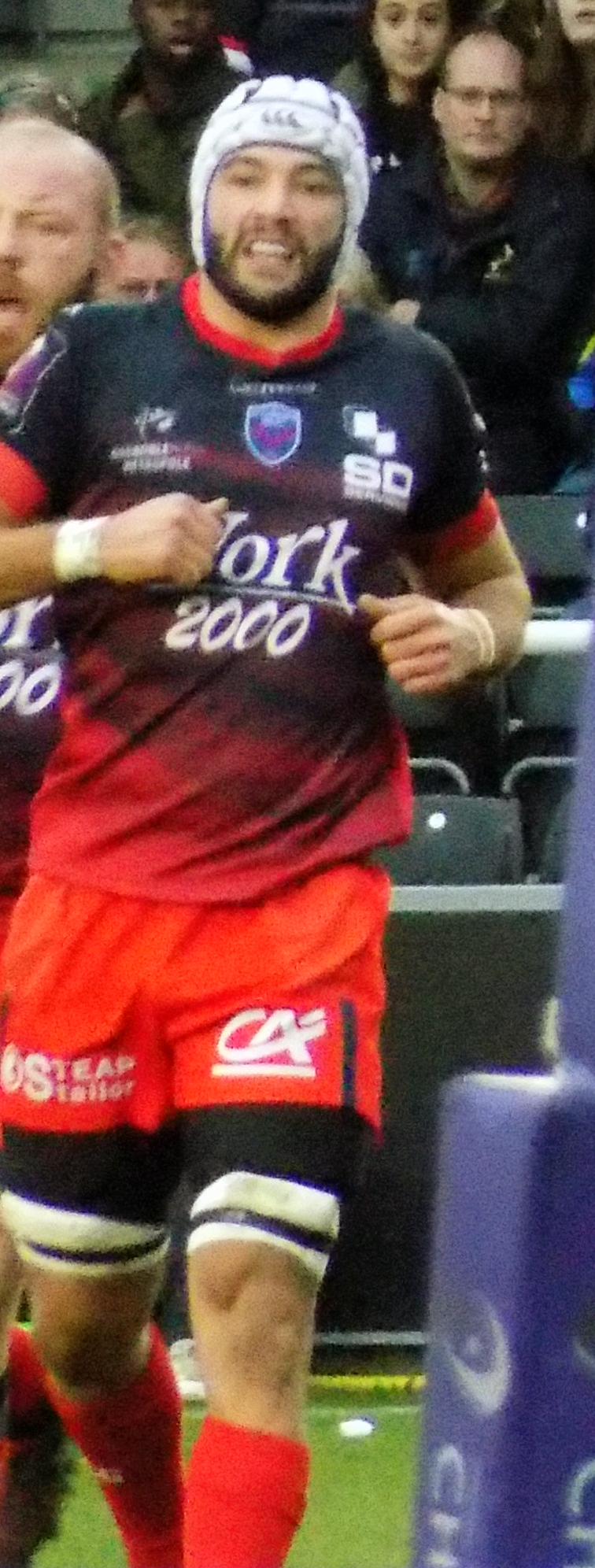
Steeve Blanc-Mappaz

| Nom                                                                           | Période   |
| ----------------------------------------------------------------------------- | --------- |
| Dalban                                                                        |           |
| Serres                                                                        |           |
| Barronat                                                                      |           |
| Armand Couturier                                                              |           |
| Paul Lamouret                                                                 |           |
| Edmond Besset                                                                 |           |
| Ernest William                                                                |           |
| Auguste Germain                                                               |           |
| Paul Finet                                                                    |           |
| Géo Martin                                                                    |           |
| René Lasserre                                                                 |           |
| Roger Baqué                                                                   |           |
| Guy Belletante                                                                |           |
| Michel Greffe                                                                 |           |
| Claude Chenevay                                                               |           |
| Jean-Pierre Gébus                                                             |           |
| Jean de la Vaissière                                                          |           |
| Georges Genevois                                                              |           |
| Patrick Mesny                                                                 | 1982-1983 |
| Freddy Pepelnjak                                                              | 1983-1985 |
| Willy Pepelnjak                                                               | 1985-1990 |
| Dominique Mazille                                                             | 1990-1991 |
| Willy Pepelnjak                                                               | 1991-1992 |
| Hervé Chaffardon                                                              | 1992-1995 |
| Fabrice Landreau                                                              | 1995      |
| Olivier Brouzet                                                               | 1995-1996 |
| Gilles Camberabero                                                            | 1996      |
| Willy Taofifénua                                                              | 1997-2001 |
| Julien Frier                                                                  | 2001-2004 |
| Alexandre Chazalet                                                            | 2004      |
| Jamie Cudmore                                                                 | 2005      |
| Gwendal Ollivier                                                              | 2005-2008 |
| Sam Cordingley                                                                | 2008-2010 |
| Andrew Farley                                                                 | 2010-2014 |
| Fabien Gengenbacher                                                           | 2014-2016 |
| Jonathan Wisniewski                                                           | 2016-2017 |
| Steven Setephano                                                              | 2017-2019 |
| Clément Ancely                                                                | 2019-2021 |
| Steeve Blanc-Mappaz                                                           | 2021-2024 |
| Thomas Lainault Pierce Phillips Antonin Berruyer Romain Fusier Julien Farnoux | 2024-2025 |
| Antonin Berruyer                                                              | 2025-     |

### Internationaux que le club a fournis

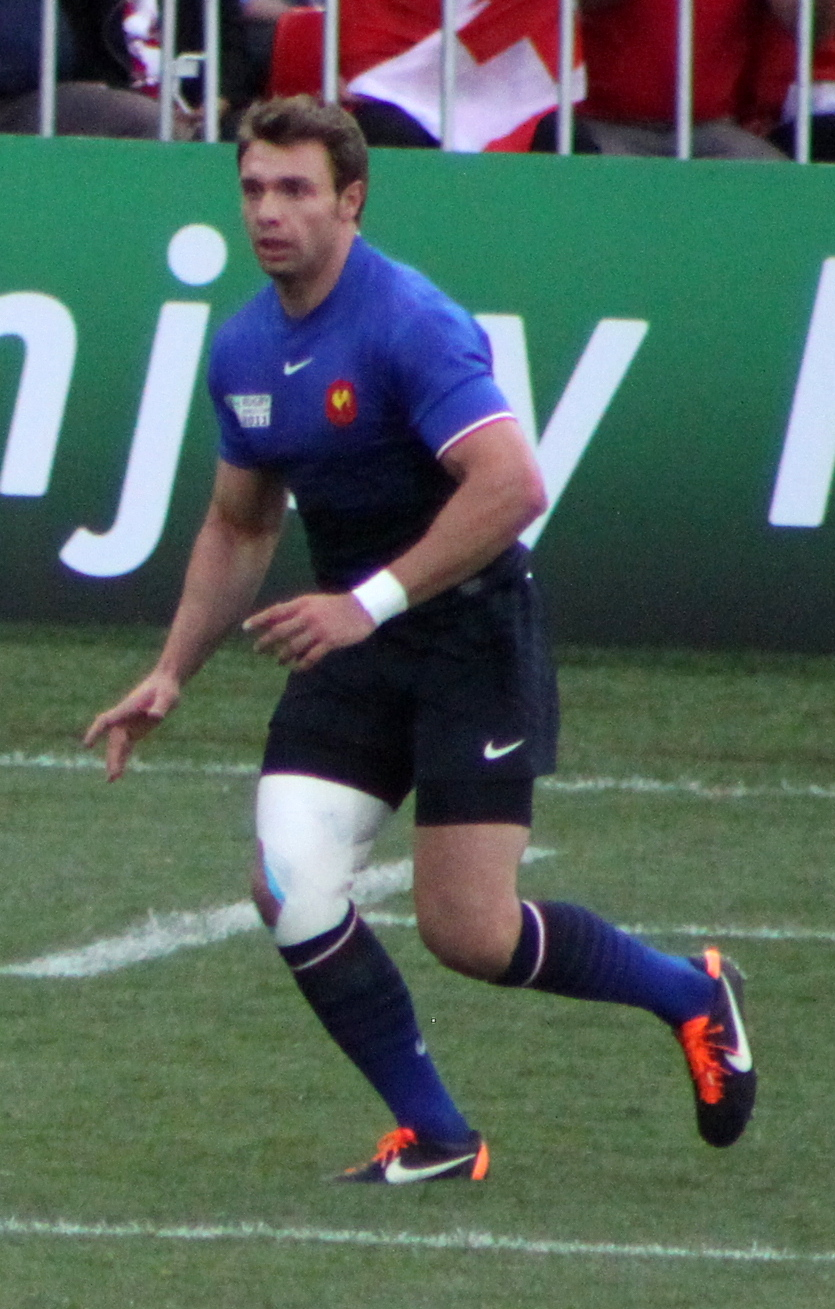
Vincent Clerc, l'un des symboles de la formation grenobloise.

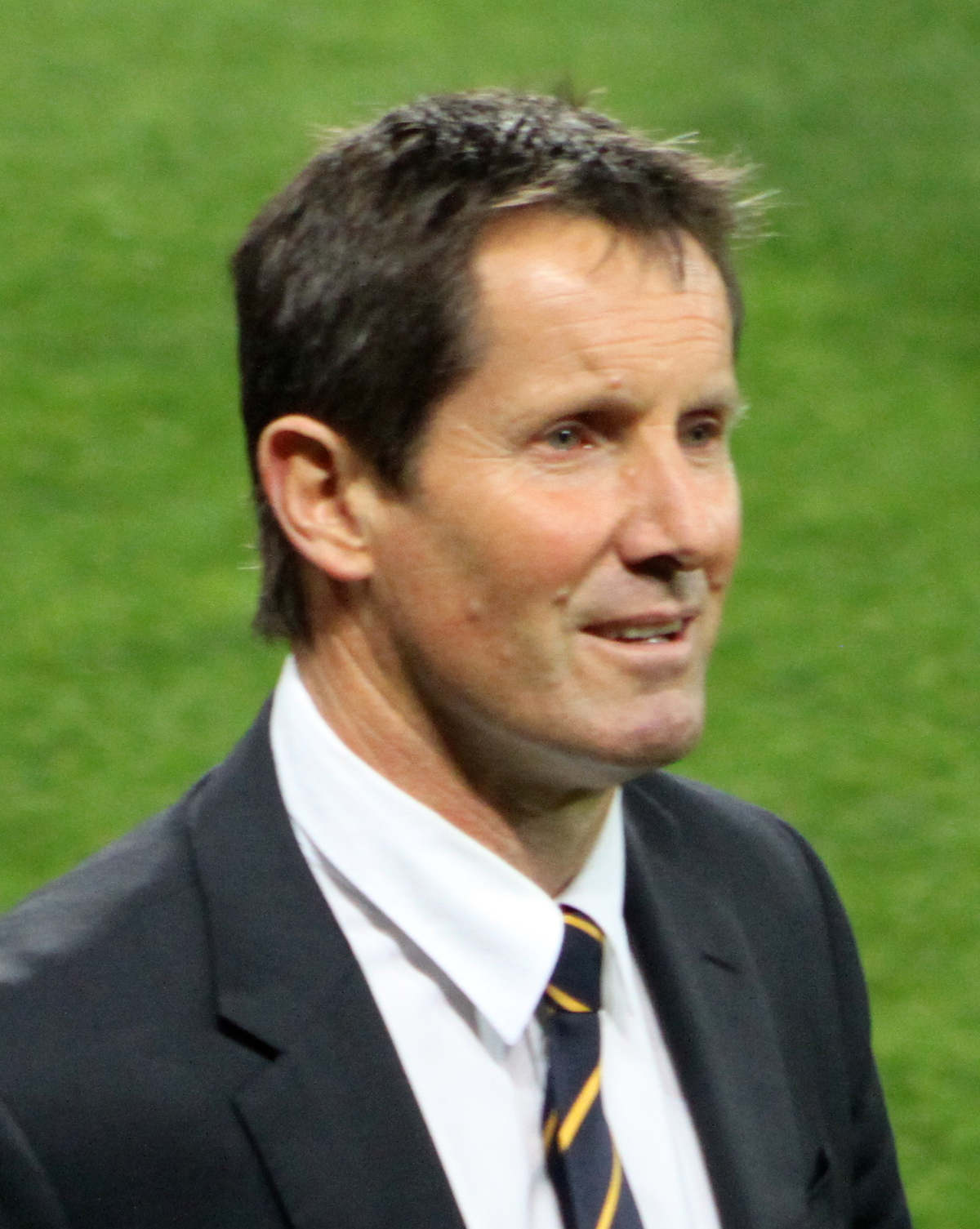
Robbie Deans

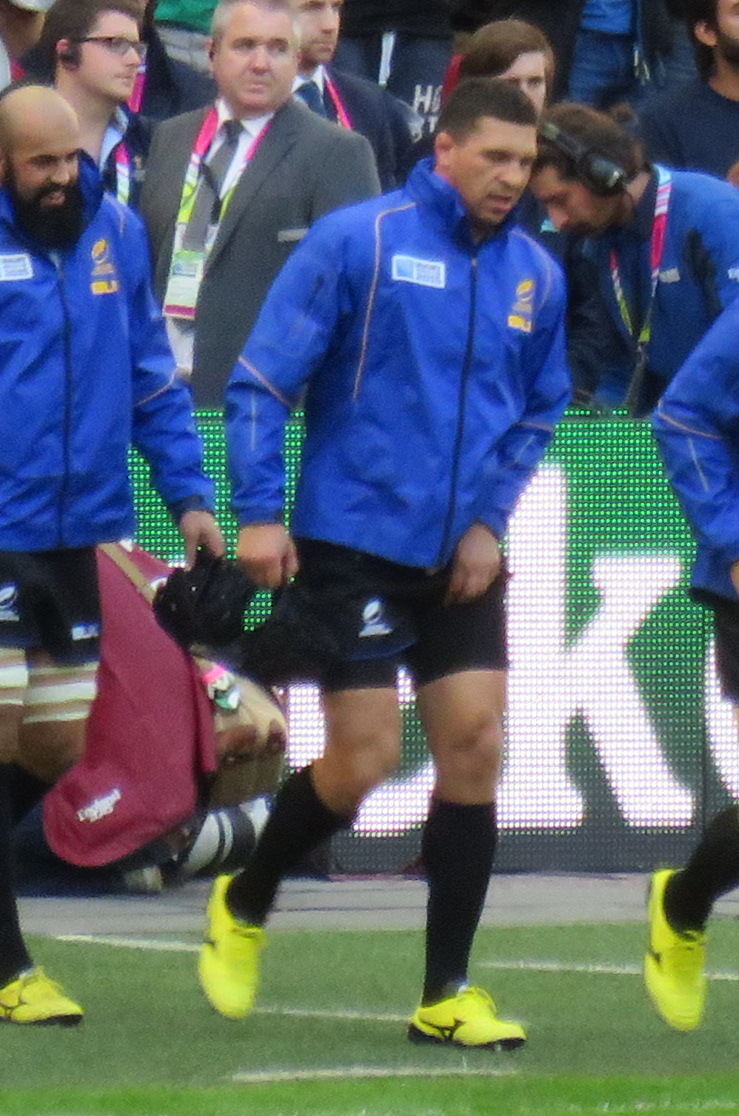
Ovidiu Tonița

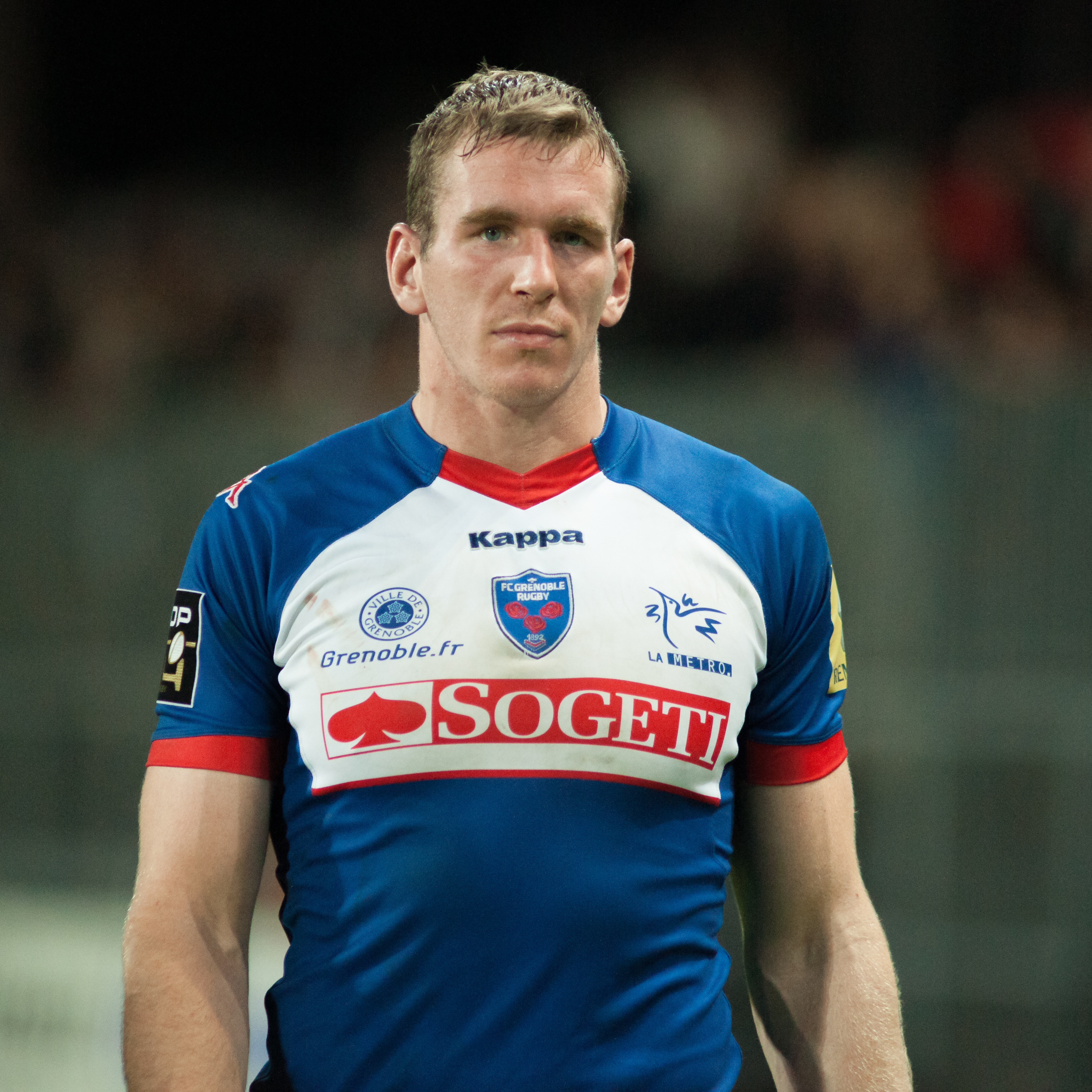
Chris Farrell

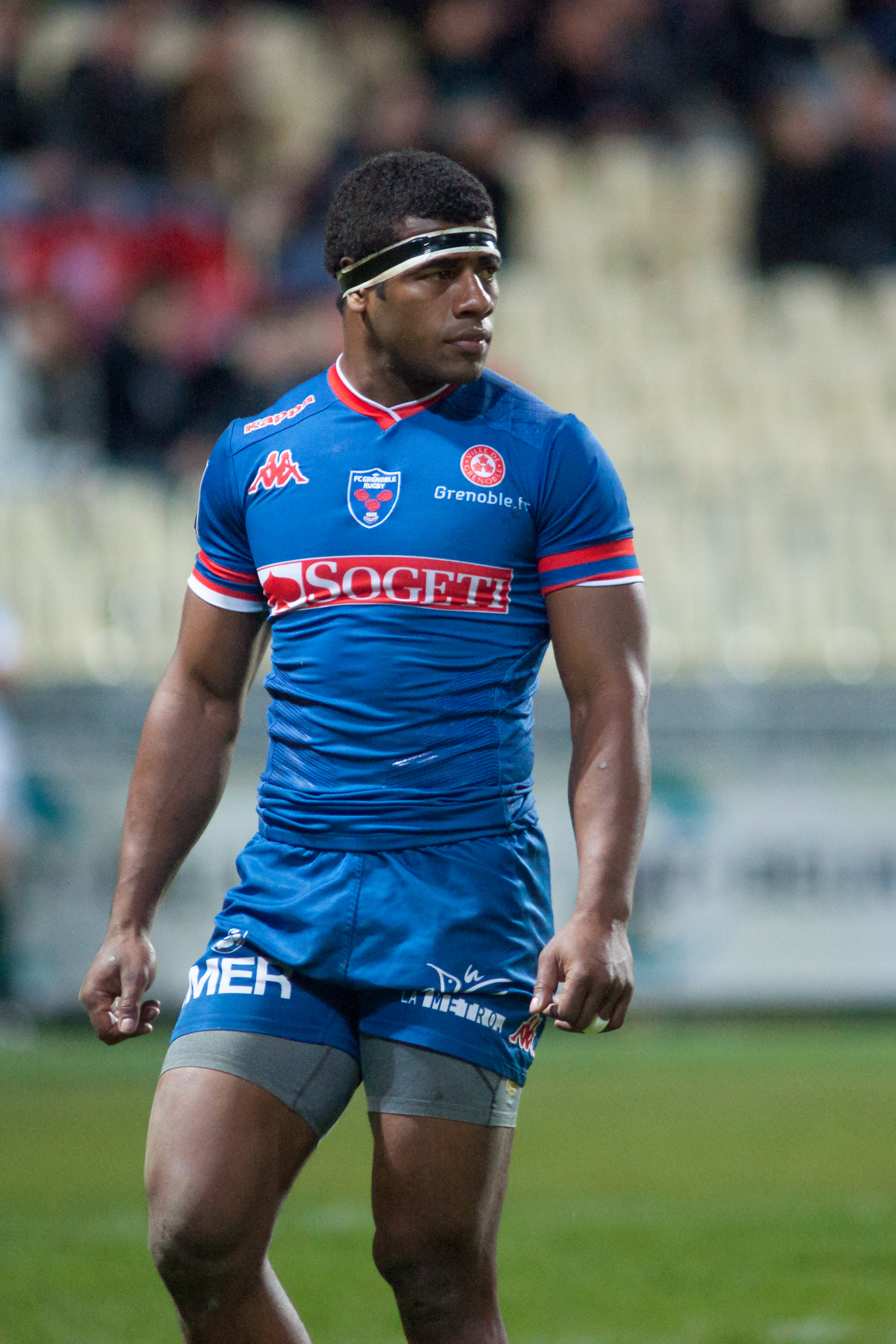
Alipate Ratini

Internationaux français
- Félix Lasserre
- Edmond Besset
- Edmond Vellat
- Édouard Coulon
- Joseph Desclaux
- Pierre Milliand
- Henri Masse
- André Morel
- Jean de Grégorio
- Gérard Bouguyon
- Michel Greffe
- Christian Boujet
- Claude Chenevay
- Alain Guilbert
- Patrick Mesny
- Alain Lorieux
- Stéphane Weller
- Olivier Merle
- Olivier Brouzet
- Laurent Leflamand
- David Dantiacq
- Sylvain Marconnet
- Lionel Mallier
- Fabrice Landreau
- Vincent Clerc
- Brian Liebenberg
- Julien Puricelli
- Raphaël Lakafia
- Jonathan Pélissié
- Xavier Mignot
- Paul Willemse
- Killian Géraci
- Thomas Jolmes
- Louis Bielle-Biarrey
- Marko Gazzotti
- Régis Montagne

Internationaux étrangers
- Deon Fourie
- Jonathan Best
- Julien Caminati
- Mathieu Lorée
- Klaus Wesch
- Diego Albanese
- Felipe Ezcurra
- José Orengo
- Sebastián Rondinelli
- Federico Todeschini
- Joaquín Tuculet
- Sam Cordingley
- Džoni Mandić
- Jamie Cudmore
- Shane O'Leary
- Emmanuel Amapakabo
- Célestin N'Gbala
- Jean-Maurice Oulouma
- Peter Steven
- Beñat Auzqui
- David Mélé
- Jone Daunivucu
- Aloisio Butonidualevu
- Alipate Ratini
- Ropate Rinakama
- Levan Ghvaberidze
- Beka Gigashvili
- Vasil Katsadze
- Davit Kubriashvili
- Irakli Aptsiauri
- Giorgi Javakhia
- Giorgi Mamaiashvili
- Guram Ganiashvili
- Luka Goginava
- Giorgi Kveseladze
- Franco Piccinini
- Ange Capuozzo
- Sergio Lanfranchi
- Chris Farrell
- Martin Brooke
- Mark Mayerhofler
- Robbie Deans
- Gregory Kacala
- Anthony Alvès
- José Madeira
- Mike Tadjer
- Diego Pinheiro Ruiz
- Cody Thomas
- Petru Bălan
- Florin Corodeanu
- Romeo Gontineac
- Mihăiță Lazăr
- Petre Mitu
- Gheorghe Solomie
- Ovidiu Tonița
- Andreï Ostreïkov
- Nigel Hunt
- Taiso Silafai-Leaana
- Lolagi Visinia
- Talalelei Gray
- Vincent Vial
- Leva Fifita
- Tanginoa Halaifonua
- William Helu
- Suka Hufanga
- Daniel Kilioni
- Latu Talakai
- Alaska Taufa
- Toma'akino Taufa

### Joueurs emblématiques
1892-1945
- Paul Lamouret
- Edmond Besset
- Edmond Vellat
- Julien Saby
- Édouard Coulon
- Paul Finet
- Marcel Finet
- Henri Mallen
- Félix Lasserre
- Pierre Milliand
- Henri Masse

1945-1980
- Pierre Gaussens
- Marcel Jol
- Julien Saby
- René Martin
- Innocent Bionda
- René Duhau
- Paul Rein
- Duilio Parolai
- Sergio Lanfranchi
- Henri Coquet
- Eugène Smogor
- Jean Liénard
- Roger Baqué
- Michel Pliassoff
- Guy Belletante
- Georges Echevet
- André Morel
- Pierre Claret
- Varo Cardési
- Georges Alberto
- Jean de Grégorio
- Gérard Bouguyon
- Michel Greffe
- Henri Rinaldi
- Christian Boujet
- Claude Chenevay
- Georges Genevois

1980-2000
- Jacques Brunel
- Pierre Pommier
- Pascal Belin
- Thierry Perrin
- Robbie Deans
- Patrick Mesny
- Alain Lorieux
- Jean-Pierre Gébus
- Freddy Pepelnjak
- Willy Pepelnjak
- Hervé Chaffardon
- Bernard Vacchino
- Brent Jordaan
- Éric Ferruit
- Jean-Marc Romand
- Martin Brooke
- Gilbert Brunat
- Stéphane Géraci
- Christophe Monteil
- Dominique Mazille
- Pierre Mathias
- Philippe Meunier
- Thierry Picard
- Alain Gély
- Patrick Mesny
- Richard Zago
- Gilles Claret
- Jean-Philippe Cantin
- Patrick Barthélémy
- Stéphane Weller
- Philippe Tapié
- Fabrice Landreau
- Franck Capdeville
- Olivier Merle
- Olivier Brouzet
- Gregory Kacala
- Džoni Mandić
- Franck Hueber
- Patrick Goirand
- Frédéric Vélo
- Willy Taofifénua
- Brice Bardou
- Cyril Savy
- Xavier Cambres
- Franck Corrihons
- Thierry Devergie
- Gilles Camberabero
- François Nell
- Didier Camberabero
- Jean-Jacques Taofifénua
- Mark Beale
- Abraham Tolofua
- Laurent Gomez
- Patrick Lubungu
- Lyonel Vaïtanaki
- Olivier Beaudon
- Darren Adams
- Paul Cooke
- Diego Albanese
- Tony Stanger
- Theo van Rensburg

Depuis 2000
- Jean-Victor Bertrand
- Mark Mayerhofler
- Rickus Lubbe
- Brian Liebenberg
- Ovidiu Tonița
- Petru Bălan
- Gwendal Ollivier
- Vincent Clerc
- Nicolas Carmona
- Julien Frier
- Sam Cordingley
- Jamie Cudmore
- Jonathan Best
- Fabien Gengenbacher
- Daniel Browne
- Jone Daunivucu
- Wylie Human
- Andrew Farley
- Kenan Mutapčić
- Naude Beukes
- Nigel Hunt
- Dayna Edwards
- Blair Stewart
- Rida Jahouer
- Lucas Dupont
- Fabien Alexandre
- Jonathan Pélissié
- Valentin Courrent
- Jonathan Wisniewski
- Alipate Ratini
- Gio Aplon
- Charl McLeod
- Chris Farrell
- Sona Taumalolo
- Steven Setephano[324]
- Leva Fifita
- Alaska Taufa
- Raymond Rhule
- Deon Fourie
- Ange Capuozzo
- Karim Qadiri
- Steeve Blanc-Mappaz[325]

### Entraîneurs et managers

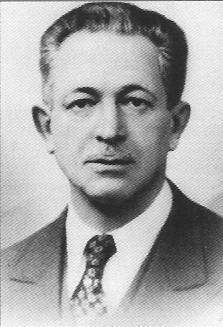
Gaston Valois entraîneur (1912-1913)

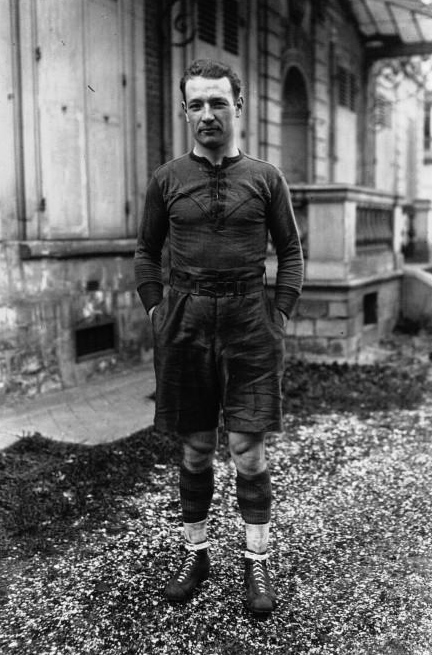
René Lasserre entraîneur (1923-1926)

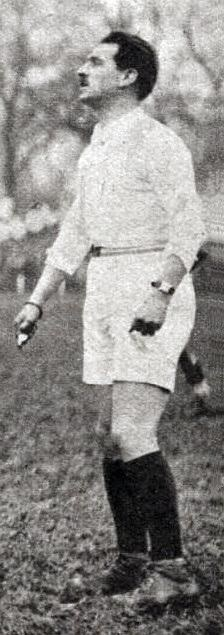
Gilbert Brutus entraîneur (1938-1939)

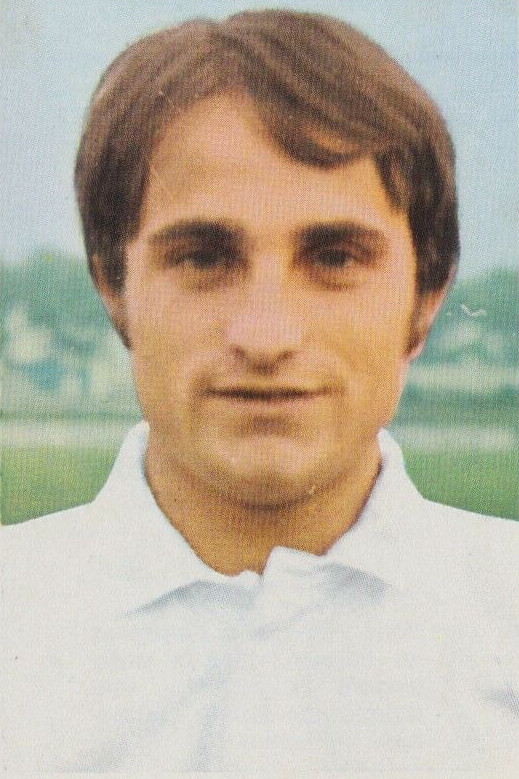
Jacques Fouroux manager sous l'ère des Mammouths de Grenoble (1992-1994)

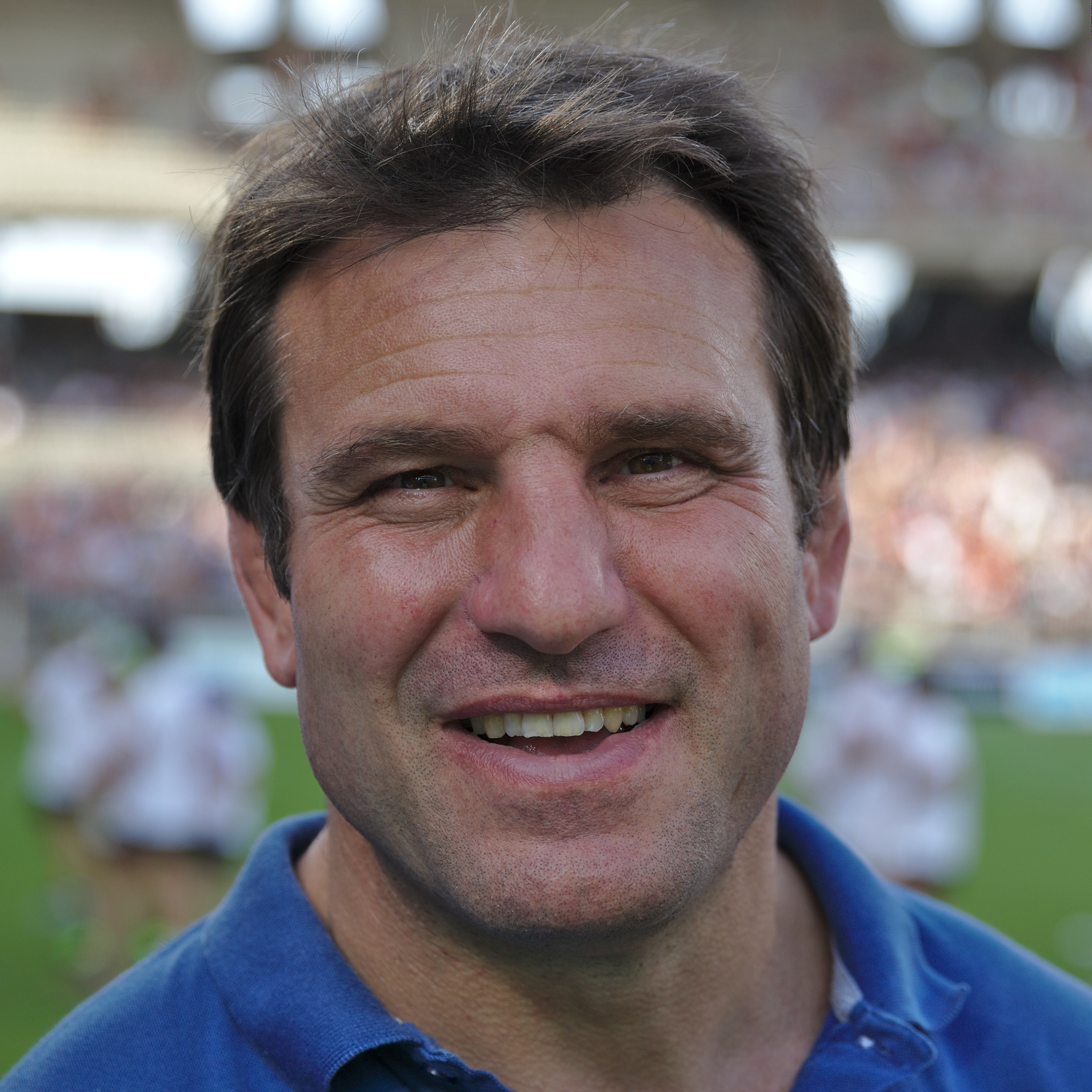
Fabrice Landreau joueur (1992-1997) et manager (2009-2016)

| Saisons          | Entraîneur(s)                                    | Adjoint(s) | Titre(s) |
| ---------------- | ------------------------------------------------ | --- | --- |
| 1911-1912        | Armand Couturier                                 | | |
| 1912-1913        | Gaston Valois                                    | | |
| 1913-1914        | André Charpin                                    | | |
| 1915-1918        | Armand Couturier                                 | | Vice-champion de France 1918 |
| 1918-1920        | Géo Martin                                       | | |
| 1920-1922        | Paul Lamouret                                    | | Vainqueur du Challenge Pierre de Coubertin 1921 |
| 1922-1923        | André Fouchères                                  | | |
| 1923-1926        | René Lasserre                                    | | |
| 1926-1927        | Edmond Besset                                    | | |
| 1927-1929        | Paul Lamouret                                    | | |
| 1929-1930        | Edmond Besset                                    | | |
| 1930-1935        | Paul Finet                                       | | |
| 1935-1936        | Léopold Mailhan                                  | | |
| 1936-1938        | Albert Reynaud                                   | | |
| 1938-1939        | Gilbert Brutus                                   | | |
| 1939-1941        | Octave Reymond                                   | | |
| 1941-1942        | Georges Cazeneuve                                | | |
| 1942-1945        | Marcel Finet                                     | | |
| 1945-1946        | Octave Reymond                                   | | |
| 1946-1949        | Julien Saby                                      | | |
| 1949-1950        | Marcel Finet                                     | | |

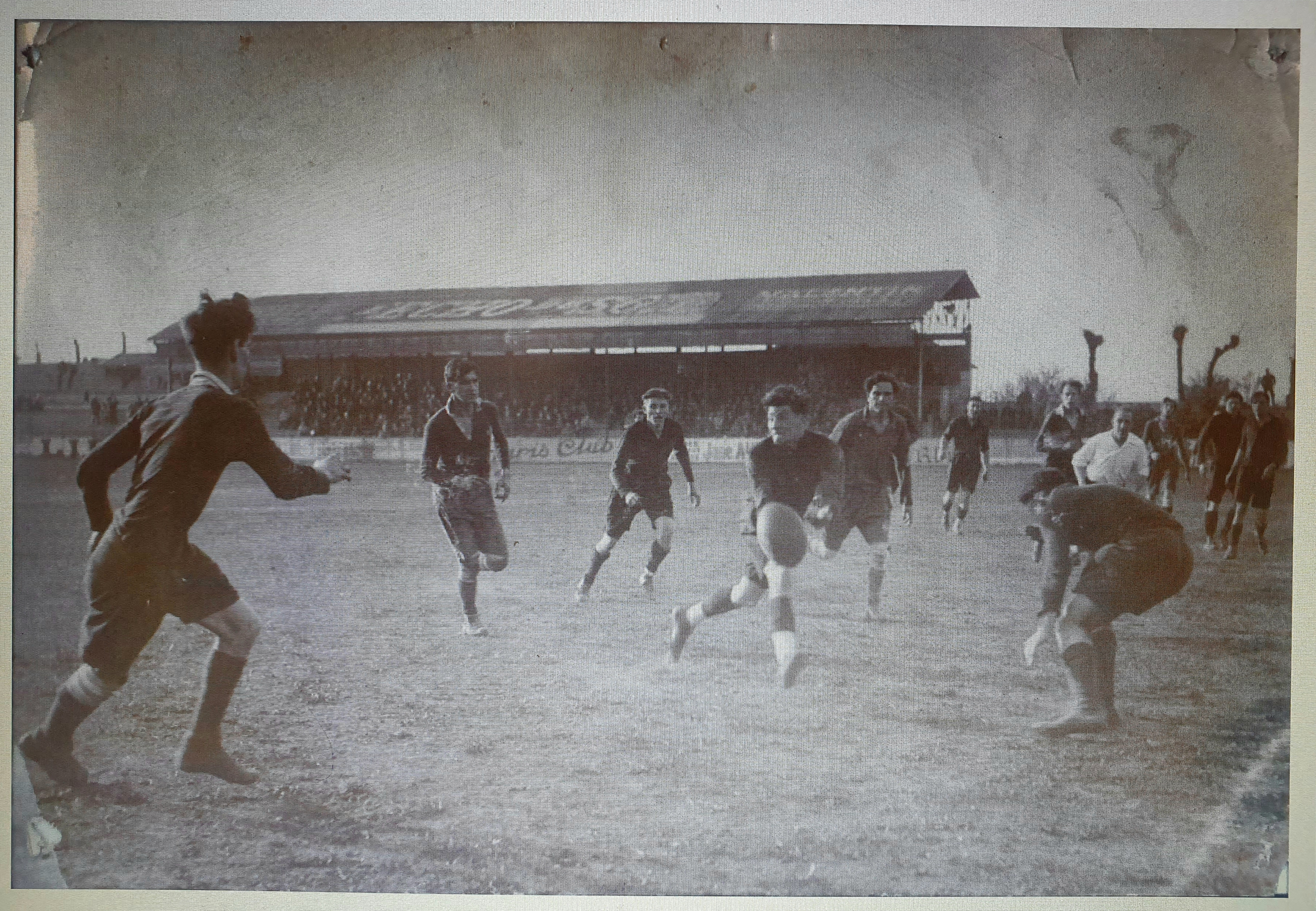
Le stade des Iris à Villeurbanne où le FCG s'impose en finale contre La Voulte en 1951.

| 1950-1953        | Jacky Moureu                                     | Vincent Graule | Champion de France Excellence 1951 |
| 1953-1955        | Raymond Bouvarel                                 | Albert Reynaud (adjoint) | Champion de France 1954 |
| 1955-1956        | Pierre Gaussens                                  | | |
| 1956-1957        | Henri Coupon                                     | | |
| 1957-1960        | André Larroche                                   | | |
| 1960-1962        | Germain Riondet                                  | | |
| 1962-1965        | Jean Liénard                                     | | Vice-champion d'Europe 1963 |
| 1965-1966        | Georges Brun                                     | | |
| 1966-1968        | Germain Riondet                                  | | |
| 1968-1969        | Edmond Racca                                     | | Finaliste du Challenge Yves du Manoir 1969 |
| 1969-1972        | Jean Racca                                       | | |
| 1972-1974        | Pierre Conquet                                   | | |
| 1974-1975        | Duilio Parolai                                   | | |
| 1976-1980        | Jean Liénard                                     | | |
| 1980-1985        | Jean Liénard                                     | André Rimet (adjoint) | |
| 1985-1986        | Jean Liénard                                     | André Rimet (adjoint) | |
| 1986-1988        | Jean Liénard                                     | Jean de la Vaissière (adjoint) | Finaliste du Challenge Yves du Manoir 1986 et Vainqueur du Challenge Yves du Manoir 1987                                                                       |
| 1988-1989        | Jean Liénard                                     | | |
| 1989-1992        | Michel Ringeval                                  | | Finaliste du Challenge Yves du Manoir 1990 |
| 1992-1994        | Jacques Fouroux                                  | Michel Ringeval (adjoint) | Vice-champion de France 1993 |
| 1994-1995        | Michel Ringeval                                  | | |
| 1995-1996        | Jean Capdouze                                    | Éric Ferruit (adjoint) | |
| 1996-1997        | Jean de la Vaissière                             | | |
| 1997-1998        | Gilbert Doucet                                   | | |
| 1998-1998        | Dominique Mazille                                | Roland Rouchier (adjoint) | |
| 1998-2000        | Michel Ringeval                                  | Yves Pinotti (adjoint) | |
| 2000-2001        | Michel Ringeval                                  | Didier Camberabero (adjoint) | |
| 2001-2002        | Jacques Delmas                                   | Willy Taofifénua (manager), Gilles Cassagne (arrières)                                                                                 | Vice-champion de France de Pro D2 2002 |
| 2002-2004        | Jacques Delmas                                   | Willy Taofifénua (manager), Sylvain Bégon (avants), Pierre Trémouille (arrières)                                                       | |
| 2004-fév. 2005   | Dean Richards                                    | Willy Taofifénua (manager), Pierre Trémouille (arrières)                                                                               | |
| fév. 2005        | Dean Richards                                    | Willy Taofifénua (manager), Franck Corrihons (arrières)                                                                                | |
| mars 2005- 2005  | Dean Richards                                    | Willy Taofifénua (manager), Jean-Philippe Cariat (arrières)                                                                            | |
| 2005-2007        | Franck Corrihons                                 | Jean-François Martin-Culet (adjoint)                                                                                                   | |
| 2007-2009        | Franck Corrihons                                 | Sylvain Bégon (adjoint) | |
| 2009-2011        | Fabrice Landreau                                 | Sylvain Bégon (avants), Franck Corrihons (arrières)                                                                                    | |
| 2011-2013        | Fabrice Landreau                                 | Sylvain Bégon (avants), Franck Corrihons (arrières), Bernard Jackman (défense)                                                         | Champion de France de Pro D2 2012 |
| 2013-2014        | Fabrice Landreau                                 | Sylvain Bégon (avants), Franck Corrihons (arrières), Bernard Jackman (défense), Mike Prendergast (skills), Claude Mignaçabal (buteurs) | |
| 2014- 03/12/2015 | Fabrice Landreau                                 | Bernard Jackman (jeu général), Sylvain Bégon (avants), Mike Prendergast (trois-quarts), Philippe Doussy (skills et buteurs)            | Vainqueur du Legion Rugby Challenge 2014 |
| 03/12/2015- 2016 | Fabrice Landreau                                 | Bernard Jackman (jeu général), Mike Prendergast (trois-quarts), Philippe Doussy (skills et buteurs)                                    | |
| 2016-2017        | Bernard Jackman                                  | Mike Prendergast (trois-quarts), Aaron Dundon (avants), Philippe Doussy (skills et buteurs)                                            | |
| 2017-2018        | Stéphane Glas (arrières) Dewald Senekal (avants) | Cyril Villain (défense), Jérôme Vernay (skills)                                                                                        | Vice-champion de France de Pro D2 2018 et Vainqueur du barrage d'accession 2018                                                                                |
| 2018-2019        | Stéphane Glas (arrières) Dewald Senekal (avants) | Cyril Villain (défense), Jérôme Vernay (skills), Jean-Noël Perrin (mêlée)                                                              | Finaliste du barrage d'accession 2019 |
| 2019-2020        | Stéphane Glas                                    | Sylvain Bégon (avants), Cyril Villain (défense), Jérôme Vernay (skills), Jean-Noël Perrin (mêlée), Fabien Gengenbacher (jeu au pied)   | |
| 2020-2021        | Stéphane Glas                                    | Sylvain Bégon (avants), Cyril Villain (défense), Jérôme Vernay (skills), Jean-Noël Perrin (mêlée)                                      | |
| 2021-2022        | Fabien Gengenbacher                              | Nicolas Nadau (arrières), Arnaud Héguy (avants), Steven Setephano (défense), Jean-Noël Perrin (mêlée)                                  | |
| 2022-2023        | Fabien Gengenbacher                              | Nicolas Nadau (arrières), Arnaud Héguy (avants), Steven Setephano (défense)                                                            | Vice-champion de France de Pro D2 2023 et Finaliste du barrage d'accession 2023                                                                                |
| 2023-2025        | Aubin Hueber                                     | Nicolas Nadau (arrières), Patrick Pézery (avants), Tom Palmer (défense)                                                                | Vice-champion de France de Pro D2 2024, Finaliste du barrage d'accession 2024, Vice-champion de France de Pro D2 2025 et Finaliste du barrage d'accession 2025 |
| 2025-            | Aubin Hueber                                     | Nicolas Nadau (arrières), Patrick Pézery (avants), Lionel Ringeval (défense)                                                           | |

### Présidents
- Jean Coin 1911-1920
- Louis Dalban 1920-1922
- André Truchetet 1922-1926
- Georges Perrin 1926-1927
- Jean Perrin 1927-1929
- Désiré Genevois 1929-1931
- André Truchetet 1931-1942
- Gaston Valois 1942-1944
- Maurice Dumolard 1944-1950
- Hector Pinel 1950-1953
- Charles Gros 1953-1954
- Jean-Maurice Dard 1954-1955
- Maurice Vidil 1955-1957
- André Petit 1959-1960
- André Grillet 1960-1961
- Jules Reynaud 1961-1966
- Louis Renard 1966-1973
- Paul Rigot 1973-1974
- Max Micoud 1974-1985
- Claude Junien-Lavillauroy 1985-1990
- Rico Rinaldi 1990-1997[329]
- Patrick Goffi 1997-2001 (Président de la SAOS : Tanguy Perrin de Boislaville[330])
- Alain Etiévent 2001-2005
- Marc Chérèque 2005-2016
- Éric Pilaud 2016-2018
- Michel Martinez 2018-2019
- Nicolas Cuynat 2019-2023
- Patrick Goffi 2023-

### Effectif 2025-2026
| Nom                      | Naissance         | Nationalité sportive | International | Dernier club        | Arrivée au club |
| Talonneurs               | Talonneurs        | Talonneurs           | Talonneurs    | Talonneurs          | Talonneurs      |
| ------------------------ | ----------------- | -------------------- | ------------- | ------------------- | --------------- |
| Lilian Rossi             | 1er mai 1998      | France               | -             | Formé au club       | 2018            |
| Romain Ruffenach         | 4 septembre 1994  | France               | - 20 ans      | Section paloise     | 2025            |
| Bastien Soury            | 18 mars 1995      | France               | -             | Biarritz olympique  | 2024            |
| Piliers                  |                   |                      |               |                     |                 |
| Eli Eglaine              | 15 septembre 2000 | France               | - 20 ans      | Formé au club       | 2020            |
| Zack Gauthier            | 31 janvier 2000   | France               | -             | Formé au club       | 2020            |
| Johannes Jonker          | 22 août 1994      | Afrique du Sud       | -             | Bath Rugby          | 2024            |
| Théo Lavoine             | 10 mai 2003       | France               | -             | Formé au club       | 2023            |
| Sascha Mistrulli         | 9 février 2005    | France               | - 20 ans      | Formé au club       | 2024            |
| Giorgi Mamaiashvili      | 26 février 2003   | Géorgie              |               | Formé au club       | 2023            |
| Giorgi Pertaïa           | 23 décembre 1996  | Géorgie              | -             | SO Chambéry         | 2024            |
| Tommy Raynaud            | 13 juin 1994      | France               | - 20 ans      | Oyonnax Rugby       | 2024            |
| Cody Thomas              | 1er mars 1996     | Portugal             |               | Rouen NR            | 2024            |
| Deuxièmes lignes         |                   |                      |               |                     |                 |
| Cameron Holt             | 16 octobre 1996   | Australie            | -             | FC Grenoble         | 2025            |
| Giorgi Javakhia          | 24 septembre 1996 | Géorgie              |               | Stade aurillacois   | 2022            |
| Tristan Labouteley       | 12 avril 1995     | France               | - 20 ans      | USA Perpignan       | 2025            |
| Brandon Nansen           | 3 novembre 1993   | Samoa                |               | Northampton Saints  | 2023            |
| Thomas Ployet            | 12 décembre 2001  | France               | - 20 ans      | Stade rochelais     | 2024            |
| Troisièmes lignes aile   |                   |                      |               |                     |                 |
| Antonin Berruyer         | 8 septembre 1998  | France               | - 20 ans      | Formé au club       | 2017            |
| Victor Guillaumond       | 21 avril 2001     | France               | -             | Formé au club       | 2020            |
| José Madeira             | 19 mars 2001      | Portugal             |               | CF Os Belenenses    | 2020            |
| Thibaut Martel           | 15 août 1998      | France               | -             | Formé au club       | 2019            |
| Josh Thompson            | 8 décembre 2000   | Fidji                | -             | Western Force       | 2025            |
| Troisièmes lignes centre |                   |                      |               |                     |                 |
| Mathis Baret             | 23 avril 2005     | France               | - 20 ans      | Formé au club       | 2024            |
| Richard Hardwick         | 31 mai 1994       | Australie Namibie    |               | Ealing Trailfinders | 2024            |
| Hanru Sirgel             | 8 mai 1998        | Afrique du Sud       | -             | Lions               | 2024            |
| Demis de mêlée           |                   |                      |               |                     |                 |
| Max Clément              | 9 septembre 2003  | France               | -             | Formé au club       | 2022            |
| Barnabé Couilloud        | 20 février 1999   | France               | -             | Biarritz olympique  | 2023            |
| Éric Escande             | 18 novembre 1992  | France               | - 20 ans      | RC Toulon           | 2019            |
| Demis d'ouverture        |                   |                      |               |                     |                 |
| Sam Davies               | 6 octobre 1993    | Pays de Galles       |               | Dragons RFC         | 2023            |
| Marc Palmier             | 17 février 1999   | France               | -             | Stade aurillacois   | 2024            |
| Centres                  |                   |                      |               |                     |                 |
| Romain Fusier            | 27 janvier 2000   | France               | - 20 ans      | Formé au club       | 2019            |
| Julien Hériteau          | 12 septembre 1994 | France               |               | ASM Clermont        | 2024            |
| Giorgi Kveseladze        | 11 novembre 1997  | Géorgie              |               | Black Lion          | 2024            |
| Yan Lestrade             | 21 mars 1997      | France               | -             | Aviron bayonnais    | 2024            |
| Romain Trouilloud        | 6 juin 2000       | France               | -             | Formé au club       | 2020            |
| Ailiers                  |                   |                      |               |                     |                 |
| Raffaele Costa Storti    | 6 février 1998    | Portugal             |               | Stade français      | 2025            |
| Gerswin Mouton           | 16 décembre 1999  | Namibie              |               | Tel Aviv Heat       | 2024            |
| Kaminieli Rasaku         | 12 juillet 1999   | Fidji                | à sept        | Aviron bayonnais    | 2024            |
| Hugo Trouilloud          | 5 mars 2003       | France               | - 20 ans      | Formé au club       | 2022            |
| Arrières                 |                   |                      |               |                     |                 |
| Aurélien Callandret      | 23 août 1997      | France               | à sept        | Aviron bayonnais    | 2025            |
| Julien Farnoux           | 24 avril 1993     | France               | - 20 ans      | USA Perpignan       | 2022            |

### Staff sportif 2025-2026
| Nom             | Poste               | Nationalité sportive |
| --------------- | ------------------- | -------------------- |
| Aubin Hueber    | Manager             | France               |
| Nicolas Nadau   | Entraîneur arrières | France               |
| Patrick Pézery  | Entraîneur avants   | France               |
| Lionel Ringeval | Entraîneur défense  | France               |

## Historique des sponsors maillot
- -1990 : Genty
- 1990-1992 : Rallye
- 1992-1996 : Aucun sponsor
- 1996-1997 : Allibert
- 1997-1998 : E.Leclerc
- 1998-1999 : Evolutif
- 1999-2002 : Capgemini
- 2002-2018 : Sogeti[331]
- 2018-2021 : Work 2000
- 2021-2022 : SPP (Sport Passion Promotion)
- 2022- : Hardis Group[332]

## Équipementiers
Après avoir eu Adidas, French Flair, Gilbert, KooGa et Erreà, le FCG porte des maillots signés par l'entreprise Kappa de 2009 à 2025 avant de changer d’équipementier et de signer avec Nike.
En 2007, pour la réception du RC Toulon, Erreà réédite un maillot vintage réplique de celui du challenge Yves du Manoir en 1987 pour célébrer les 20 ans du titre.
En 2011, pour la réception du Tarbes PR, Kappa réédite une réplique du tout premier maillot du FCG pour le centenaire du club
.
En 2013, pour la réception du RC Toulon, Kappa réédite un maillot vintage réplique de celui de la finale polémique 1993 pour rendre hommage 20 ans après à la génération légendaire des Mammouths privés du titre sur erreur d'arbitrage.
En 2022, pour la réception du Rouen NR, Kappa dévoile un maillot collector pour les 130 ans du rugby à Grenoble. Celui porté par Ange Capuozzo sera vendu aux enchères pour la somme de 2 000 euros.

## Évolution du budget
| Saison | 2009-2010 | 2010-2011 | 2011-2012 | 2012-2013 | 2013-2014 | 2014-2015 | 2015-2016 | 2016-2017 | 2017-2018 | 2018-2019 |
| Budget | 6,50 M€   | 7,45 M€   | 8,93 M€   | 14,9 M€   | 18,644 M€ | 20,769 M€ | 21,73 M€  | 21,7 M€   | 13,41 M€  | 18 M€     |

| Saison | 2019-2020 | 2020-2021 | 2021-2022 | 2022-2023 | 2023-2024 | 2024-2025 |
| Budget | 13,5 M€   | 9,5 M€    | 9,5 M€    | 13,48 M€  | 13 M€     | 13 M€     |

## Infrastructures

### Stades
‌
Le FCG évolue dans l'enceinte du stade des Alpes depuis 2014 après avoir  évolué plus de cent ans au stade Lesdiguières.
Le stade des Alpes est une enceinte de 20 068 places, inauguré en février 2008 en bordure du parc Paul-Mistral à Grenoble.
Il a été construit sur l'emplacement du stade Charles-Berty détruit en 2003 pour permettre la construction de cette nouvelle enceinte.
Il héberge également les matchs du Grenoble Foot 38.
Détail des tribunes du stade des Alpes
Les tribunes se décomposent en cinq groupes :
- Tribune Sud : 4 000 places
- Tribune Nord : 6 000 places
- Tribune Est : 5 000 places
- Tribune Ouest : 5 000 places
- Tribune presse : 68 places

### Centre de formation

#### Ouverture du premier centre de formation français en 1988
Le premier centre de formation en France d'un club de rugby ouvre à Grenoble en 1988 sous la direction de l'ancien joueur Willy Pepelnjak.
Il est la passerelle entre le rugby amateur et le milieu professionnel.
Il fait partie des premiers centres agréés à partir de 2002.

#### Meilleur centre de formation du Top 14 entre 2014 et 2017
Le FCG est élu meilleur centre de formation du Top 14 sur les trois saisons 2014-2015, 2015-2016 et 2016-2017 devant le Montpellier HR et le Racing 92.

#### Champions du monde juniors
Les joueurs suivants ont été formés au club et sacrés champions du monde des moins de 20 ans :
- Fabien Alexandre (2006)
- Killian Géraci (2018 et 2019)
- Antonin Berruyer (2018)
- Éli Églaine (2019)
- Marko Gazzotti (2023)
- Barnabé Massa (2023)
- Zaccharie Affane (2023)

## Associations de supporters
- Les Alpins
- Les Mammouths
- Les Clarinautes
- Mascotte : Buky[362]